# Liste der Biografien/West
Liste der Biografien |
Portal Biografien |
Personensuche
# |
A |
B |
C |
D |
E |
F |
G |
H |
I |
J |
K |
L |
M |
N |
O |
P |
Q |
R |
S |
T |
U |
V |
W |
X |
Y |
Z |
?
 
Wa |
Wc |
Wd |
We |
Wh |
Wi |
Wj |
Wl |
Wn |
Wo |
Wr |
Ws |
Wt |
Wu |
Ww |
Wy |
Wz
 
Wea |
Web |
Wec |
Wed |
Wee |
Wef |
Weg |
Weh |
Wei |
Wej |
Wek |
Wel |
Wem |
Wen |
Weo |
Wep |
Wer |
Wes |
Wet |
Weu |
Wev |
Wew |
Wex |
Wey |
Wez
 
Wesa |
Wesc |
Wesd |
Wese |
Wesh |
Wesj |
Wesk |
Wesl |
Wesn |
Weso |
Wesp |
Wess |
West |
Wesz
Die Liste der Biografien führt alle Personen auf, die in der deutschsprachigen Wikipedia einen Artikel haben. Dieses ist eine Teilliste mit 901 Einträgen von Personen, deren Namen mit den Buchstaben „West“ beginnt.

## West
- West av Teigum, Hákun (* 2002), färöischer Handballspieler
- West Mesa Bone Collector, Serienmörder
- West, Adam (1928–2017), US-amerikanischer Schauspieler und SynchronsprecherAdam West (1928–2017)

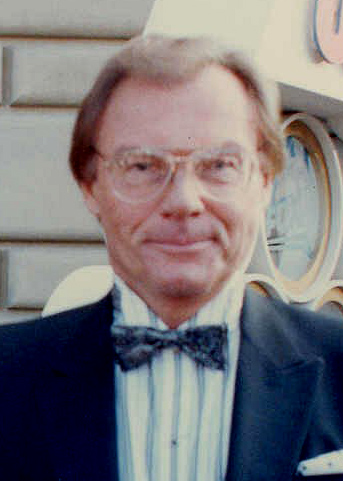
Adam West (1928–2017)

- West, Alan, Baron West of Spithead (* 1948), britischer Politiker und Admiral der Royal Navy
- West, Albert (1949–2015), niederländischer Popsänger
- West, Alexander (* 1965), schwedischer Unternehmer und Autorennfahrer
- West, Alf (1881–1944), englischer Fußballspieler
- West, Allen (1872–1952), US-amerikanischer Tennisspieler
- West, Allen (* 1961), US-amerikanischer Politiker der Republikanischen Partei
- West, Alvy (1915–2012), US-amerikanischer Jazzmusiker (Altsaxophon, Komposition)
- West, Andrew J. (* 1986), US-amerikanischer Schauspieler
- West, Anthony (* 1981), australischer Motorradrennfahrer
- West, Arthur (1922–2000), österreichischer Schriftsteller und Journalist
- West, Arthur J. (1863–1937), britischer Eisenbahningenieur
- West, Barry (1958–2022), englischer Snookerspieler
- West, Benjamin (1738–1820), englischer Maler
- West, Betsy, US-amerikanische Dokumentarfilmerin und Filmproduzentin
- West, Billy (1892–1975), US-amerikanischer Schauspieler
- West, Billy (* 1952), US-amerikanischer Sprecher für Zeichentrickserien und FilmeBilly West (* 1952)

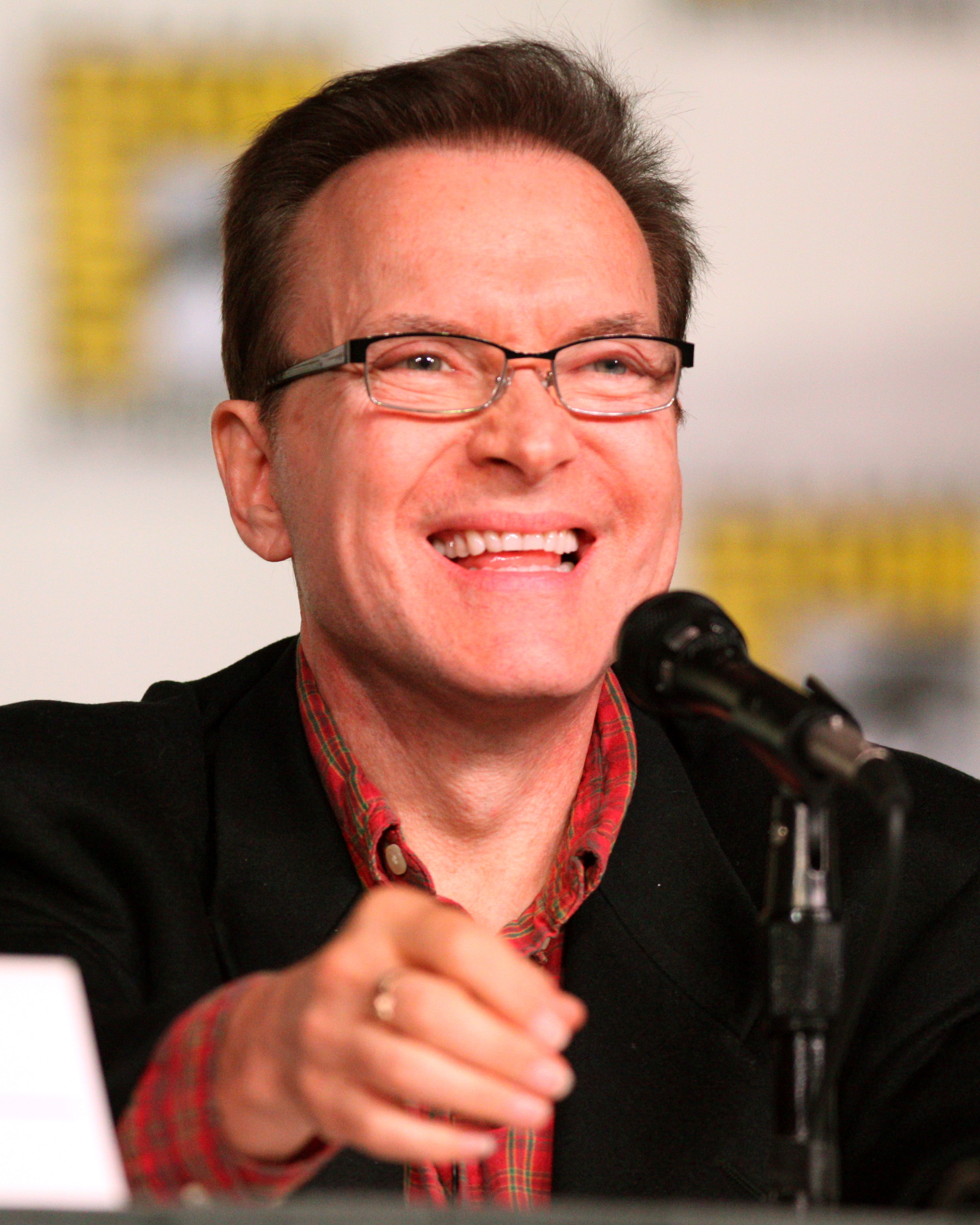
Billy West (* 1952)

- West, Brian (* 1928), britischer Kameramann
- West, Brian (* 1978), US-amerikanischer Fußballspieler
- West, Caleb Walton (1844–1909), US-amerikanischer Politiker
- West, Cedric (1919–1997), britischer Jazzmusiker (Gitarre)
- West, Chandra (* 1970), kanadische Schauspielerin
- West, Charles (1885–1943), US-amerikanischer Schauspieler
- West, Charles (1901–1997), US-amerikanischer Techniker
- West, Charles F. (1895–1955), US-amerikanischer Politiker
- West, Claiborne († 1866), US-amerikanischer Siedler und Politiker
- West, Clara (* 1981), deutsche Politikerin (SPD), MdA
- West, Claudine (1890–1943), britische Drehbuchautorin
- West, Corinne Michelle (1908–1991), US-amerikanische Malerin
- West, Cornel (* 1953), US-amerikanischer Intellektueller
- West, David (* 1980), US-amerikanischer Basketballspieler
- West, Delonte (* 1983), US-amerikanischer Basketballspieler
- West, Dominic (* 1969), britischer Film- und TheaterschauspielerDominic West (* 1969)

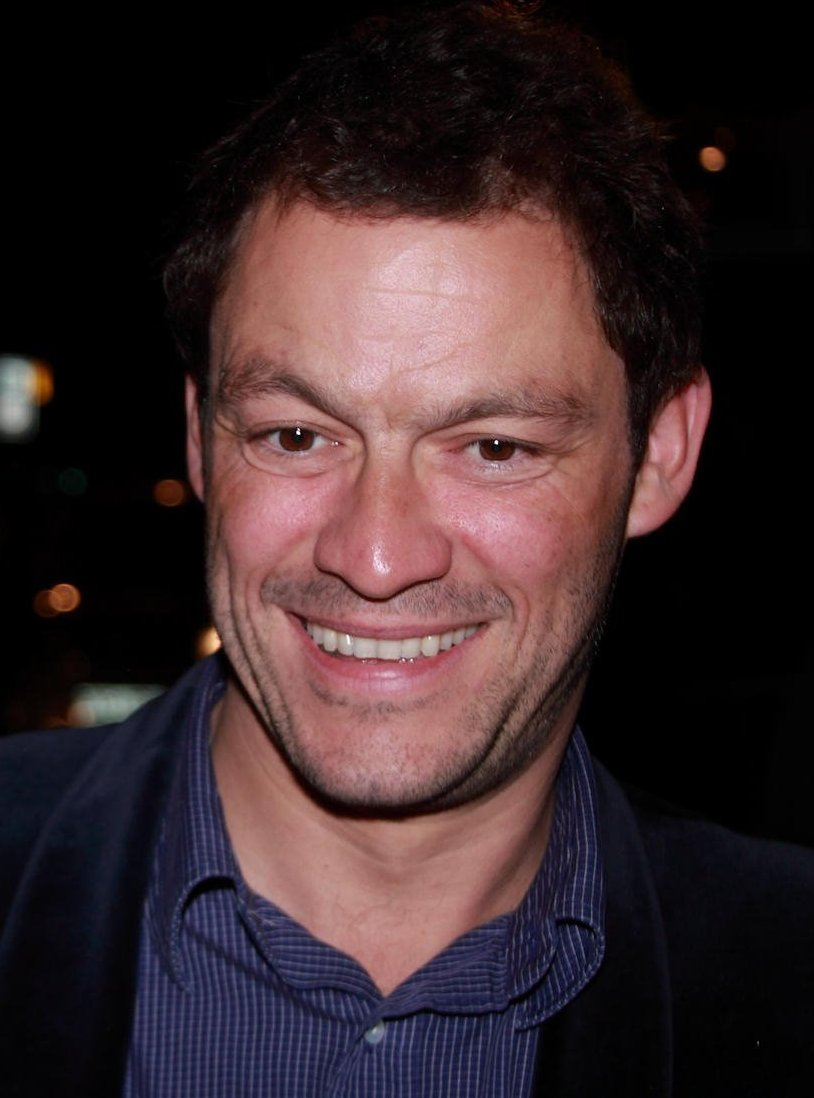
Dominic West (* 1969)

- West, Dorothy (1907–1998), US-amerikanische Schriftstellerin
- West, Dottie (1932–1991), US-amerikanische Country-Sängerin
- West, Elliott (* 1945), US-amerikanischer Historiker
- West, Enoch (1886–1965), englischer Fußballspieler
- West, Eric (* 1982), US-amerikanischer Sänger, Songschreiber und Schauspieler
- West, Franz (1909–1984), österreichischer Antifaschist
- West, Franz (1947–2012), österreichischer bildender Künstler
- West, Frederick (1941–1995), britischer Serienmörder
- West, Gary (1960–2017), australischer Radrennfahrer
- West, Geoffrey (* 1940), britischer Physiker
- West, George (1823–1901), englisch-amerikanischer Politiker
- West, George Addison (1931–2013), US-amerikanischer Jazzmusiker und Hochschullehrer
- West, George Stephen (1876–1919), britischer Botaniker
- West, George, Viscount Cantelupe (1814–1850), britischer Politiker
- West, Gerhard (1922–2006), deutscher Lehrer, Landschaftsmaler, Kunsthändler und Restaurator
- West, Gladys, US-amerikanische MathematikerinGladys West

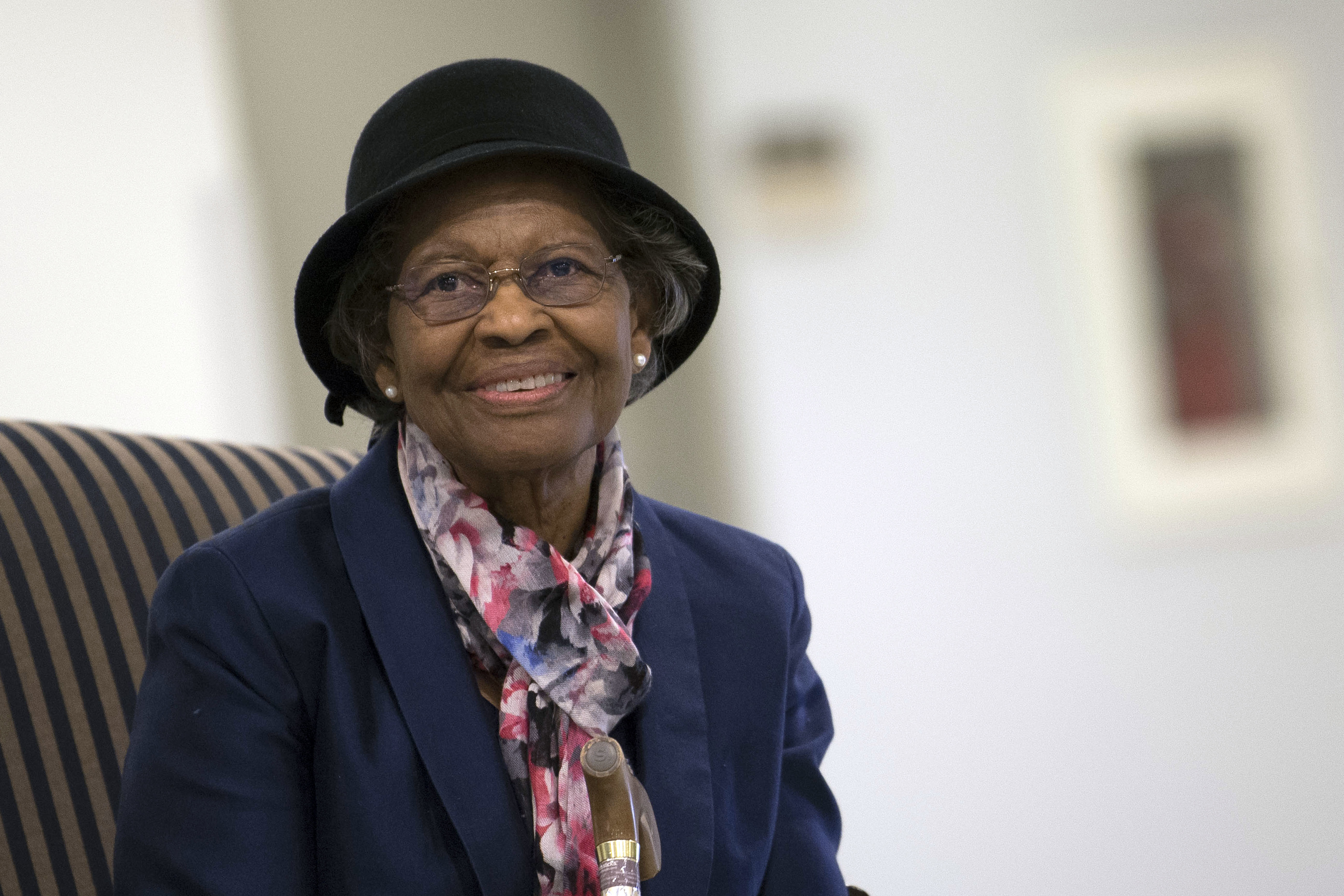
Gladys West

- West, Gordon (1943–2012), englischer Fußballtorhüter
- West, Harold (1915–1951), US-amerikanischer Jazz-Schlagzeuger
- West, Helga (* 1986), samisch-finnische Dichterin und Theologin
- West, Herbert (1911–1959), deutscher Gewerkschafter (FDGB), Erster Sekretär der KdT
- West, Jacqueline, US-amerikanische Kostümbildnerin
- West, Jacqueline (* 1979), US-amerikanische Schriftstellerin
- West, Jake (* 1972), britischer Regisseur, Kameramann und Filmeditor
- West, James (1856–1922), englischer Fußballtrainer
- West, James (* 1996), britischer Langstreckenläufer
- West, James E. (* 1931), US-amerikanischer Akustiker
- West, James Edwin (1840–1860), Kind
- West, Jeremy, britischer Zinkenist, Instrumentenbauer und Hochschullehrer
- West, Jerry (1938–2024), US-amerikanischer Basketballspieler und -trainerJerry West (1938–2024)

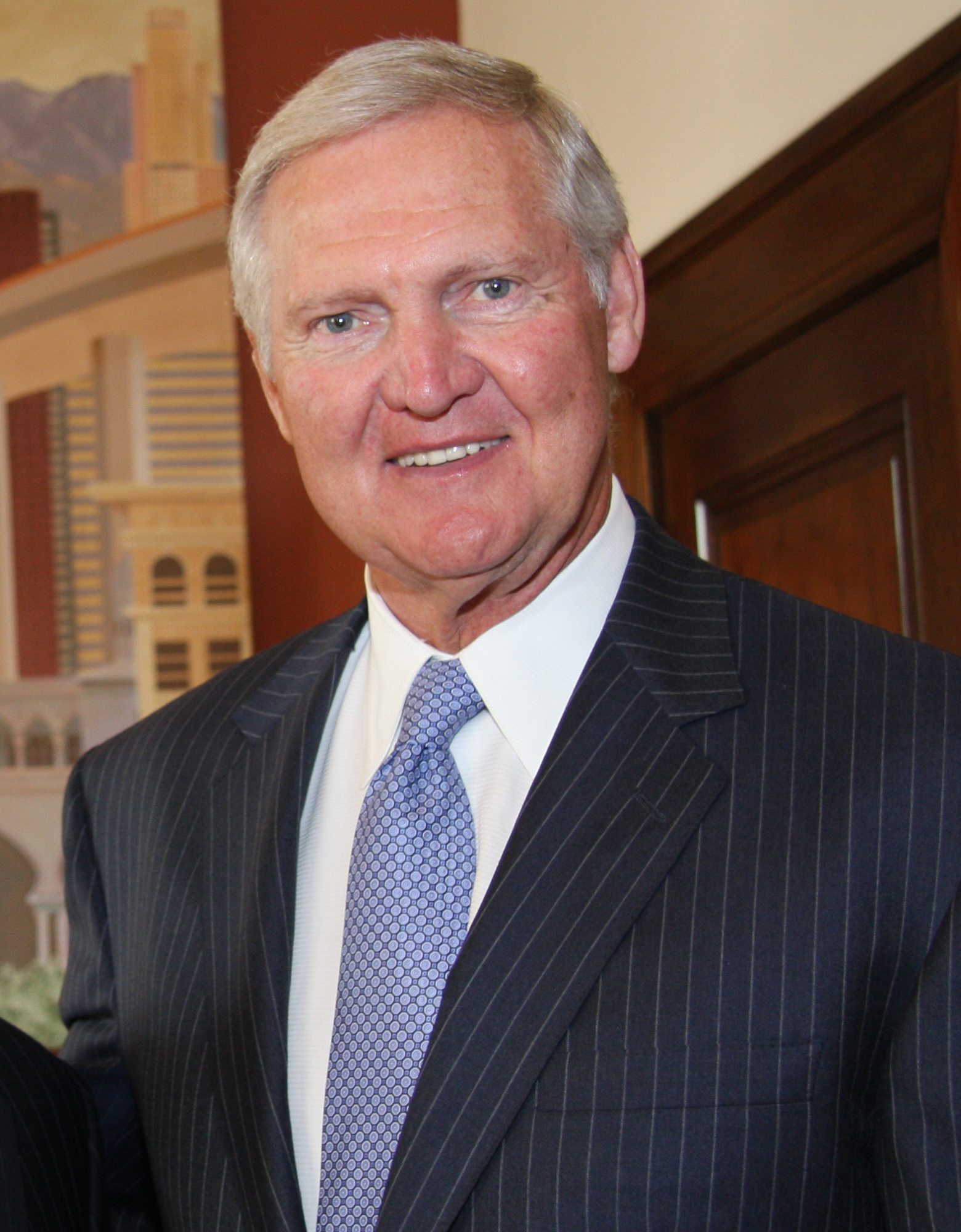
Jerry West (1938–2024)

- West, Jessamyn (1902–1984), US-amerikanische Schriftstellerin
- West, Jim (* 1953), kanadischer Gitarrist und Komponist
- West, Joe (* 1963), kanadisch-britischer Eishockeyspieler und -trainer
- West, Joe (* 1984), amerikanischer American-Football-Spieler und Canadian-Football-Spieler
- West, Joel (* 1975), US-amerikanischer Film- und Theaterschauspieler sowie Fotomodell
- West, Johannes (1782–1835), dänischer Jurist und Inspektor in Grönland
- West, John B. (* 1928), australischer Mediziner
- West, John C. (1922–2004), US-amerikanischer Politiker
- West, John, 1. Earl De La Warr (1693–1766), britischer Peer, Politiker und General
- West, John, 2. Earl De La Warr (1729–1777), britischer Peer, Politiker und Militär
- West, John, 4. Earl De La Warr (1758–1795), britischer Peer, Politiker und Militär
- West, Joseph († 1691), englischer Kapitän und Kolonialgouverneur
- West, Joseph R. (1822–1898), US-amerikanischer Politiker (Republikanische Partei)
- West, Josh (* 1977), britischer Ruderer
- West, Judi (* 1942), US-amerikanische Schauspielerin
- West, Junius Edgar (1866–1947), US-amerikanischer Politiker
- West, Kahn (* 1996), neuseeländischer Schauspieler
- West, Kanye (* 1977), US-amerikanischer Rapper, Sänger und MusikproduzentKanye West (* 1977)

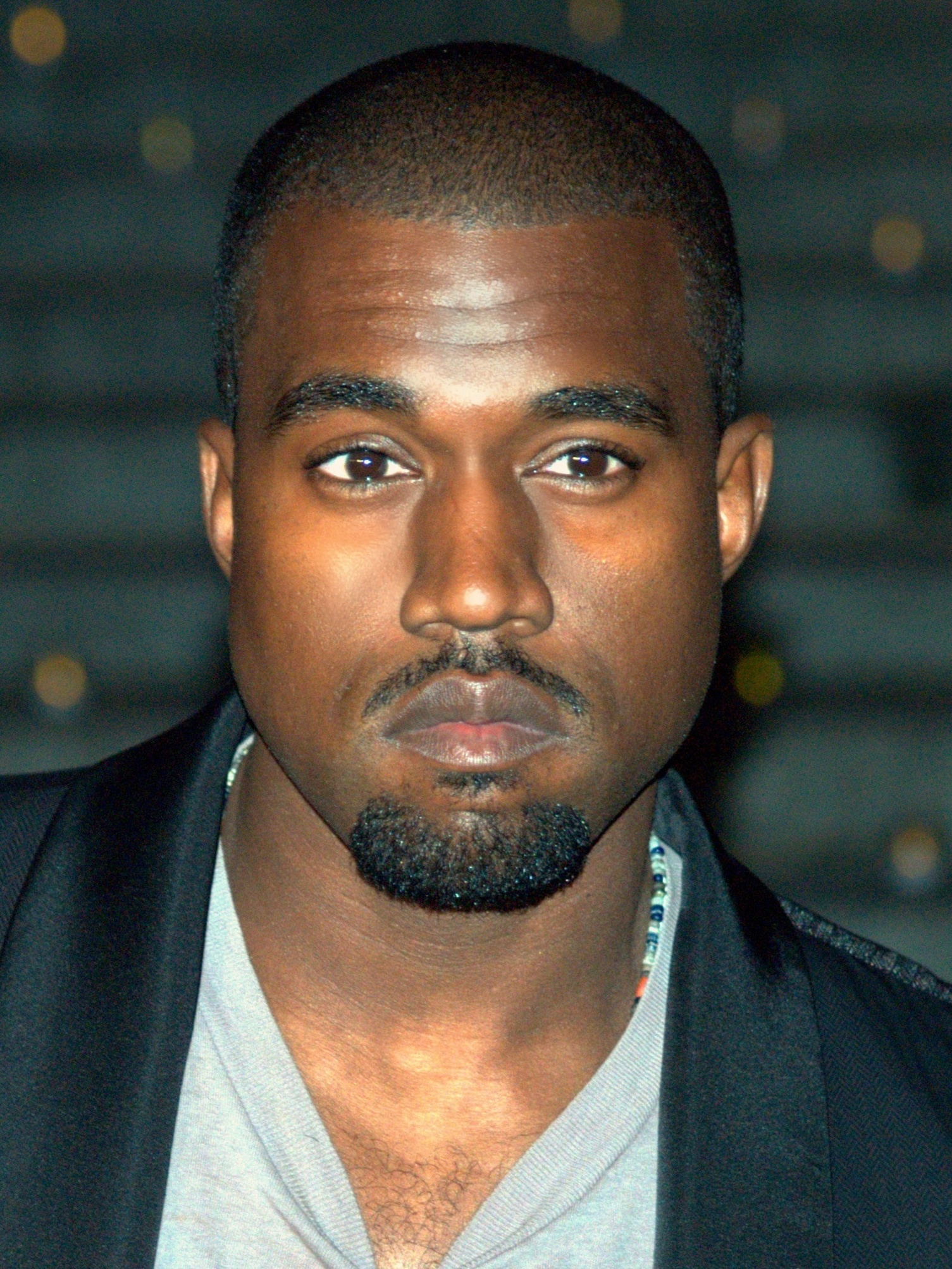
Kanye West (* 1977)

- West, Keith (* 1943), englischer Musiker
- West, Kieran (* 1977), britischer Ruderer
- West, Kit (1936–2016), britischer Spezialeffekt-Techniker
- West, La Mont (1930–2022), amerikanischer Anthropologe
- West, Lawrence (* 1935), kanadischer Ruderer
- West, Les (* 1943), britischer Radrennfahrer
- West, Leslie (1945–2020), US-amerikanischer Musiker
- West, Lydia (* 1993), britische Schauspielerin
- West, Madeleine (* 1979), australische Schauspielerin
- West, Madison, US-amerikanische Schauspielerin
- West, Mae (1893–1980), US-amerikanische Filmschauspielerin und DrehbuchautorinMae West (1893–1980)

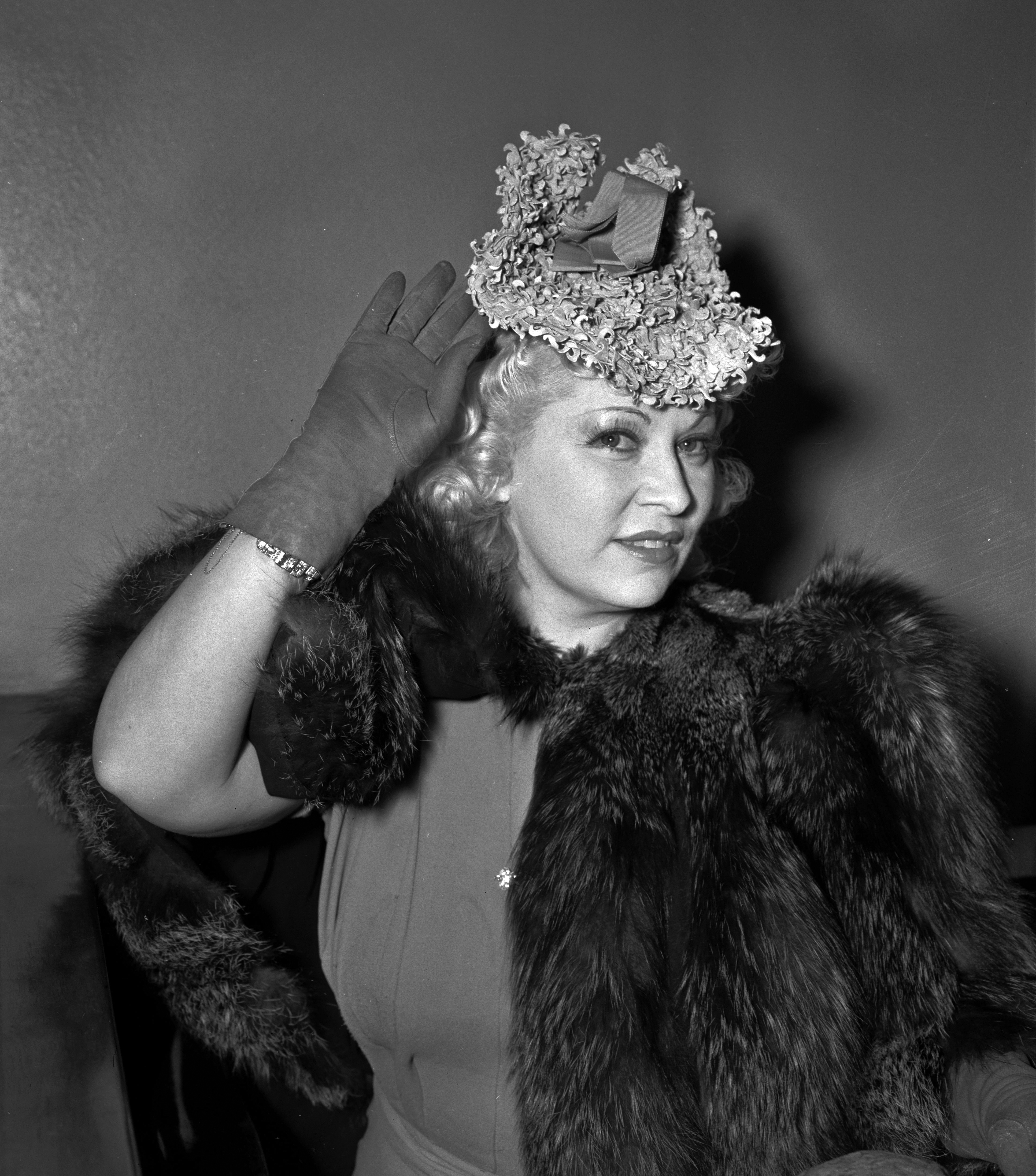
Mae West (1893–1980)

- West, Marlene (* 1972), jamaikanisch-kaimanische Squashspielerin
- West, Martin (* 1951), deutscher Kirchenmusiker, Organist und Dirigent
- West, Martin Litchfield (1937–2015), britischer Klassischer Philologe
- West, Matt (* 1993), US-amerikanischer Volleyballspieler
- West, Matthew (* 1977), US-amerikanischer Sänger christlicher Popmusik
- West, Maura (* 1972), US-amerikanische Schauspielerin
- West, Michael (1905–1978), britischer Heeresoffizier, General
- West, Mike (* 1964), kanadischer Schwimmer
- West, Milton H. (1888–1948), US-amerikanischer Politiker
- West, Mona (* 1955), US-amerikanische Theologin und Pastorin
- West, Moritz (1840–1904), österreichischer Librettist
- West, Morris (1916–1999), australischer Schriftsteller
- West, Nadja (* 1961), US-amerikanische Offizierin, Surgeon General der United States Army
- West, Natalie (* 1956), US-amerikanische Schauspielerin
- West, Nate (* 1998), US-amerikanischer Basketballspieler
- West, Nathanael (1903–1940), amerikanischer Schriftsteller
- West, Nicholas (* 1991), US-amerikanischer Volleyballspieler
- West, Ole (* 1953), deutscher Kunstmaler
- West, Oswald (1873–1960), US-amerikanischer Politiker
- West, Pat (1923–1996), US-amerikanischer American-Football- und Canadian-Football-Spieler
- West, Paul (* 1934), US-amerikanischer Jazzmusiker (Kontrabass)
- West, Paul (1935–2011), US-amerikanischer Jazzpianist und Sänger
- West, Randolph (1890–1949), US-amerikanischer Biochemiker
- West, Randy (1947–2024), US-amerikanischer Pornodarsteller und -produzent
- West, Ray (1925–2016), US-amerikanischer Tontechniker
- West, Rebecca (1892–1983), britische Schriftstellerin und JournalistinRebecca West (1892–1983)

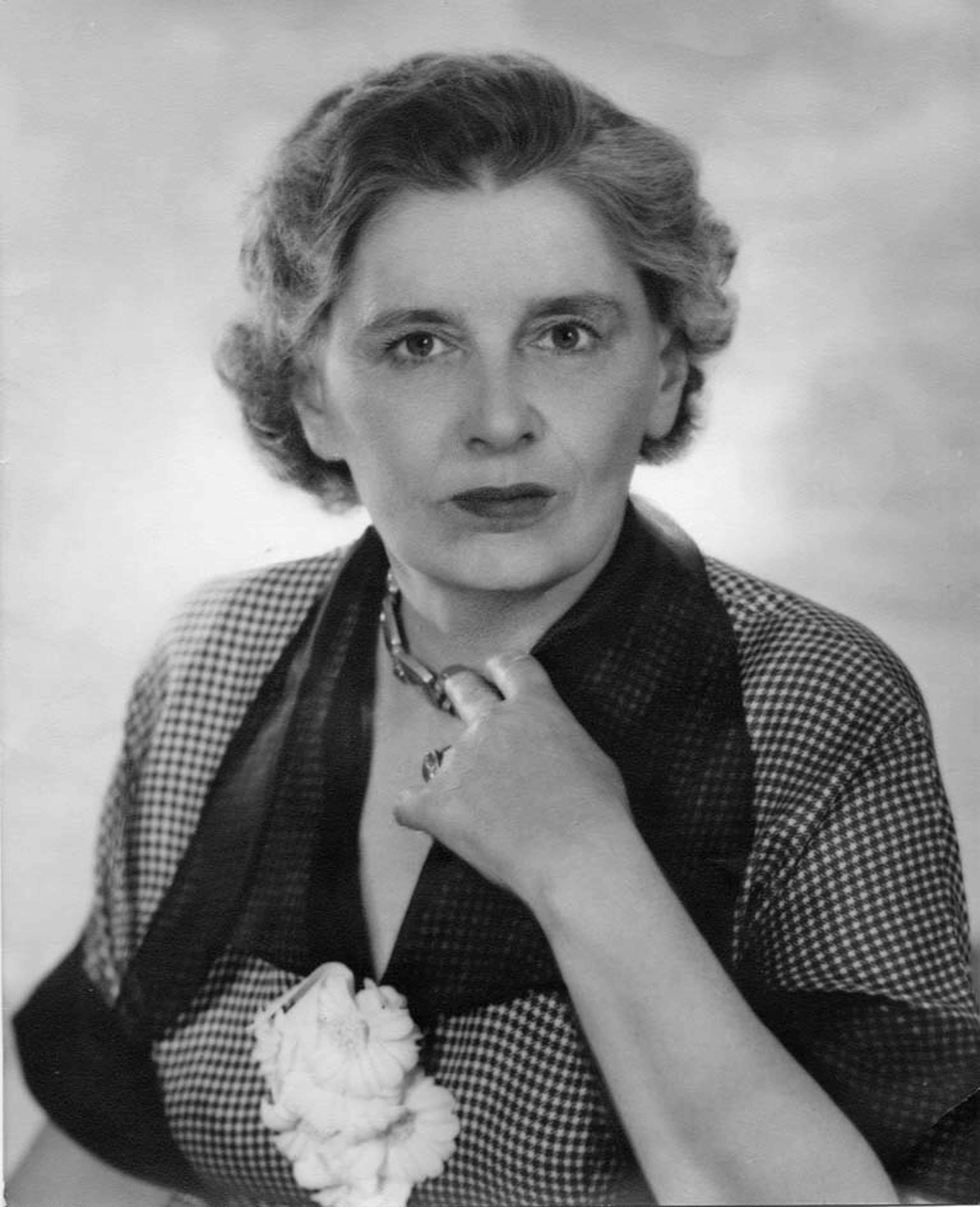
Rebecca West (1892–1983)

- West, Red (1936–2017), US-amerikanischer Schauspieler, Stuntman, Sänger, Songwriter und Leibwächter
- West, Richard Gilbert (1926–2020), britischer Geologe (Quartärgeologie) und Paläobotaniker (Palynologie)
- West, Richard Martin (* 1941), dänischer Astronom
- West, Robert (1928–2022), US-amerikanischer Chemiker und Hochschullehrer
- West, Roland (1885–1952), US-amerikanischer Schauspieler, Filmregisseur und Drehbuchautor
- West, Ronald (1914–1992), britischer Geher
- West, Rosemary (* 1953), britische Serienmörderin
- West, Rowan (1953–2023), deutsch-australischer Orgelbauer
- West, Roy Owen (1868–1958), US-amerikanischer Politiker (Republikanische Partei)
- West, Sam Ku (1907–1930), US-amerikanischer Gitarrist
- West, Samuel (* 1966), britischer Schauspieler und Regisseur
- West, Sandy (1959–2006), US-amerikanische Sängerin, Songwriterin und Schlagzeugerin
- West, Shane (* 1978), US-amerikanischer Schauspieler und MusikerShane West (* 1978)

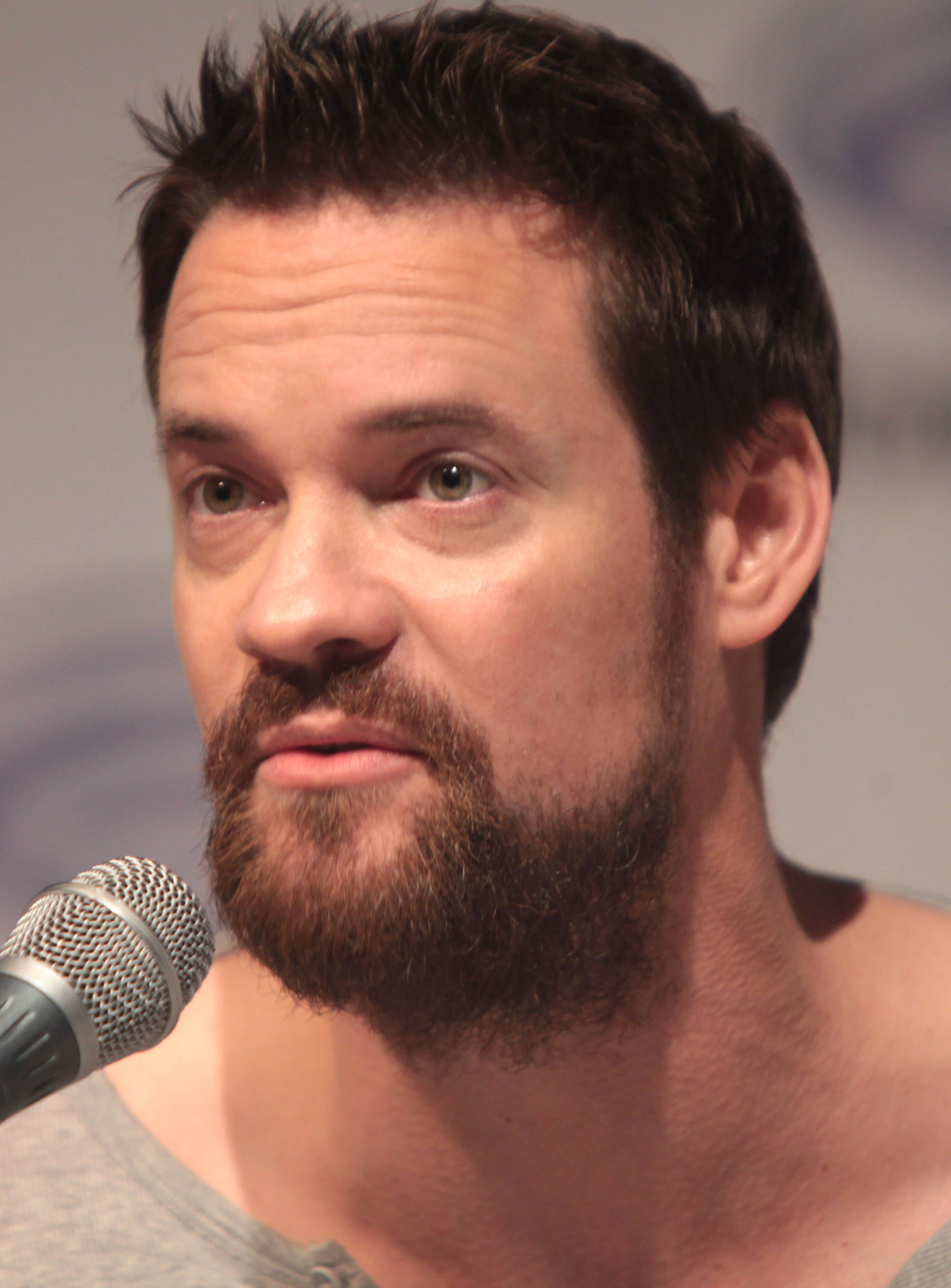
Shane West (* 1978)

- West, Shelly (* 1958), US-amerikanische Country-Sängerin
- West, Simon (* 1961), britischer Filmregisseur
- West, Sommer (* 1978), kanadische Eishockeyspielerin, Softballspielerin, Eishockeytrainerin
- West, Sonny (1937–2022), US-amerikanischer Rockabilly-Sänger
- West, Sonny (1938–2017), US-amerikanischer Schauspieler, Stuntman und Leibwächter
- West, Speedy (1924–2003), US-amerikanischer Gitarrist und Country-Musiker
- West, Stanley (1913–2001), britischer Hochspringer
- West, Stephen (* 1989), US-amerikanischer Tänzer und Modedesigner
- West, Stephen C. (* 1952), britischer Biochemiker und Molekularbiologe
- West, Steve (* 1975), englischer Dartspieler
- West, Sven (* 1976), deutscher Musiker
- West, Taribo (* 1974), nigerianischer Fußballspieler
- West, Terence (* 1939), britischer Radrennfahrer
- West, Theo (* 1968), deutscher Entertainer und Reporter
- West, Thomas D. (1851–1915), US-amerikanischer Eisengießer, Unternehmer und Autor
- West, Thomas, 2. Baron De La Warr († 1602), englischer Adliger und Politiker
- West, Thomas, 3. Baron De La Warr (1577–1618), englischer Adliger, zweiter Gouverneur der Kolonie Virginia
- West, Ti (* 1980), US-amerikanischer Filmregisseur, Drehbuchautor und FilmeditorTi West (* 1980)
- West, Till, deutscher DJ

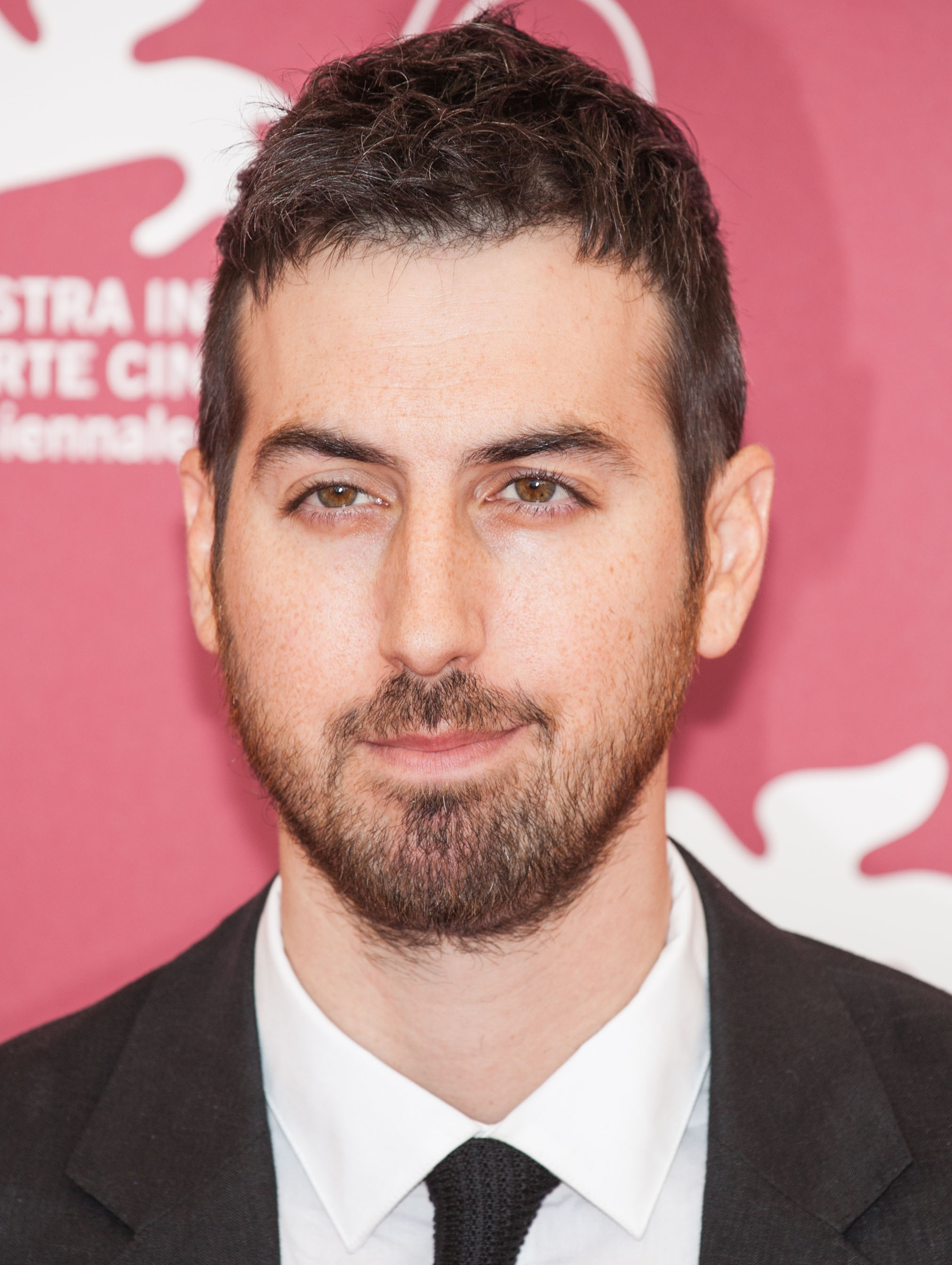
Ti West (* 1980)

- West, Timothy (1934–2024), britischer SchauspielerTimothy West (1934–2024)

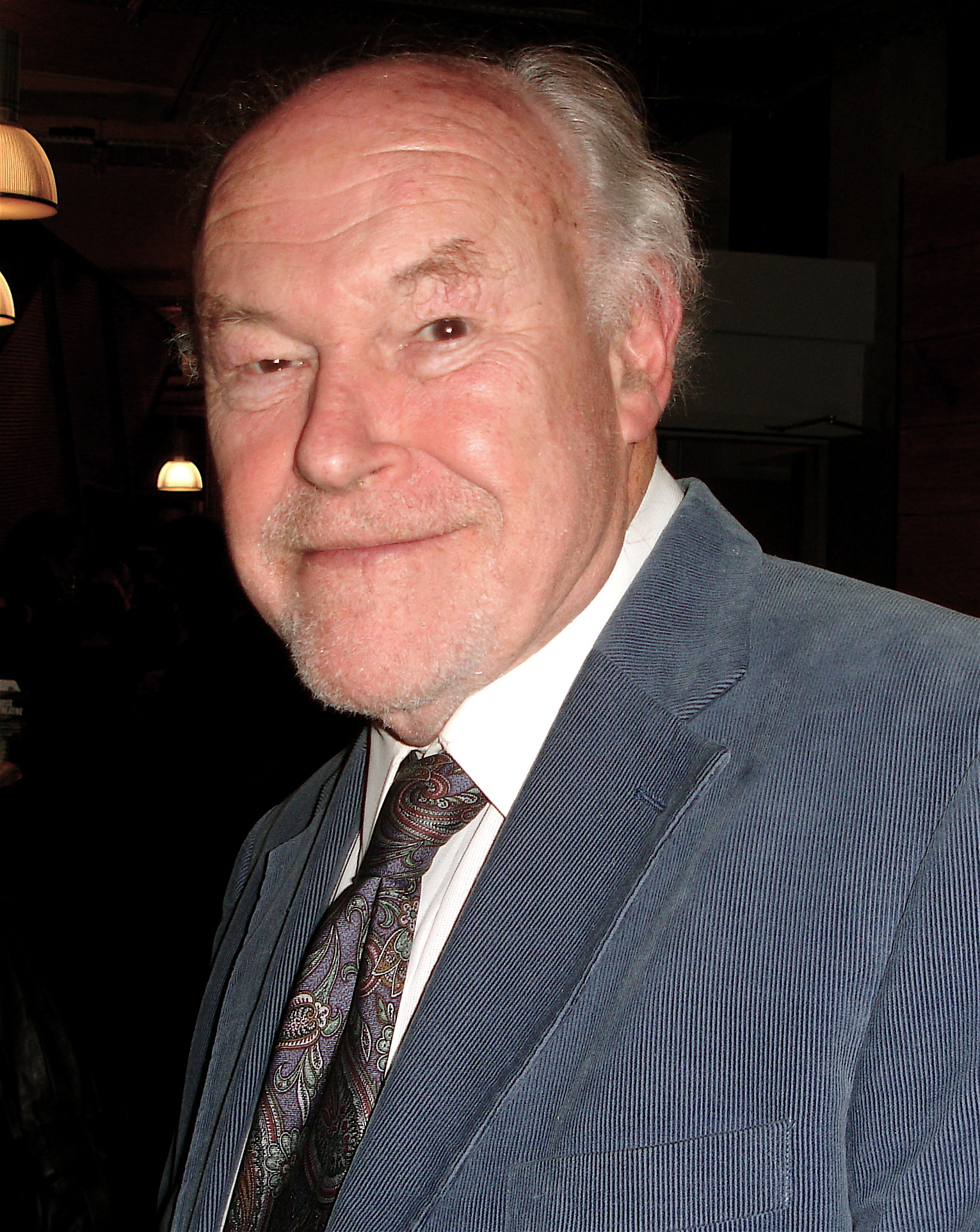
Timothy West (1934–2024)

- West, Timothy (* 1985), US-amerikanischer Pokerspieler
- West, Togo D. junior (1942–2018), US-amerikanischer Politiker (Demokratische Partei)
- West, Tony (1937–2016), US-amerikanischer Geschäftsmann, Unternehmer, Offizier, Diakon und Politiker
- West, Tony (* 1972), englischer Dartspieler
- West, Tori (* 1995), australische Leichtathletin
- West, Tucker (* 1995), US-amerikanischer Rennrodler
- West, Vera (1900–1947), US-amerikanische Modeschöpferin und Kostümbildnerin
- West, W. Richard Sr. (1912–1996), amerikanischer Künstler der Südlichen Cheyenne
- West, W. Thomas (* 1943), US-amerikanischer Offizier, Generalmajor der US Air Force
- West, Wallace (1900–1980), amerikanischer Science-Fiction-Autor
- West, Wariboko (* 1942), nigerianischer Weitspringer
- West, William († 1814), amerikanischer Offizier, Jurist und Politiker
- West, William (1848–1914), britischer Botaniker
- West, William H. (1824–1911), US-amerikanischer Jurist und Politiker
- West, William James († 1848), englischer Arzt und Chirurg
- West, William S. (1849–1914), US-amerikanischer Politiker
- West, William, 3. Earl De La Warr (1757–1783), britischer Adliger, Politiker und Militär
- West-Eberhard, Mary Jane (* 1941), US-amerikanische Entomologin und Evolutionsbiologin
- West-Leuer, Beate (* 1951), deutsche Pädagogin und Psychotherapeutin

### Westa
- Westacott, Emily Hood (1910–1980), australische Tennisspielerin
- Westad, Odd Arne (* 1960), norwegischer Historiker
- Westall, Robert (1929–1993), britischer Schriftsteller
- Westarp, Adolf von (1851–1915), deutscher Kammerjunker, deutschnationaler Dichter und Schriftsteller
- Westarp, Adolf von (1854–1925), preußischer Generalleutnant
- Westarp, Bernt (* 1949), deutscher Unternehmer, Stiftungsgründer und Heimleiter
- Westarp, Eberhard-Joachim von (1884–1945), deutscher Schriftsteller und Offizier
- Westarp, Haila von (1886–1919), deutsche Schriftführerin der rechtsextremen Thule-Gesellschaft
- Westarp, Kuno von (1864–1945), deutscher Jurist, Verwaltungsbeamter und Politiker (DkP, DNVP, KVP), MdRKuno von Westarp (1864–1945)

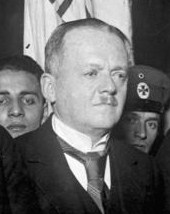
Kuno von Westarp (1864–1945)

- Westarp, Otto von (1825–1879), preußischer Verwaltungsjurist, Landrat und Regierungspräsident von Gumbinnen
- Westarp, Theodor von (1890–1959), deutscher Industrieller und Marineoffizier
- Westarp, Wolf von (1910–1982), deutscher Politiker (SRP), MdL
- Westaway, Jenna (* 1994), kanadische Leichtathletin
- Westaway, Nicholas (* 1989), australischer Schauspieler

### Westb
- WestBam (* 1965), deutscher DJ, Musiker, Labelinhaber, Veranstalter und AutorWestBam (* 1965)
- Westbeech, Ben (* 1980), englischer DJ

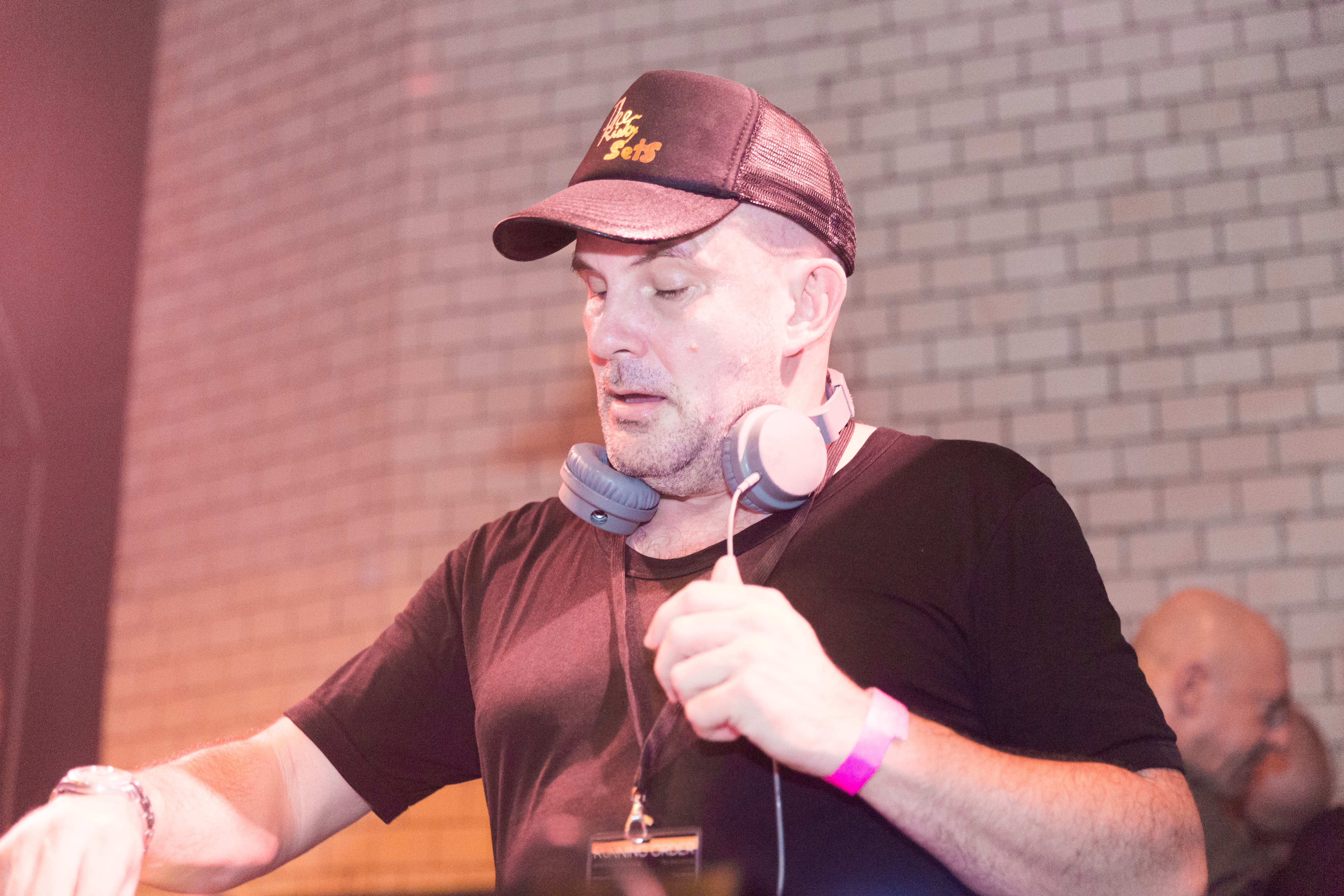
WestBam (* 1965)

- Westberg, Dagmar (1914–2017), deutsche Mäzenin
- Westberg, Emil (* 1983), schwedischer Skispringer
- Westberg, Hugo (1873–1940), schwedischer Möbeldesigner
- Westberg, Johanna (* 1990), schwedische Handballspielerin
- Westberg, Jonas (* 1980), schwedischer Skispringer
- Westberg, Karl-Johan (* 1992), schwedischer Skilangläufer
- Westberg, Karolina (* 1978), schwedische Fußballspielerin
- Westberg, Niklas (* 1979), schwedischer Fußballtorhüter
- Westbergh, John (1915–2002), schwedischer Skisportler
- Westberry, Kent (* 1939), US-amerikanischer Country- und Rockabilly-Musiker sowie Songschreiber
- Westborn, Tom (* 1981), deutscher Musiker, Produzent und Sprecher
- Westbroek, Eva-Maria (* 1970), niederländische Opernsängerin (Sopran)
- Westbrook, Brian (* 1979), US-amerikanischer Footballspieler
- Westbrook, Dede (* 1993), US-amerikanischer American-Football-Spieler
- Westbrook, Erinn (* 1991), US-amerikanische Schauspielerin, Sängerin, Tänzerin und Model
- Westbrook, Forrest (1927–2014), US-amerikanischer Jazzpianist
- Westbrook, John (1789–1852), US-amerikanischer Politiker
- Westbrook, Kate (* 1939), britische Jazzmusikerin (Sängerin, Hornistin) und Malerin
- Westbrook, Mike (* 1936), britischer Jazzmusiker
- Westbrook, Peter (1952–2024), US-amerikanischer Fechter
- Westbrook, Raymond (1946–2009), britischer Rechtshistoriker, Altorientalist und Hochschullehrer
- Westbrook, Richard (* 1975), britischer Automobilrennfahrer
- Westbrook, Russell (* 1988), US-amerikanischer BasketballspielerRussell Westbrook (* 1988)

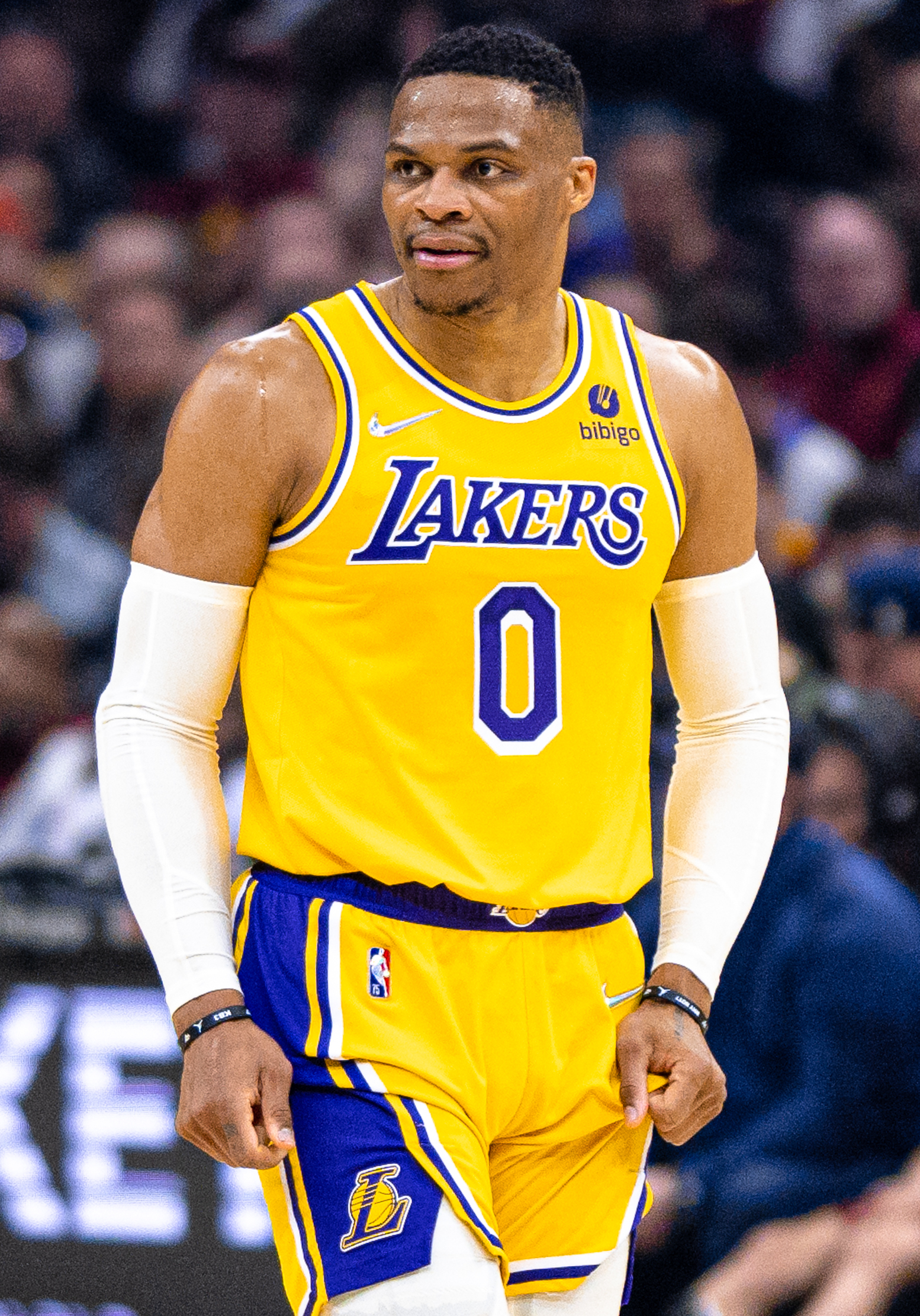
Russell Westbrook (* 1988)

- Westbrook, Theodoric R. (1821–1885), US-amerikanischer Jurist und Politiker
- Westbury, Katherine (* 1993), neuseeländische Tennisspielerin
- Westbury, Marjorie (1905–1989), britische Hörspielsprecherin und Sängerin
- Westbury, Paul (* 1969), britischer Bauingenieur
- Westbury, Peter (1938–2015), britischer Rennfahrer
- Westby, Ivar (* 1940), norwegischer Radrennfahrer
- Westby, Madison (* 1996), US-amerikanische Tennisspielerin
- Westbye, Odd (* 1920), norwegischer Radrennfahrer

### Westc
- Westcott, Amy, US-amerikanische Kostümdesignerin
- Westcott, Anarcha († 1868), versklavte Frau
- Westcott, Brooke Foss (1825–1901), englischer Theologe, anglikanischer Bischof von Durham
- Westcott, Cynthia (1898–1983), US-amerikanische Phytopathologin und Autorin
- Westcott, Dennis (1917–1960), englischer Fußballspieler
- Westcott, Duvie (* 1977), kanadischer Eishockeyspieler
- Westcott, Helen (1928–1998), US-amerikanische Schauspielerin
- Westcott, James (1802–1880), US-amerikanischer Politiker (Demokratische Partei)
- Westcott, Lisa († 2024), britische Maskenbildnerin und Friseurin
- Westcott, William Wynn (1848–1925), englischer Arzt, Autor, Freimaurer, Rosenkreuzer, Theosoph und einer der Gründer des Golden Dawn

### Westd
- Westdal, Christopher William (* 1942), kanadischer Botschafter
- Westdickenberg, Gerd (* 1944), deutscher Diplomat
- Westdorp, Jan (1934–2023), niederländischer Radrennfahrer

### Weste
- Weste, Anton (* 1979), deutscher Autor, Roman- und Spieleautor
- Weste, Georg (1798–1888), Königlich Hannoverscher Generalleutnant

#### Westeb
- Westebbe, Klaus (* 1949), deutscher Handballspieler

#### Westec
- Westecker, Wilhelm (1899–1974), deutscher konservativer Journalist, Schriftsteller

#### Westem
- Westemeier, Jens (* 1966), deutscher Offizier und Historiker

#### Westen
- Westen, Eric van der (* 1963), niederländischer Jazzbassist
- Westen, Georg (1851–1921), deutscher Architekt
- Westen, Hans (1891–1947), deutscher Industrieller und Politiker (NSDAP) in Böhmen
- Westen, Jessika (* 1980), deutsche Journalistin, Fernsehmoderatorin und SchriftstellerinJessika Westen (* 1980)

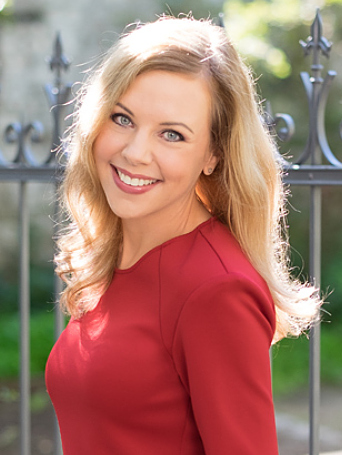
Jessika Westen (* 1980)

- Westen, Leopold (1750–1804), deutscher Offizier und Hochschullehrer
- Westen, Marcel van der (* 1976), niederländischer Hürdenläufer
- Westen, Marcus (* 1969), deutscher Poolbillardspieler
- Westén, Monica (* 1966), schwedische Leichtathletin
- Westen, Thomas von (1682–1727), dänisch-norwegischer Missionar und Lektor
- Westenberg, Johann Ortwin (1667–1737), deutscher Rechtswissenschaftler
- Westenberger, Edwin (1948–2002), deutscher Fußballspieler
- Westenberger, Erna, deutsche Sängerin (Mezzosopran) und Gesangslehrerin
- Westenberger, Michael (* 1968), deutscher Politiker (CDU), MdHB
- Westenberger, Wilhelm (1903–1980), deutscher Jurist und Politiker (CDU), MdL
- Westenburger, Carl-Heinz (1924–2008), deutscher Maler und Grafiker
- Westendarp, Reginald (1874–1932), deutscher Multisportler, Fußballschiedsrichter, -funktionär und -spieler
- Westendorf, Anke (* 1954), deutsche Volleyballspielerin
- Westendorf, Paula (1893–1980), deutsche Politikerin (SPD), MdHB
- Westendorf, Uwe (* 1966), deutscher Freistilringer
- Westendorf, Wolfhart (1924–2018), deutscher Ägyptologe und Hochschullehrer
- Westendorp Cabeza, Carlos (* 1937), spanischer Diplomat und Politiker
- Westendorp, Fiep (1916–2004), niederländische Illustratorin und Malerin
- Westendorp, Fritz (1867–1926), deutscher Maler der Düsseldorfer Schule
- Westendorp-Osieck, Betsy (1880–1968), niederländische Malerin
- Westenenk, Marieke (* 1987), niederländische Schauspielerin, Sängerin und Model
- Westenfelder, Nicole (* 1969), Schweizer Journalistin und Moderatorin
- Westenhofer, Bill, Filmtechniker
- Westenhöfer, Max (1871–1957), deutscher Pathologe und Anthropologe
- Westenholz, Carl August Friedrich († 1789), deutscher Sänger (Tenor), Komponist und Hofkapellmeister
- Westenholz, Friedrich Paul von (1859–1919), deutscher Germanist, Anglist und Hochschullehrer
- Westenholz, Friedrich von (1825–1898), deutscher Kaufmann, Bankier und österreich-ungarischer Gesandter bei den Hansestädten
- Westenholz, Melchior Ludwig (1647–1694), deutscher Jurist, braunschweig-lüneburgischer Hofrat
- Westenholz, Piers von (* 1943), britischer Sportler, Antiquitätenhändler und Innenarchitekt
- Westenholz, Sophia Maria (1759–1838), deutsche Sängerin, Pianistin und Komponistin
- Westenra, Derrick, 5. Baron Rossmore (1853–1921), britischer Adliger und Politiker
- Westenra, Hayley (* 1987), neuseeländische Sängerin
- Westenra, Henry (* 1742), irischer Politiker
- Westenra, Henry, 3. Baron Rossmore (1792–1860), britischer Adliger und Politiker, Mitglied des House of Commons
- Westenra, Henry, 4. Baron Rossmore (1851–1874), britischer Adliger und Politiker
- Westenra, John Craven (1798–1874), britischer Politiker, Mitglied des House of Commons
- Westenra, Peter († 1693), irischer Politiker
- Westenra, Warner, irischer Politiker
- Westenra, Warner, 2. Baron Rossmore (1765–1842), britischer Adliger und Politiker, Mitglied des House of Commons
- Westenra, William, 6. Baron Rossmore (1892–1958), britischer Adliger und Politiker
- Westenra, William, 7. Baron Rossmore (1931–2021), britisch-irischer Adliger, Politiker und Fotograf
- Westenrieder, Lorenz von (1748–1829), deutscher Historiker und Schriftsteller
- Westenrieder, Norbert (1947–2013), deutscher Dokumentarfilmer und Sachbuchautor
- Westenthaler, Peter (* 1967), österreichischer Politiker (FPÖ, BZÖ), Landtagsabgeordneter, Abgeordneter zum Nationalrat, verurteilter StraftäterPeter Westenthaler (* 1967)

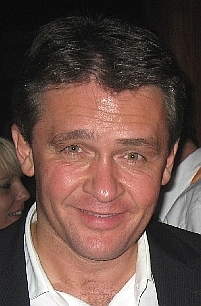
Peter Westenthaler (* 1967)

#### Wester
- Wester, Alexandra (* 1994), deutsche Leichtathletin
- Wester, Arvid (1856–1914), schwedischer Soldat, Forschungsreisender und Kolonialadministrator
- Wester, Fritz (1880–1950), deutscher Mediziner und Politiker (Zentrum), MdL
- Wester, Harald J. (* 1958), deutscher Manager bei Fiat
- Wester, Hildegard (* 1949), deutsche Politikerin (SPD), MdB
- Wester, Horst (* 1964), deutscher Basketballspieler und Politiker (Tierschutzpartei)
- Wester, Johan (* 1967), schwedischer Komiker
- Wester, John Charles (* 1950), US-amerikanischer römisch-katholischer Geistlicher, Erzbischof von Santa Fe
- Wester, Julie Grundtvig (* 1991), dänische Schauspielerin
- Wester, Keith A. (1940–2002), US-amerikanischer Tontechniker
- Wester, Linnea (* 1995), schwedische Handballspielerin
- Wester, Oscar (* 1995), schwedischer Freestyle-Skisportler
- Wester, Reinhard (1902–1975), deutscher, evangelischer Theologe
- Wester, Richard (* 1956), deutscher Saxophonist und Komponist
- Wester, Roland (* 1971), deutscher Physiker
- Wester, Simeon (* 1967), deutscher Ordenspriester der ZisterzienserSimeon Wester (* 1967)

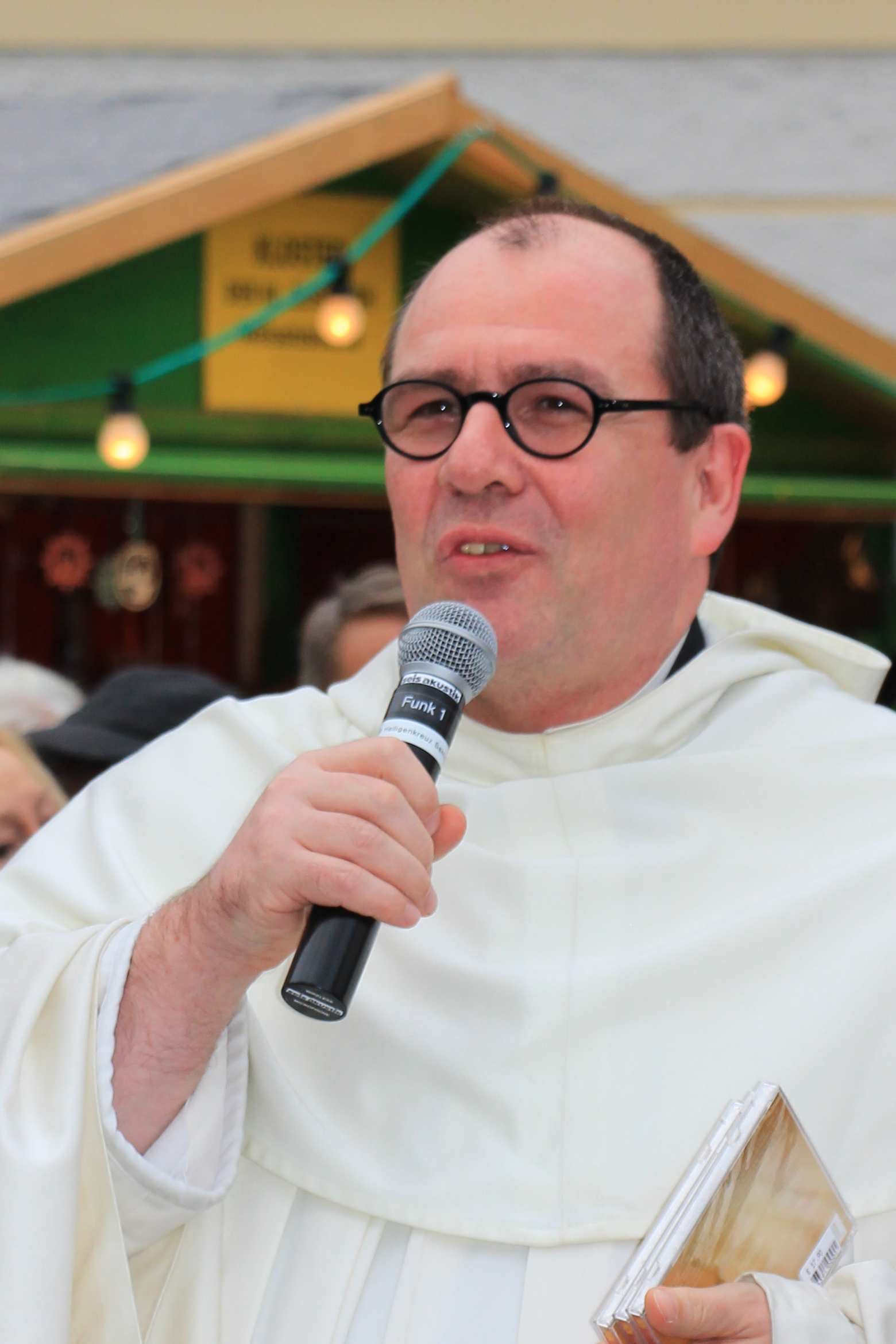
Simeon Wester (* 1967)

- Wester, Wilhelm (1889–1960), deutscher Pfarrer und Widerstandskämpfer
- Wester-Ebbinghaus, Wilfried (1947–1993), deutscher Hochschullehrer
- Westera, Bette (* 1958), niederländische Schriftstellerin
- Westerbarkey, Joachim (* 1943), deutscher Kommunikationswissenschaftler
- Westerbeck, Jens (* 1977), deutscher Schriftsteller, Fernsehautor und Gagschreiber
- Westerbeek, Oliver (* 1966), deutscher Fußballspieler
- Westerberg, Bengt (* 1943), schwedischer Politiker (Liberalerna), Mitglied des Riksdag
- Westerberg, Björn (1945–2014), schwedischer Fußballtrainer
- Westerberg, Jonathan (* 1994), schwedischer Schachspieler
- Westerberg, Paul (* 1959), US-amerikanischer Rockmusiker, Gitarrist, SängerPaul Westerberg (* 1959)

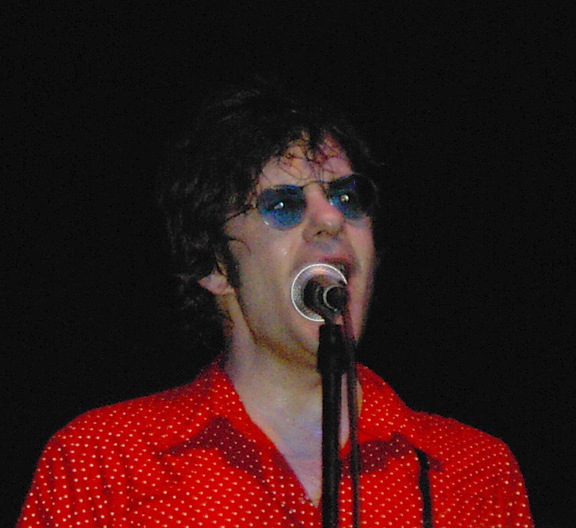
Paul Westerberg (* 1959)

- Westerberg, Per (* 1951), schwedischer Politiker (Moderata samlingspartiet), Mitglied des Riksdag
- Westerberg, Sven-Erik (1925–1959), schwedischer Fußballspieler und -funktionär
- Westerboer, Nils (* 1978), deutscher Science-Fiction-Schriftsteller
- Westerburg, Albert (1846–1903), deutscher Politiker, Oberbürgermeister der Stadt Kassel
- Westerburg, Gerhard († 1558), deutscher Jurist, Theologe, Reformator
- Westercamp, Paul (1839–1920), elsässer Notar, Kunst- und Antiquitäten-Sammler und Mäzen
- Westerdahl, Eduardo (1902–1983), spanischer Kunstkritiker
- Westerdahl, Stellan (1935–2018), schwedischer Segler
- Westerdahl, Thure (1904–1936), schwedischer Fußballspieler
- Westerdijk, Johanna (1883–1961), niederländische Phytopathologin und erste Professorin in den Niederlanden
- Westerdijk, Peter (* 1946), niederländischer Kulturanthropologe
- Westerfeld, Horst (* 1951), deutscher Wirtschaftsinformatiker
- Westerfeld, Scott (* 1963), US-amerikanischer Science-Fiction-SchriftstellerScott Westerfeld (* 1963)

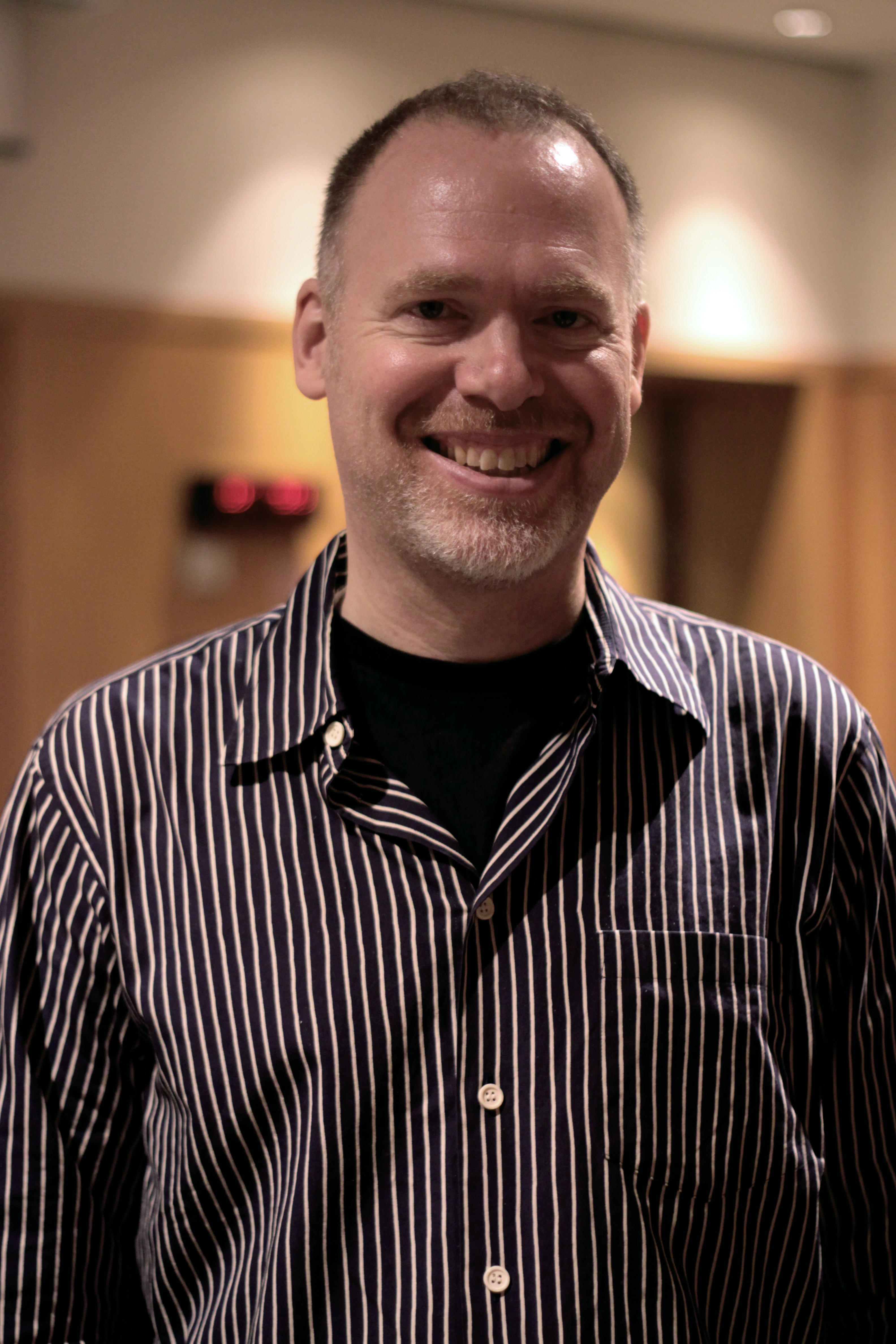
Scott Westerfeld (* 1963)

- Westerfeld, Simone (* 1975), deutsch-schweizerische Bankmanagerin und Hochschullehrerin
- Westerfellhaus, Andreas (* 1956), deutscher Politiker (CDU)
- Westerfield, H. Bradford (1928–2008), US-amerikanischer Politikwissenschaftler
- Westerfield, James (1913–1971), US-amerikanischer Schauspieler
- Westerfrölke, Paul (1886–1975), deutscher Maler, Grafiker, Naturschützer und Ornithologe
- Westergaard, Anna (1882–1964), dänische Politikerin und Frauenrechtlerin
- Westergaard, Elof (* 1962), dänischer lutherischer Bischof
- Westergaard, Harold Malcolm (1888–1950), dänisch-US-amerikanischer Bauingenieur
- Westergaard, John (1927–2014), britisch-dänischer Soziologe
- Westergaard, Jonas (* 1976), dänischer Jazzmusiker (Kontrabass, Komposition)
- Westergaard, Kurt (1935–2021), dänischer Zeichner und KarikaturistKurt Westergaard (1935–2021)

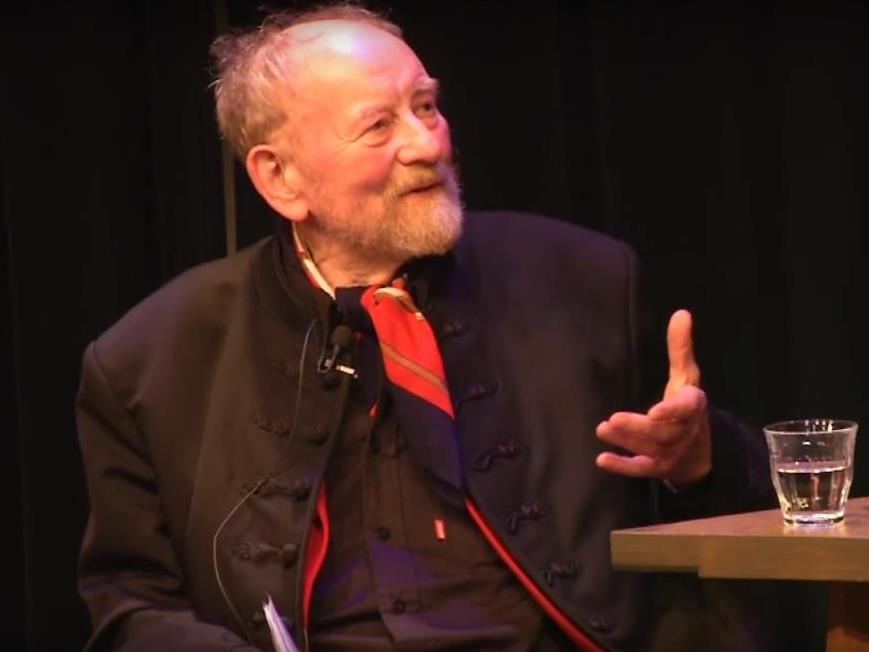
Kurt Westergaard (1935–2021)

- Westergaard, Niels Ludvig (1815–1878), dänischer Orientalist
- Westergaard, Peter (1931–2019), US-amerikanischer Komponist und Musiktheoretiker
- Westergård, Anton H. (1880–1968), schwedischer Paläontologe
- Westergren, Carl (1895–1958), schwedischer Ringer
- Westerhaus, Hermann (1900–1973), Leichtathlet, Zehnkämpfer, Leichtathletiktrainer, Hochschullehrer
- Westerheide, Fabian (* 1987), deutscher Investor und Firmengründer
- Westerheide, Rudolf (* 1960), deutscher evangelischer Theologe und Bundespfarrer des EC-Verbandes
- Westerhof, Boy (* 1985), niederländischer Tennisspieler
- Westerhof, Hans (* 1948), niederländischer Fußballtrainer und ehemaliger Spieler
- Westerhof, Lisa (* 1981), niederländische Seglerin
- Westerhof, Marieke (* 1974), niederländische Ruderin
- Westerhoff, Christian Wilhelm (1763–1806), deutscher Komponist
- Westerhoff, Günter (1923–2015), deutscher Schriftsteller
- Westerhoff, Horst-Dieter (* 1941), deutscher Ökonom und Hochschullehrer
- Westerhoff, Johannes (* 1947), deutscher Diplomat
- Westerhoff, Jörg (1930–2024), deutscher Politiker (Bündnis 90/Die Grünen)
- Westerhoff, Matthias (* 1961), deutscher evangelischer Kirchenhistoriker
- Westerhoff, Nadine (* 1983), deutsche FußballschiedsrichterinNadine Westerhoff (* 1983)

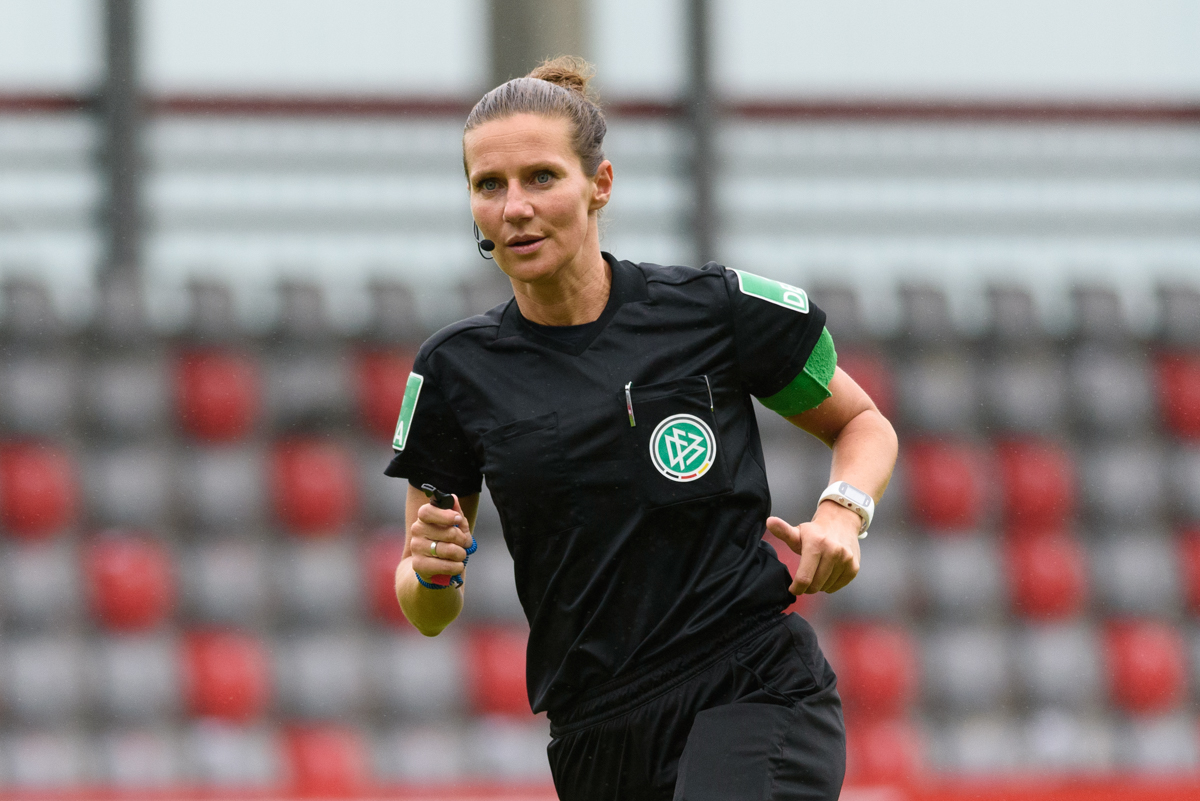
Nadine Westerhoff (* 1983)

- Westerhold, Hans (1920–2005), deutscher Bahnradsportler und Radsportfunktionär
- Westerholm, Victor (1860–1919), finnischer Landschaftsmaler
- Westerholt und Gysenberg, Egon von und zu (1844–1923), preußischer Rittergutsbesitzer und Abgeordneter
- Westerholt und Gysenberg, Friedrich Otto von und zu (1814–1904), deutscher Rittergutsbesitzer und Abgeordneter
- Westerholt und Gysenberg, Friedrich von (1804–1869), Rittergutsbesitzer und Politiker
- Westerholt und Gysenberg, Wilhelm von und zu (1782–1852), deutscher Verwaltungsjurist und Landrat des Kreises Recklinghausen (1816–1829)
- Westerholt zu Hackfort, Bernhard von (1595–1638), Kaiserlicher Generalwachtmeister
- Westerholt zu Lembeck, Clara Francisca Antonetta von (1694–1763), Äbtissin im Stift Freckenhorst
- Westerholt zu Westerholt und Alst, Bernhard Heinrich Burckhardt von (1657–1708), Stammherr im Haus Westerholt
- Westerholt zu Westerholt und Alst, Hermann Otto von (1625–1708), Stammherr im Haus Westerholt
- Westerholt zu Westerholt und Alst, Josef Clemens von (1720–1766), kurkölnischer Kammerherr, Fideikommißherr zu Westerholt
- Westerholt, Alexander von (1763–1827), bayerischer Staatsmann und Gelehrter
- Westerholt, Bernhard von († 1609), Domherr in Münster
- Westerholt, Bernhard von (1554–1592), Domherr in Münster
- Westerholt, Burckhardt Wilhelm von (1622–1682), kurkölnischer Kämmerer
- Westerholt, Ferdinand Otto von (1682–1741), kurkölnischer Kämmerer und Geheimrat
- Westerholt, Hans (1906–1967), deutscher Politiker (DP, GDP, CDU), MdL
- Westerholt, Johann Bernhard von († 1664), Domherr in Münster und Hildesheim
- Westerholt, Johann Matthias von (1685–1729), kurkölnischer Geheimrat und Hofrat in Hildesheim
- Westerholt, Johann von (* 1540), Domherr in Münster
- Westerholt, Johann von (1563–1628), Kanzler des Bischofs von Münster und Statthalter im Hochstift Münster
- Westerholt, Konrad von († 1605), Statthalter im Hochstift Münster
- Westerholt, Matthias (* 1963), deutscher Rechtsanwalt und Fachanwalt für Familienrecht
- Westerholt, Maximilian Friedrich von (1772–1854), kurkölnischer Kammerherr, Obriststallmeister und Landrätlicher Kommissar in Recklinghausen
- Westerholt, Nikolaus von († 1662), Domherr in Münster
- Westerholt, Philipp von († 1634), Domherr in Münster
- Westerholt, Wilhelm Achill von (1806–1854), Domherr in Münster
- Westerholt-Gysenberg, Friedrich Ludolph von (1804–1869), Begründer der Linie Westerholt-Arenfels
- Westerholt-Gysenberg, Wilhelmine von und zu (1774–1852), Geliebte von Beethoven
- Westerhorstmann, Katharina (* 1974), deutsche römisch-katholische Theologin und Hochschullehrerin
- Westerhorstmann, Maria (1952–2012), deutsche Politikerin (CDU), MdL
- Westerhout, Gart (1927–2012), niederländischer Astronom
- Westerhout, Madeleine (* 1990), US-amerikanische Empfangsdame von US-Präsident Donald Trump
- Westerhout, Nicola van (1857–1898), italienischer Komponist
- Westerhout, Theo (1922–1987), niederländischer Politiker (PvdA)
- Westerhues, Wolter († 1548), Münsteraner Glocken- und Geschützgießer
- Westerhus, Stian (* 1979), norwegischer experimenteller Gitarrist
- Westerich, Herbert (1904–1991), deutscher Kaufmann und Präses der Handelskammer Hamburg (1969–1975)
- Westerik, Co (1924–2018), niederländischer Maler
- Westerinen, Heikki (* 1944), finnischer Schachmeister
- Westerink, Leendert Gerrit (1913–1990), niederländischer Altphilologe
- Westerkamp, Alix (1876–1944), deutsche Juristin
- Westerkamp, Dirk (* 1971), deutscher Philosoph
- Westerkamp, Eberhard (1903–1980), deutscher Jurist, Staatssekretär und Funktionär des Roten Kreuzes
- Westerkamp, Hildegard (* 1946), deutsch-kanadische elektroakustische Komponistin, Klangforscherin, Flötistin, Pianistin, Autorin
- Westerkamp, Karl (1837–1901), deutscher Politiker
- Westerkamp, Max (1912–1970), niederländischer Hockeyspieler
- Westerkamp, Siegfried (* 1874), deutscher Kapitän zur See der Reichsmarine und Industrieller
- Westerlinck, Albert (1914–1984), belgischer Literaturwissenschaftler und Schriftsteller
- Westerling, Raymond (1919–1987), niederländischer Kommandant in IndonesienRaymond Westerling (1919–1987)

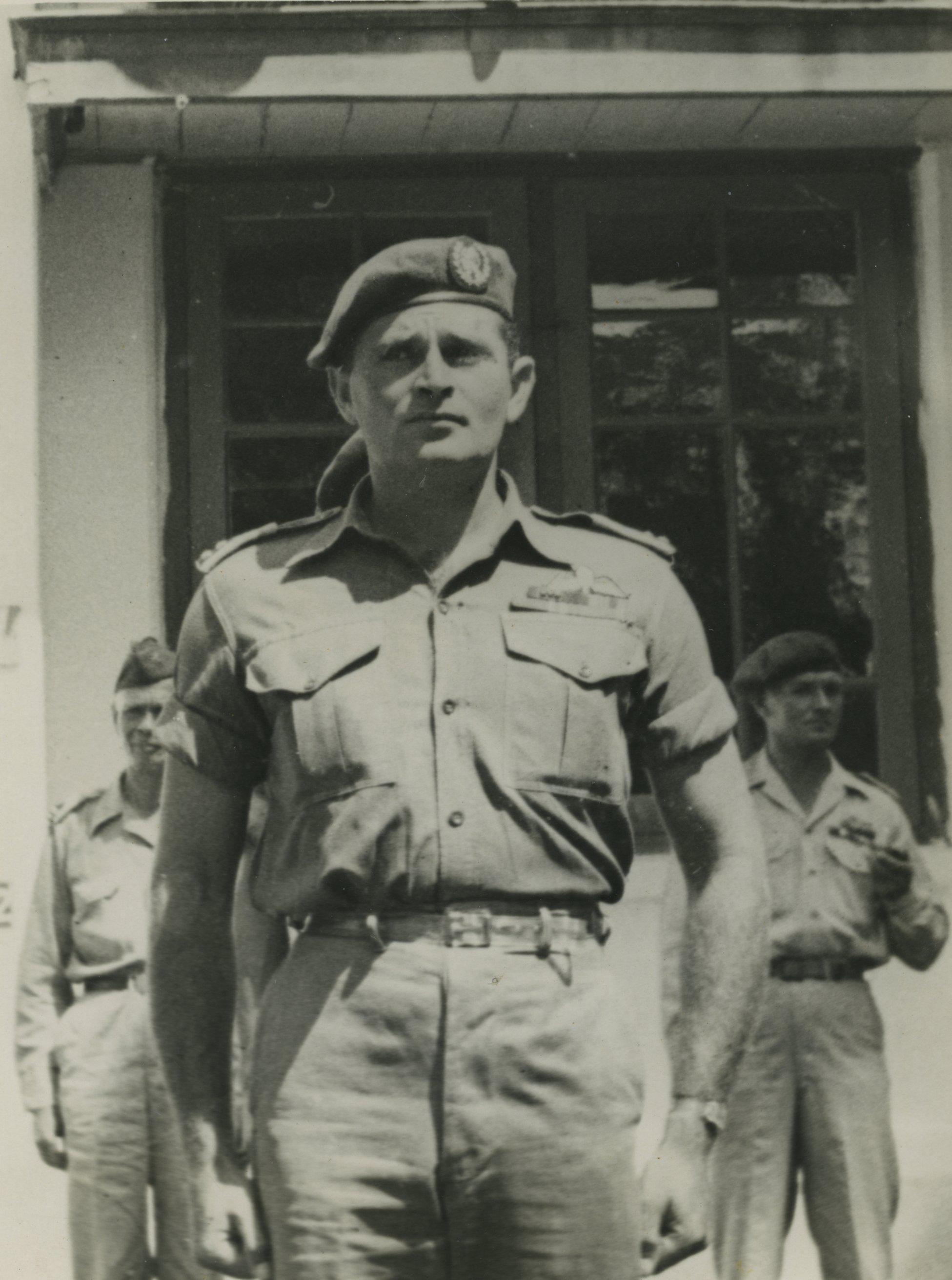
Raymond Westerling (1919–1987)

- Westerlo, Rensselaer (1776–1851), US-amerikanischer Jurist und Politiker
- Westerlund, Anna (* 1989), finnische Fußballspielerin
- Westerlund, Bengt (1921–2008), schwedischer Astronom
- Westerlund, Erkka (* 1957), finnischer Eishockeyspieler und -trainer
- Westerlund, Ernst (1893–1961), finnischer Segler
- Westerlund, Jimmy (* 1977), finnischer Songwriter und Musik-/TV-Produzent
- Westerlund, Kalle (1897–1972), finnischer Ringer
- Westermaier, Max (1852–1903), deutscher Botaniker
- Westermaier, Sabine (* 1971), deutsche Drehbuchautorin, Dramaturgin und Lektorin
- Westerman, Anna Petronella († 1893), niederländische Schauspielerin und Dramatikerin
- Westerman, Bruce (* 1967), US-amerikanischer Politiker der Republikanischen Partei
- Westerman, Floyd (1936–2007), US-amerikanischer Sänger, Schauspieler und indianischer Aktivist
- Westerman, Frank (* 1964), niederländischer Journalist und Schriftsteller
- Westerman, Fritz von (1921–2007), deutscher Heeresoffizier
- Westerman, Gerhart von (1894–1963), deutscher Komponist, Intendant und Musikschriftsteller
- Westerman, Kai von (* 1960), deutscher Kameramann, Filmregisseur und Drehbuchautor
- Westermann, Angelika (* 1945), deutsche Historikerin
- Westermann, Antje (* 1971), deutsche Schauspielerin
- Westermann, Antoine (* 1946), französischer Koch
- Westermann, Anton (1806–1869), deutscher Klassischer Philologe
- Westermann, Arnim (1938–2019), deutscher Psychologe, Psychotherapeut und Fachautor
- Westermann, Askan (1868–1947), deutscher Historiker und Bibliothekar
- Westermann, Bernhard (1814–1889), deutsch-amerikanischer Verleger
- Westermann, Brand (1646–1716), Baumeister
- Westermann, Christine (* 1948), deutsche Fernseh- und RadiomoderatorinChristine Westermann (* 1948)

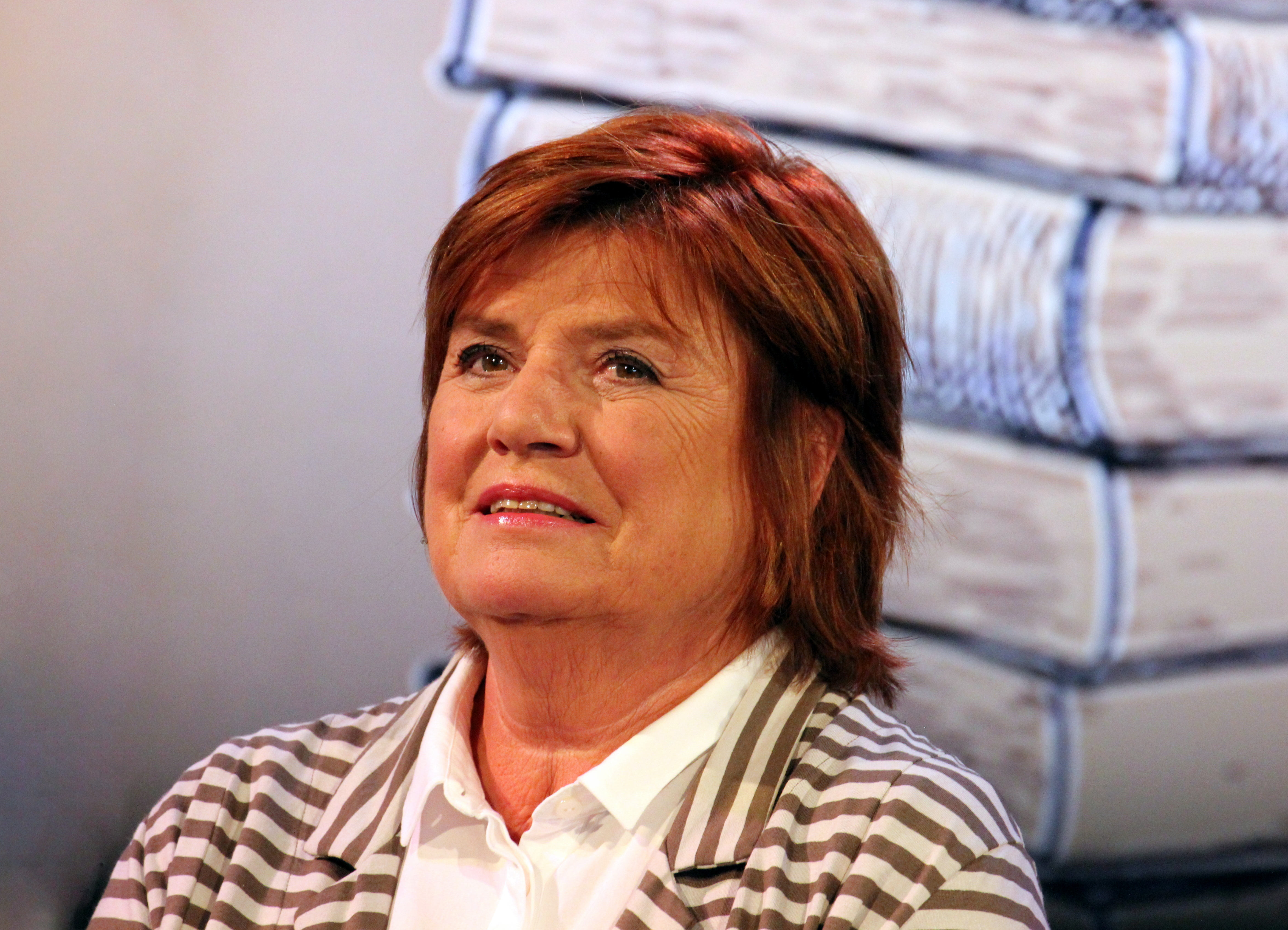
Christine Westermann (* 1948)

- Westermann, Claus (1909–2000), deutscher Theologe
- Westermann, Curt (1878–1961), deutscher Bühnenschauspieler
- Westermann, Diedrich (1875–1956), deutscher Afrikanist und Ethnologe
- Westermann, Ekkehard (1940–2015), deutscher Montan-, Agrar- und Wirtschaftshistoriker
- Westermann, Everhard (1905–1973), deutscher Verleger und Verlagsbuchhändler
- Westermann, François-Joseph (1751–1794), französischer General der Revolutionszeit
- Westermann, Friedrich (1792–1878), preußischer Verwaltungsjurist, von 1817 vertretungsweise Landrat des Kreises Rees und zuletzt Bürgermeister von Emmerich (1823–1849)
- Westermann, Friedrich (1840–1907), deutscher Verleger
- Westermann, Fritz (1893–1973), saarländischer Gewerkschafter und Politiker (SPS)
- Westermann, Georg (1869–1945), deutscher Verleger
- Westermann, George (1810–1879), deutscher Verleger
- Westermann, Gerd (1927–2014), deutscher Paläontologe
- Westermann, Gertrud (1908–1995), deutsche Historikerin, Baltistin und Studienrätin
- Westermann, Hannes (1912–1989), deutscher Architekt
- Westermann, Hans (1890–1935), deutscher Politiker (SPD, KPD), MdHB und antifaschistischer Widerstandskämpfer
- Westermann, Hans (1929–2000), dänischer Bibliothekar
- Westermann, Harm Peter (* 1938), deutscher Rechtswissenschaftler
- Westermann, Harry (1909–1986), deutscher Jurist
- Westermann, Heiko (* 1983), deutscher FußballspielerHeiko Westermann (* 1983)

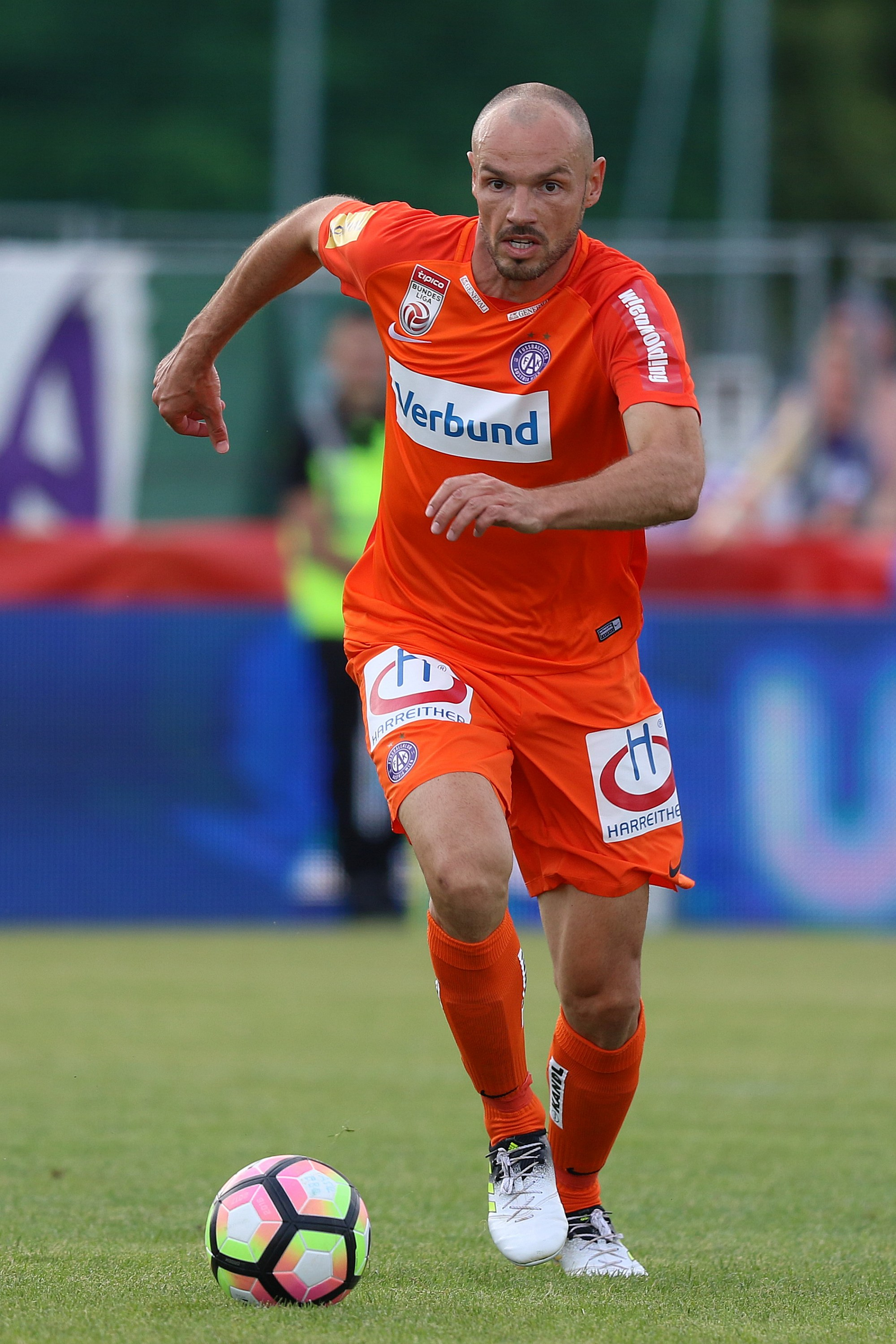
Heiko Westermann (* 1983)

- Westermann, Heinrich (1855–1925), deutscher Politiker (DVP), MdR
- Westermann, Helmut (1895–1967), deutsch-baltischer Komponist
- Westermann, Hermann (1869–1959), deutscher Politiker (DDP, DVP, CDU), MdR
- Westermann, Hermann (1905–1985), römisch-katholischer Bischof
- Westermann, Horace Clifford (1922–1981), US-amerikanischer Bildhauer und Objektkünstler
- Westermann, Joachim (1948–2018), deutscher Politiker (SPD), MdL, Staatssekretär in Nordrhein-Westfalen
- Westermann, Johann († 1542), deutscher evangelischer Theologe und Reformator
- Westermann, Johann (1741–1784), deutscher Lyriker des Barock
- Westermann, Johann Fritz (* 1889), deutscher Landschaftsmaler der Düsseldorfer Schule
- Westermann, Johann Heinrich (1678–1726), Baumeister
- Westermann, Julian (* 1991), deutscher Fußballspieler
- Westermann, Léo (* 1992), französischer Basketballspieler
- Westermann, Levin (* 1980), deutscher Lyriker und Essayist
- Westermann, Liesel (* 1944), deutsche Leichtathletin und OlympiamedaillengewinnerinLiesel Westermann (* 1944)

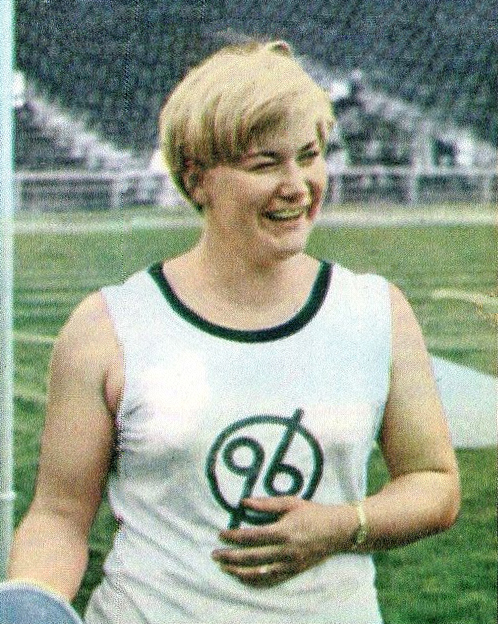
Liesel Westermann (* 1944)

- Westermann, Rainer (* 1950), deutscher Psychologe und Hochschullehrer
- Westermann, Rolf (* 1961), deutscher Journalist
- Westermann, Rüdiger (* 1966), deutscher Informatiker und Hochschullehrer
- Westermann, Stefanie (* 1969), deutsche Badmintonspielerin
- Westermann, Uwe (* 1968), deutscher Fußballspieler
- Westermann, Volker (* 1973), deutscher TV-Moderator, Journalist und Inklusions-Lobbyist
- Westermann, Wilhelm (1926–2012), deutscher Unternehmer und Mäzen
- Westermann, William Linn (1873–1954), US-amerikanischer Althistoriker und Papyrologe
- Westermann-Angerhausen, Hiltrud (* 1945), deutsche Kunsthistorikerin
- Westermann-Pfähler, Elisabeth (1884–1942), deutsche Bildhauerin
- Westermarck, Edvard (1862–1939), Begründer der finnischen Soziologie
- Westermarck, Helena (1857–1938), finnlandschwedische Schriftstellerin und Malerin
- Westermark, Herbert (1891–1981), schwedischer Segler und Mediziner
- Westermark, Nils (1892–1980), schwedischer Segler und Radiologe
- Westermayer, Alexander (1894–1944), deutscher kommunistischer Widerstandskämpfer gegen den Nationalsozialismus
- Westermayer, Anton (1816–1894), deutscher Geistlicher und Politiker (Zentrum), MdR
- Westermayer, Georg (1836–1893), deutscher Historiker, Dichter und römisch-katholischer Geistlicher
- Westermayer, Waldemar (* 1953), deutscher Politiker (CDU), MdB
- Westermayr, Christiane Henriette Dorothea (1772–1841), deutsche Malerin
- Westermayr, Conrad (1765–1834), deutscher Maler und Kupferstecher
- Westermayr, Johann Baptist (1884–1950), deutscher Priester, katholischer Theologe (Religionspädagoge), Pädagoge und Hochschullehrer
- Westermayr, Konrad (1883–1917), deutscher Maler des Spätimpressionismus
- Westermeier, Ben (* 2003), deutscher Fußballspieler
- Westermeier, Franz Bogislaus (1773–1831), deutscher evangelischer Theologe
- Westermeier, Paul (1892–1972), deutscher Schauspieler
- Westermeier, Raphael (* 1982), deutscher Schauspieler
- Westermeyer, Hendrik (* 1980), deutscher Badmintonspieler
- Westermeyer, Philipp (* 1979), deutscher UnternehmerPhilipp Westermeyer (* 1979)

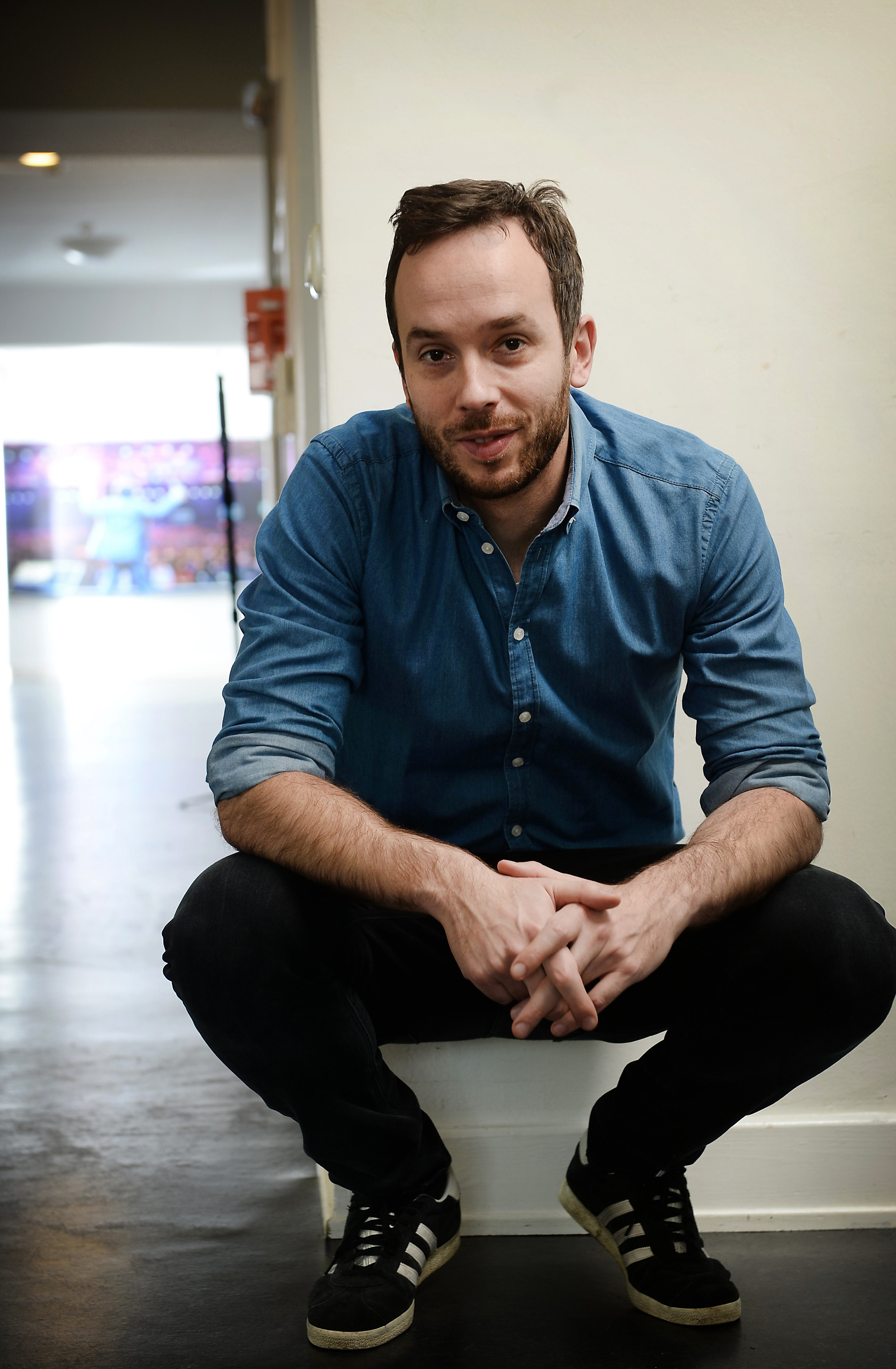
Philipp Westermeyer (* 1979)

- Westermeyr, Gerdi (* 1935), deutsche Schneidermeisterin, Geschäftsführerin und langjährige Repräsentantin des Deutschen Handwerks
- Western, Kenneth (1899–1963), britischer Schauspieler und Comedian
- Westernach, Eitelhans von († 1576), deutscher Adliger
- Westernach, Johann Eustach von (1545–1627), Hochmeister des Deutschen Ordens
- Westernach, Johannes Eustache Egolf von (1649–1707), Weihbischof von Konstanz
- Westernach, Margaretha von († 1553), deutsche Adlige
- Westernacher, Adolph (1806–1868), großherzoglich hessischer Kreisrat
- Westernacher, Ludwig (1811–1884), deutscher Arzt und Politiker
- Westernacher, Richard (1846–1924), Landtagsabgeordneter Großherzogtum Hessen
- Westernacher, Richard (1919–2005), deutscher Politiker (CDU), MdL
- Westernacher, Sebastian († 1599), deutscher Beamter und Diplomat (Habsburgermonarchie)
- Westernhagen, August von (1770–1840), Abgeordneter des Kurhessischen Kommunallandtags und der Reichsstände des Königreichs Westphalen
- Westernhagen, Dörte von (* 1943), deutsche Autorin
- Westernhagen, Eduard von (1851–1921), preußischer Generalleutnant
- Westernhagen, Julius von (1828–1905), preußischer Generalmajor
- Westernhagen, Kurt von (1891–1945), deutscher Offizier
- Westernhagen, Richard von (1836–1893), preußischer Generalleutnant
- Westernhagen, Thilo von (1853–1920), preußischer General der Infanterie
- Westernhagen, Thilo von (1950–2014), deutscher Komponist und Pianist
- Westernhagen, Udo von (1833–1886), preußischer Generalmajor und Kommandeur der 15. Kavallerie-Brigade
- Westernströer, Ines Marie (* 1986), deutsche Schauspielerin
- Westerop, Annabel van (* 1994), niederländische Kitesurferin
- Westerstetten, Heinrich von, Adliger aus dem Geschlecht der Herren von Westerstetten
- Westerstetten, Johann Christoph von (1563–1637), Fürstbischof von Eichstätt
- Westerterp, Tjerk (1930–2023), niederländischer Politiker (KVP, CDA, Leefbaar Nederland) und Journalist
- Westerthaler, Christoph (1965–2018), österreichischer Fußballspieler und -trainer
- Westerveld, Sander (* 1974), niederländischer Fußballtorhüter
- Westerveld, Wim (* 1961), niederländischer Schriftdesigner
- Westervelt, Jacob Aaron (1800–1879), US-amerikanischer Schiffsbauunternehmer, Bürgermeister von New York City (1853–1855)
- Westervelt, William Drake (1849–1939), US-amerikanischer Autor
- Westerweel, Joop (1899–1944), niederländischer Widerstandskämpfer
- Westerwelle, Guido (1961–2016), deutscher Politiker (FDP), Bundesvorsitzender der FDPGuido Westerwelle (1961–2016)

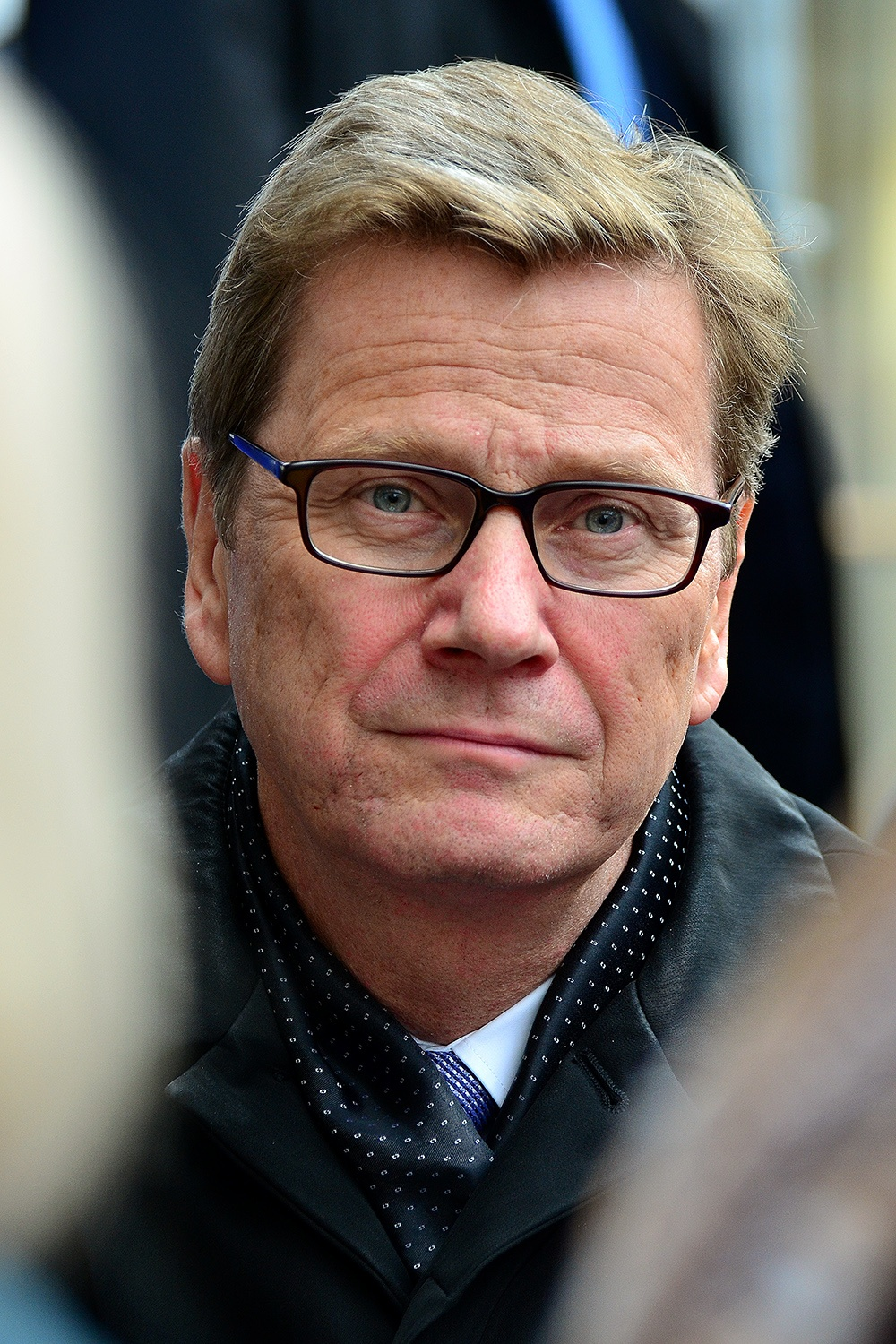
Guido Westerwelle (1961–2016)

- Westerwelle, Stefan (* 1980), deutscher Filmregisseur
- Westerweller von Anthoni, Ludwig (1791–1874), hessischer Oberst
- Westerweller von Anthoni, Paul (1827–1912), preußischer General der Infanterie, Generaladjutant, Obersthofmarschall
- Westerwinter, Matthias (* 1963), deutscher Fußballspieler

### Westf
- Westfal, Heinrich († 1505), Ratsherr der Hansestadt Lübeck
- Westfall, Benjamin, chilenischer Theater- und Filmschauspieler
- Westfall, Ed (* 1940), kanadischer Eishockeyspieler
- Westfall, Richard (1924–1996), US-amerikanischer Wissenschaftshistoriker
- Westfeld, Christian Friedrich Gotthard (1746–1823), Klosteramtmann
- Westfeld, Max (1882–1971), deutschamerikanischer Porträt-, Genre-, Stillleben- und Landschaftsmaler der Düsseldorfer Schule
- Westfeld, Walter (* 1889), deutscher Kunstsammler und Kunsthändler
- Westfeldt, Jennifer (* 1970), US-amerikanische Schauspielerin, Drehbuchautorin und FilmproduzentinJennifer Westfeldt (* 1970)

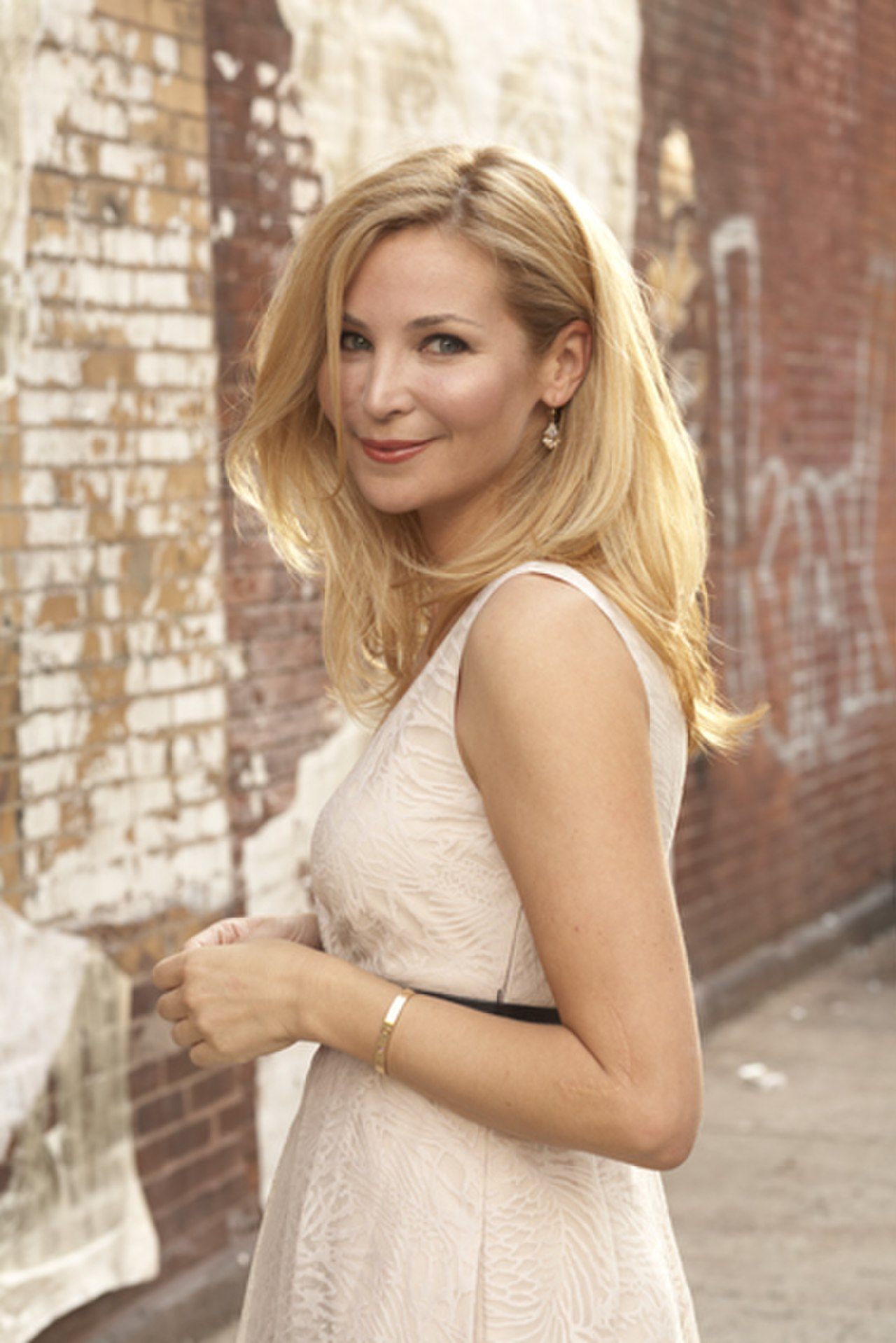
Jennifer Westfeldt (* 1970)

- Westfield, Fred M. (1926–2019), US-amerikanischer Ökonom
- Westfield, Robert (* 1972), US-amerikanischer Autor

### Westg
- Westgaard-Halle, Lene (* 1979), norwegische Politikerin
- Westgård, Thomas Maloney (* 1995), norwegisch-irischer Skilangläufer
- Westgarth, Kevin (* 1984), kanadischer Eishockeyspieler
- Westgate, Murray (1918–2018), kanadischer Schauspieler
- Westgate, Yanjaa, mongolisch-schwedische Gedächtnissportlerin
- Westgren, Arne (1889–1975), schwedischer Chemiker

### Westh
- Westhagemann, Michael (* 1957), deutscher Manager und Politiker (parteilos)
- Westhagemann, Volker (* 1964), deutscher Sprinter
- Westhausen, Bettina, deutsche Schauspielerin
- Westhausen, Birgit, deutsche Schauspielerin
- Westhauser, Johann (* 1960), deutscher Techniker und Höhlenforscher
- Westhäuser, Max (1885–1958), expressionistischer deutscher Maler und Grafiker
- Westhäusler, Denise (* 1988), deutsche Handballfunktionärin und -trainerin
- Westheide, Wilfried (* 1937), deutscher Biologe und Chemiker
- Westheider, Fritz (1909–1999), deutscher Handballspieler, Handballtrainer und Leichtathlet
- Westheider, Ortrud (* 1964), deutsche Kunsthistorikerin
- Westheim, Paul (1886–1963), Kunstschriftsteller und Kritiker
- Westheimer, David (1917–2005), US-amerikanischer Schriftsteller
- Westheimer, Frank (1912–2007), US-amerikanischer Chemiker und Biochemiker
- Westheimer, Joseph F. (1916–1998), US-amerikanischer Kameramann und Spezialeffektkünstler
- Westheimer, Ruth (1928–2024), US-amerikanische SexualtherapeutinRuth Westheimer (1928–2024)

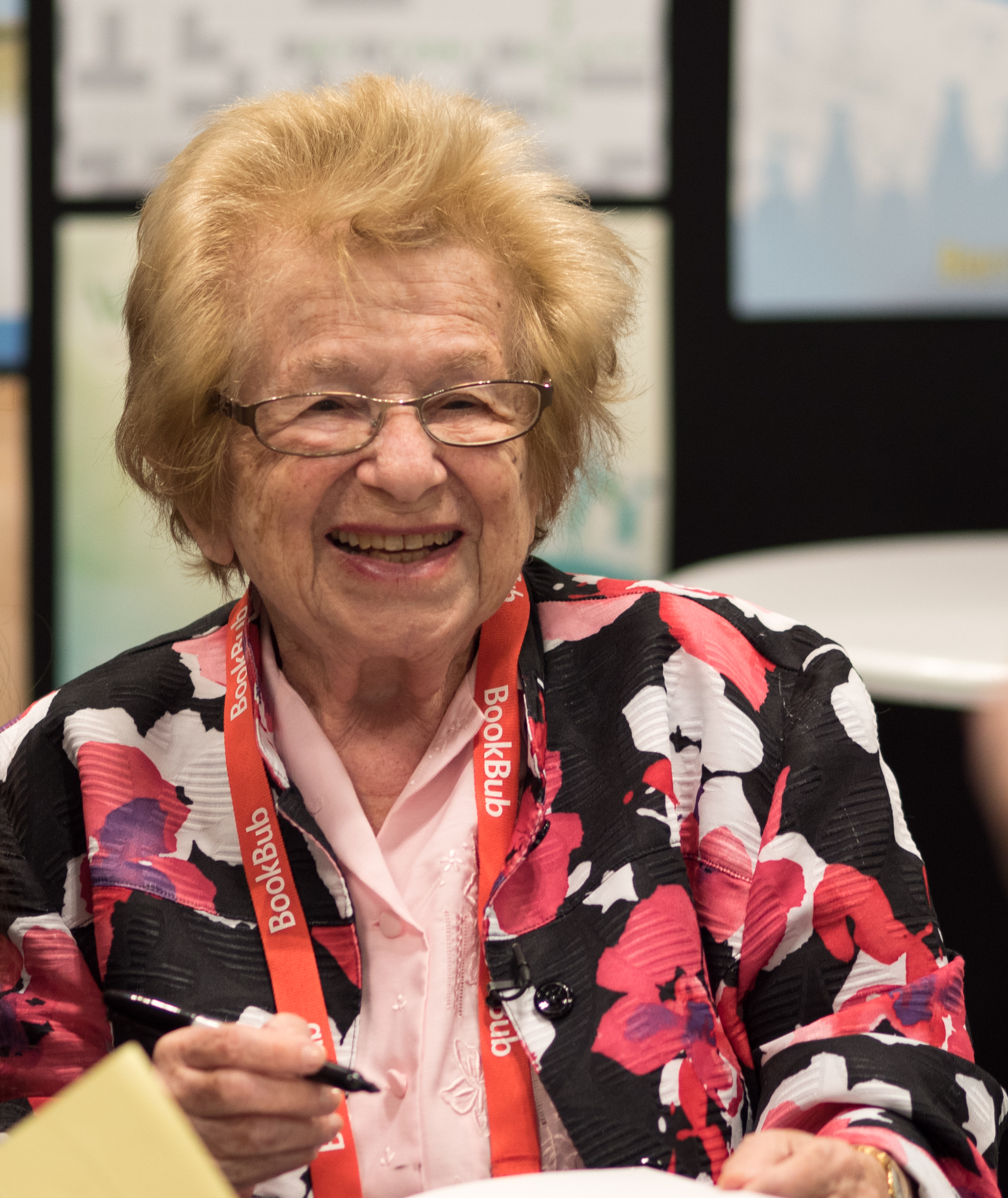
Ruth Westheimer (1928–2024)

- Westhof, Hinrich († 1415), Bürgermeister der Hansestadt Lübeck
- Westhofen, Eberhard (1820–1892), deutscher Architekt und Baubeamter in Köln und Düsseldorf
- Westhoff, Adolf (1899–1977), deutscher Generalmajor
- Westhoff, Angie (* 1965), deutsche Kinder- und Jugendbuchautorin
- Westhoff, Clara (1878–1954), deutsche Bildhauerin und MalerinClara Westhoff (1878–1954)

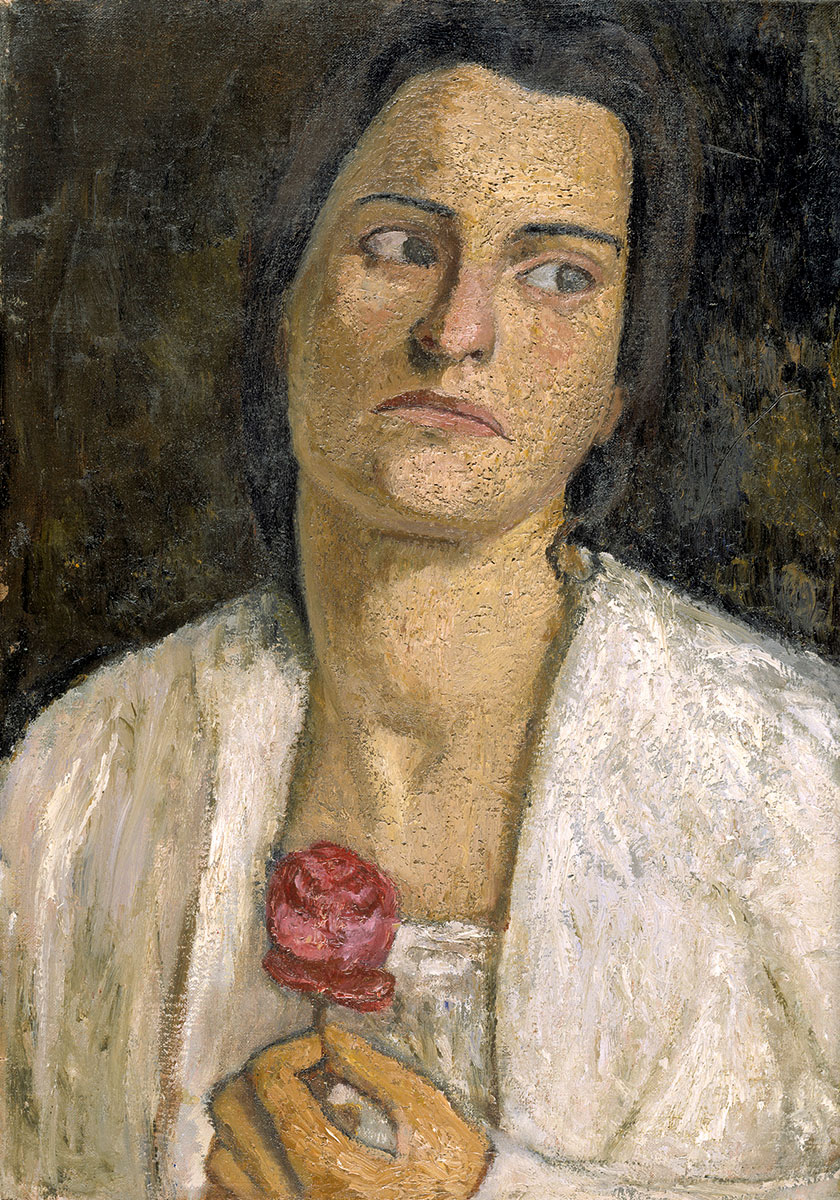
Clara Westhoff (1878–1954)

- Westhoff, Detmar (* 1966), deutscher Kunsthistoriker und Kurator
- Westhoff, Dietrich (1509–1551), Dortmunder Chronist
- Westhoff, Ferdinand (1812–1870), deutscher Schriftsteller
- Westhoff, Friedrich von (1611–1694), deutscher Rittmeister, Lautenist und Posaunist
- Westhoff, Fritz (1857–1896), deutscher Biologe, Heimatforscher und Schriftsteller
- Westhoff, Gerlach († 1582), Abt des Klosters Liesborn
- Westhoff, Hans († 1961), preußischer Verwaltungsbeamter und Landrat
- Westhoff, Hans (* 1940), deutscher Restaurator
- Westhoff, Helmuth (1891–1977), deutscher Maler
- Westhoff, Hermann († 1655), deutscher Mediziner und Freund und Korrespondenzpartner von Joachim Jungius
- Westhoff, Hermann (1635–1696), deutscher evangelisch-lutherischer Geistlicher, Hauptpastor an der Jakobikirche (Lübeck)
- Westhoff, Johann Paul von (* 1656), deutscher Komponist und Violinist
- Westhoff, Justin (* 1948), deutscher Medizin- und Wissenschaftsjournalist
- Westhoff, Ralf (* 1969), deutscher FilmregisseurRalf Westhoff (* 1969)

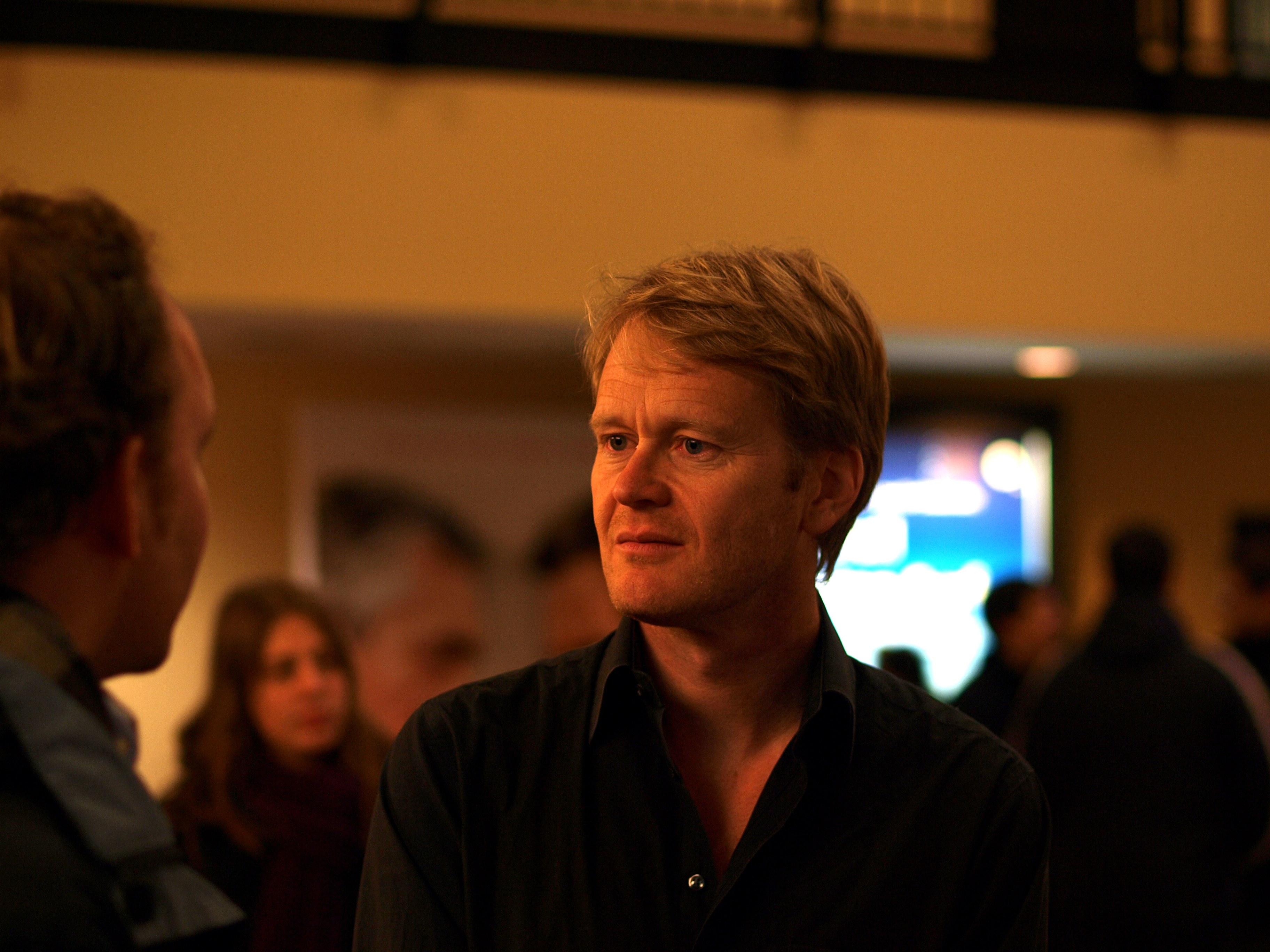
Ralf Westhoff (* 1969)

- Westhoff, Sabine (* 1969), deutsche Duathletin, Triathletin und Europameisterin (1993)
- Westhoff, Victor (1916–2001), niederländischer Botaniker, Dichter und Naturschützer
- Westhoff-Krummacher, Hildegard (1930–2025), deutsche Kunsthistorikerin und Kuratorin
- Westhoven, Eduard von (1873–1937), deutscher Generalmajor der Reichswehr
- Westhoven, Ernst (1856–1935), deutscher Mediziner
- Westhoven, Ernst von (1795–1833), deutscher Politiker
- Westhoven, Franz (1894–1983), deutscher Generalleutnant im Zweiten Weltkrieg
- Westhoven, Hermann Werner Engelbert von (1685–1732), deutscher Mediziner, Stadtphysicus in Hamm
- Westhoven, Karl von (1832–1920), deutscher Konsistorialpräsident in der Provinz Westfalen
- Westhoven, Otto von (1834–1916), deutscher Beamter und Abgeordneter
- Westhues, Leo (1920–1977), deutscher Politiker (CDU), MdL
- Westhues, Melchior (1896–1971), deutscher Veterinär
- Westhuizen, Johann van der (* 1952), südafrikanischer Jurist, Richter am Verfassungsgericht der Republik Südafrika (2004–2016)
- Westhuizen, Joost van der (1971–2017), südafrikanischer Rugby-Union-Spieler
- Westhuizen, Mckyla van der (* 2004), südafrikanische Speerwerferin

### Westi
- Westig, Nicole (* 1967), deutsche Politikerin (FDP), MdB
- Westin, Eva-Karin (* 1972), schwedische Biathletin
- Westin, Fredric (1782–1862), schwedischer Geschichts- und Porträtmaler
- Westin, Nore (1937–2016), schwedischer Biathlet
- Westing, Giso (* 1955), deutscher Maler
- Westinghouse, George (1846–1914), amerikanischer Erfinder, Ingenieur und GroßindustriellerGeorge Westinghouse (1846–1914)

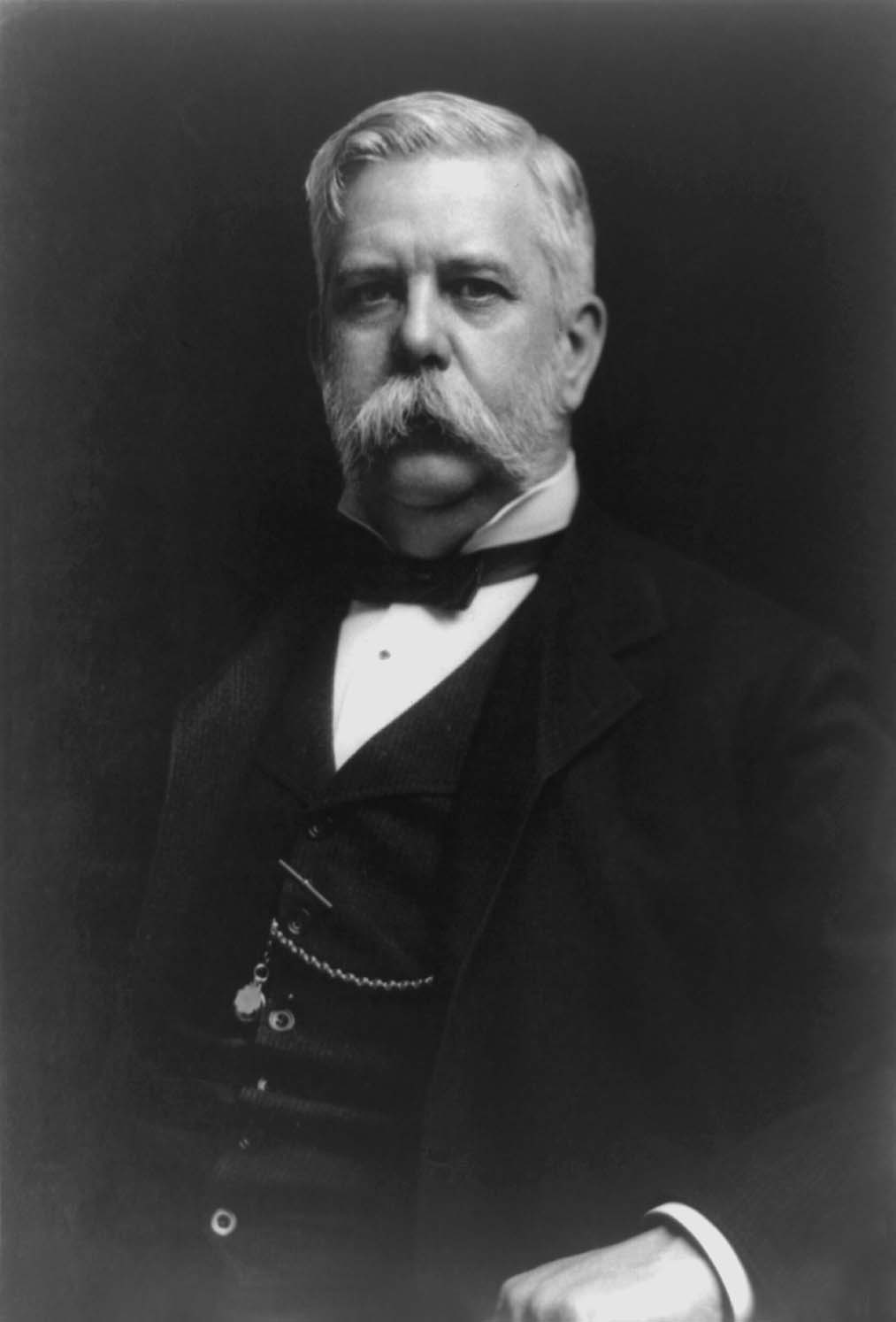
George Westinghouse (1846–1914)

- Westinner, Monika (* 1945), deutsche Politikerin (CDU), MdHB

### Westk
- Westkamp, Ulrike (* 1959), deutsche Politikerin (SPD), Bürgermeisterin der Stadt Wesel
- Westkämper, Engelbert (* 1946), deutscher Ingenieur und Professor für Produktionstechnik und Fabrikbetrieb
- Westkämper, Horst (* 1936), deutscher Politiker (CDU), MdL
- Westken, Johann (1639–1714), deutscher Jurist und Bürgermeister der Hansestadt Lübeck
- Westkirch, Luise (1853–1941), deutsche Schriftstellerin

### Westl
- Westlake, Alice (1842–1923), britische Frauenrechtlerin und Künstlerin
- Westlake, Clive (1932–2000), britischer Songwriter
- Westlake, Donald E. (1933–2008), US-amerikanischer Schriftsteller
- Westlake, John (1828–1913), englischer Jurist und Sozialreformer
- Westlake, Julia (* 1971), deutsche FernsehmoderatorinJulia Westlake (* 1971)

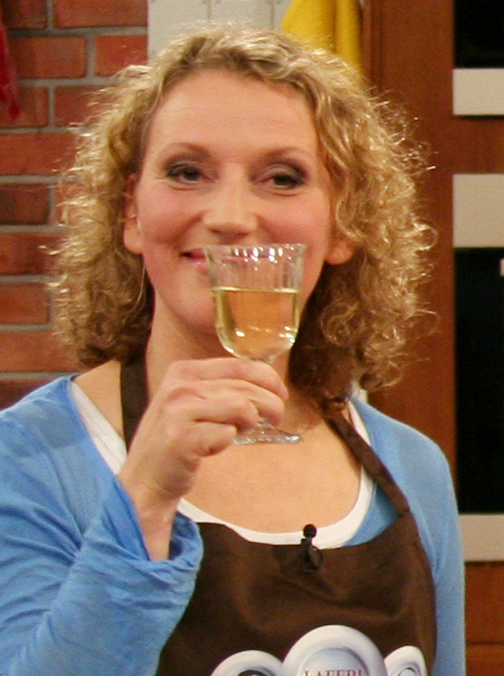
Julia Westlake (* 1971)

- Westland, Alfred (1904–1982), US-amerikanischer Politiker
- Westle, Bettina (* 1956), deutsche Politikwissenschaftlerin
- Westley, Arely, honduranische Aktivistin für Migranten- und LGBT-Rechte in den USA
- Westley, Frances, kanadische Sozialwissenschaftlerin auf den Gebieten soziale Innovation und Resilienz
- Westley, Helen (1875–1942), US-amerikanische Schauspielerin
- Westley, Omari (* 1982), US-amerikanischer Basketballspieler
- Westlin, Erik (1913–1977), schwedischer Diskuswerfer
- Westlin, Pelle (* 1991), schwedischer Jazzmusiker, Gitarrist und Sänger
- Westling, Georg (1879–1930), finnischer Segler
- Westling, Roger (* 1961), schwedischer Biathlet
- Westlund, Alex (* 1975), US-amerikanischer Eishockeytorwart
- Westlund, Åsa (* 1976), schwedische Politikerin (SAP), MdEP
- Westlund, Ben (1949–2010), US-amerikanischer Wirtschaftsanalytiker, Geschäftsmann und Politiker
- Westlund, Tommy (* 1974), schwedischer Eishockeyspieler
- Westlund, Warren (1926–1992), US-amerikanischer Ruderer

### Westm
- Westmacott, Herbert (1952–1980), britischer Soldat
- Westmacott, Peter (* 1950), britischer Diplomat
- Westmacott, Richard der Mittlere (1775–1856), britischer Bildhauer des Klassizismus
- Westman, Carl (1866–1936), schwedischer Architekt
- Westman, Edvard (1865–1917), schwedischer Landschafts- und Marinemaler sowie Grafiker
- Westman, Frida (* 2001), schwedische Skispringerin
- Westman, Magnus (* 1966), schwedischer Skispringer
- Westman, Roger (1939–2020), englischer Architekt und Designer
- Westman, Rolf (1927–2017), finnischer Altphilologe und Philosophiehistoriker
- Westman, Tony, Kameramann
- Westmann, Alexander Wladimirowitsch (1848–1923), russischer Diplomat
- Westmann, Editha (* 1963), deutsche Politikerin (CDU), MdL
- Westmann, Stephan (1893–1964), deutscher Soldat im Ersten Weltkrieg und Mediziner
- Westmann, Wilhelm (1813–1881), österreichischer Architekt, Lehrer und Schuldirektor
- Westmark-Böckenholt, Barbara (1958–1996), deutsche Journalistin und Fernsehmoderatorin des Westdeutschen Rundfunks
- Westmattelmann, Daniel (* 1987), deutscher Straßenradrennfahrer
- Westmeier, Alexandra (* 1973), russisch-deutsche Dokumentarfilmerin
- Westmeier, Inigo (* 1973), deutscher Dokumentarfilmer, Kameramann, Regisseur, Drehbuchautor
- Westmeyer, Friedrich (1873–1917), deutscher sozialistischer Politiker und Gewerkschafter
- Westmeyer, Hans (1946–2020), deutscher Klinischer Psychologe und Professor
- Westmeyer, Wilhelm (1829–1880), deutscher Komponist und Pianist
- Westmore, Bud (1918–1973), US-amerikanischer Maskenbildner
- Westmore, McKenzie (* 1977), US-amerikanische Film- und Theaterschauspielerin
- Westmore, Michael (* 1938), US-amerikanischer Maskenbildner
- Westmore, Monty (1923–2007), US-amerikanischer Maskenbildner
- Westmore, Wally (1906–1973), britisch-amerikanischer Maskenbildner
- Westmoreland, Kathy (* 1945), US-amerikanische Sängerin (Sopranistin)
- Westmoreland, Lynn (* 1950), US-amerikanischer Politiker
- Westmoreland, Paul (1916–2005), US-amerikanischer Country-Musiker, Songschreiber und Radiomoderator
- Westmoreland, Wash (* 1966), englischer Filmproduzent und Filmregisseur
- Westmoreland, William (1914–2005), US-amerikanischer General der US Army, Oberkommandierender der US-amerikanischen Truppen in Vietnam (1964–1968)William Westmoreland (1914–2005)

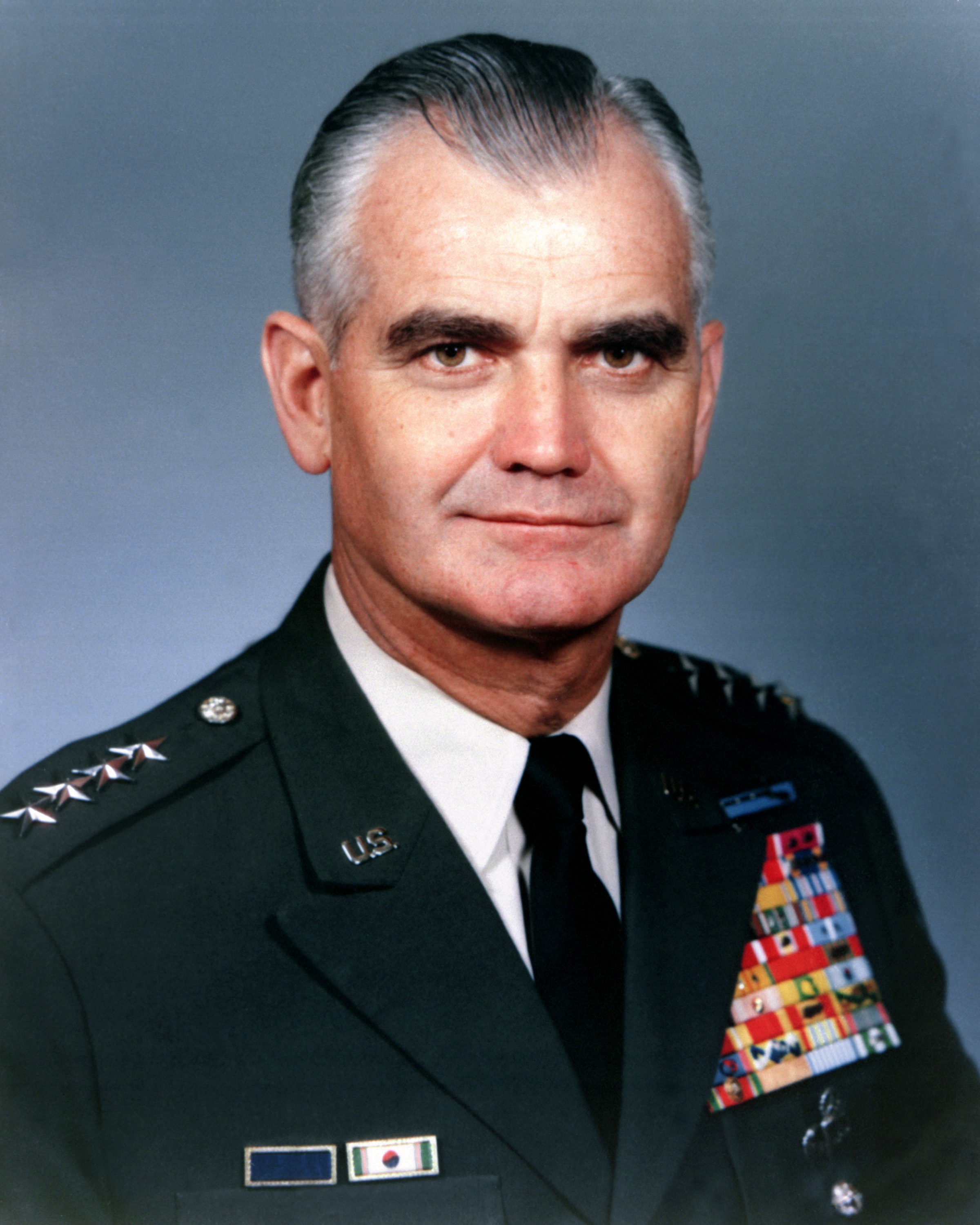
William Westmoreland (1914–2005)

### Westn
- Westner, Anton (* 1944), deutscher Kommunalpolitiker (CSU) im Landkreis Pfaffenhofen an der Ilm
- Westney, Jellisa (* 1993), kanadische Sprinterin

### Westo
- Westö, Kjell (* 1961), finnlandschwedischer Schriftsteller
- Westoll, Thomas Stanley (1912–1995), britischer Paläontologe
- Weston, Arthur († 1913), britischer Fotograf
- Weston, Brett (1911–1993), US-amerikanischer Fotograf
- Weston, Byron (1832–1898), US-amerikanischer Politiker
- Weston, Calvin (* 1959), US-amerikanischer Schlagzeuger des Funkjazz
- Weston, Celia (* 1951), US-amerikanische Schauspielerin
- Weston, Cole (1919–2003), US-amerikanischer Fotograf
- Weston, Dwain (1973–2003), australischer Extremsportler, Basejumper
- Weston, Edward (1846–1918), US-amerikanischer Bogenschütze
- Weston, Edward (1850–1936), US-amerikanischer Erfinder und Unternehmer
- Weston, Edward (1886–1958), amerikanischer Fotograf
- Weston, Elisabeth Johanna von (1582–1612), englisch-böhmische Dichterin und Naturforscherin
- Weston, Ellen (* 1939), US-amerikanische Schauspielerin und Drehbuchautorin
- Weston, Francis (1511–1536), englischer Adeliger
- Weston, Galen (1940–2021), kanadischer UnternehmerGalen Weston (1940–2021)

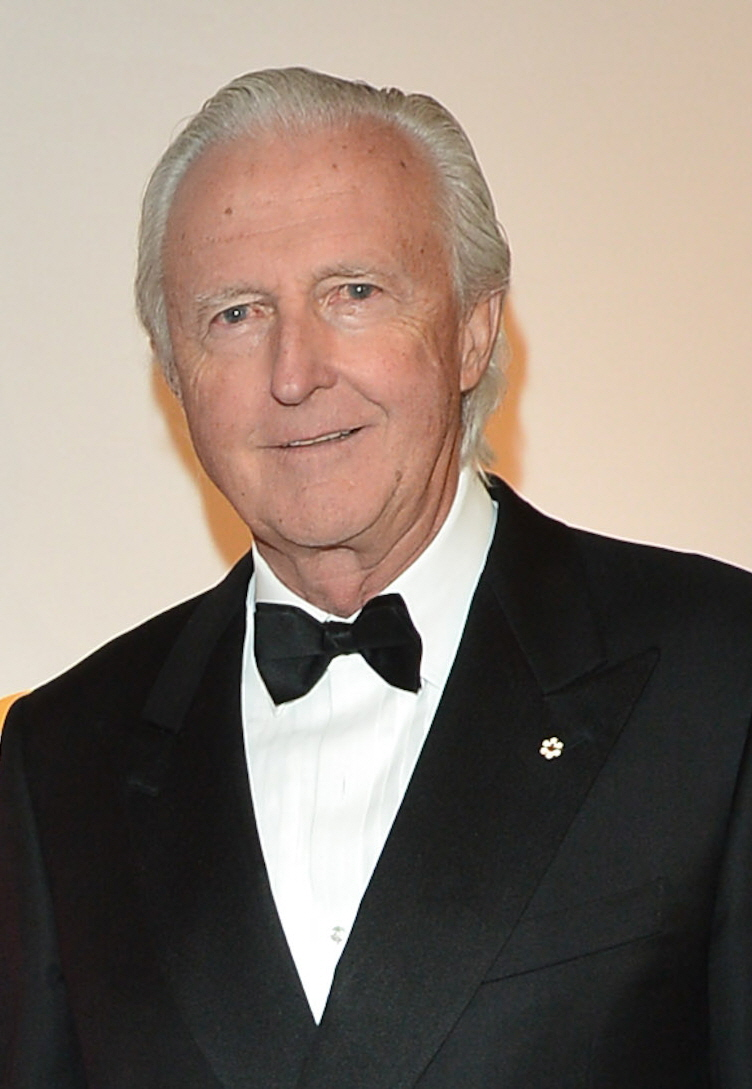
Galen Weston (1940–2021)

- Weston, Harvey (* 1940), britischer Jazzmusiker (Kontrabass, Bassgitarre)
- Weston, Jack (1924–1996), US-amerikanischer Schauspieler
- Weston, James, schottischer Stenografiesystemerfinder und Gerichtsstenograf in London
- Weston, James A. (1827–1895), US-amerikanischer Politiker
- Weston, Jason (* 1971), englischer Snookerspieler
- Weston, Jay (1929–2023), US-amerikanischer Filmproduzent
- Weston, John (* 1938), britischer Diplomat
- Weston, Jonny (* 1988), US-amerikanischer Schauspieler
- Weston, Josh, britischer Maskenbildner
- Weston, Josh (1973–2012), US-amerikanischer Pornodarsteller und Fitnesstrainer
- Weston, Kath (* 1958), US-amerikanische Anthropologin, Autorin und Wissenschaftlerin
- Weston, Kathy (* 1958), US-amerikanische Mittelstreckenläuferin und Sprinterin
- Weston, Ken (1947–2001), britischer Toningenieur
- Weston, Kim (* 1939), US-amerikanische Soul- und R&B-Sängerin
- Weston, Kim (* 1953), US-amerikanischer Fotograf
- Weston, Maggie (* 1948), Maskenbildnerin
- Weston, Matt (* 1997), britischer Skeletonfahrer
- Weston, Michael (* 1973), US-amerikanischer SchauspielerMichael Weston (* 1973)

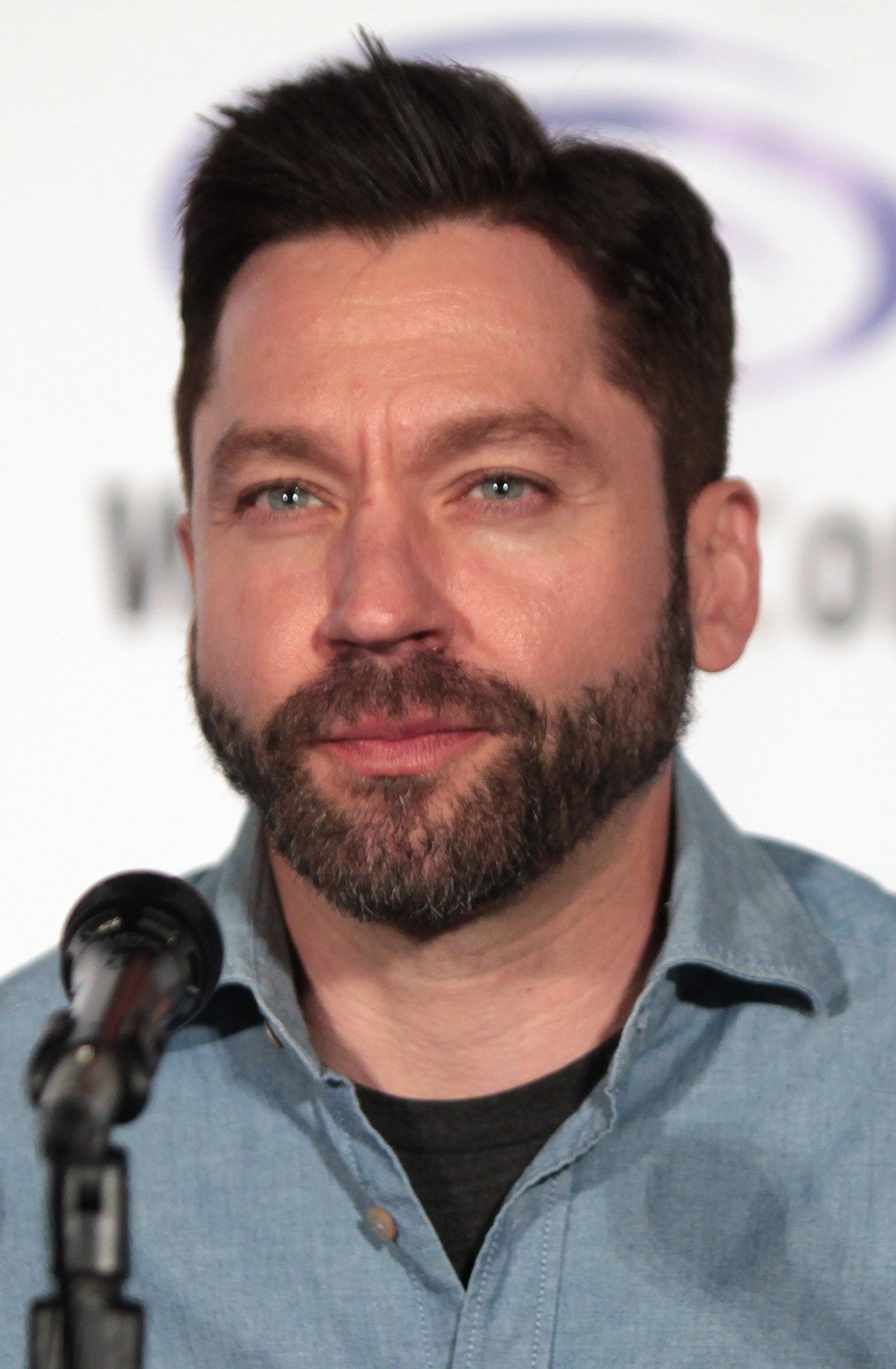
Michael Weston (* 1973)

- Weston, Paul (1912–1996), US-amerikanischer Jazz-Pianist, -Arrangeur und -Komponist
- Weston, Paul (* 1964), britischer Politiker, Vorsitzender der Partei Liberty GB
- Weston, Plowden (1819–1864), US-amerikanischer Politiker
- Weston, Randy (1926–2018), US-amerikanischer Jazzpianist und -komponist
- Weston, Robert († 1573), englischer Jurist, Hochschullehrer und Politiker
- Weston, Robert Paul (* 1975), kanadisch-britischer Autor von Kinder- und Jugendbüchern
- Weston, Thomas (1885–1958), britischer Olympiateilnehmer im Motorbootfahren
- Weston, Tony (* 2003), englischer Fußballspieler
- Weston, Veryan (* 1950), britischer Jazz-Pianist
- Weston, Walter (1861–1940), britischer Missionar und Bergsteiger
- Weston-Jones, Tom (* 1987), britischer Schauspieler
- Weston-Webb, Tatiana (* 1996), brasilianische Surferin
- Westover, Arthur (1864–1935), kanadischer Sportschütze
- Westover, Dan (* 1974), US-amerikanischer Biathlet
- Westover, Tara (* 1986), US-amerikanische AutorinTara Westover (* 1986)

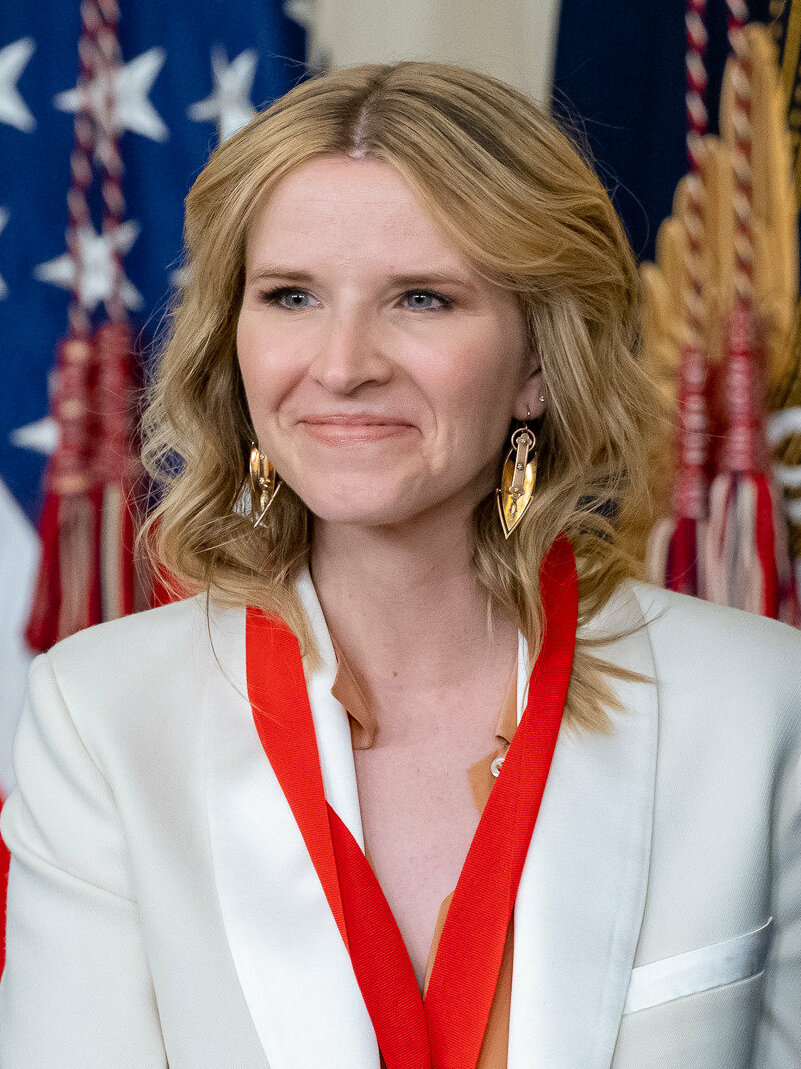
Tara Westover (* 1986)

### Westp
- Westpfahl, Conrad (1891–1976), deutscher Maler
- Westpfahl, Inge (1896–1974), deutsche Dramatikerin
- Westpfahl, Konradin (1926–1994), deutscher Physiker
- Westphal von Bergener, Adolf (1785–1864), preußischer Generalleutnant
- Westphal, Albert (1931–1996), deutscher Boxer
- Westphal, Alexander (1863–1941), deutscher Neurologe und Psychiater
- Westphal, Alexander (* 1977), deutscher Physiker
- Westphal, Andreas (1685–1747), deutscher Historiker
- Westphal, Andreas (1720–1788), schwedisch-pommerscher Anatom, Leibarzt des schwedischen Königs
- Westphal, Anne-Katrin (* 1983), deutsche Fußballspielerin
- Westphal, Arnold (1399–1466), deutscher römisch-katholischer Bischof
- Westphal, August (1834–1890), deutscher Gutspächter und Politiker (NLP), MdR
- Westphal, Bernd (* 1944), deutscher Diplomat
- Westphal, Bernd (* 1960), deutscher Politiker (SPD), MdBBernd Westphal (* 1960)

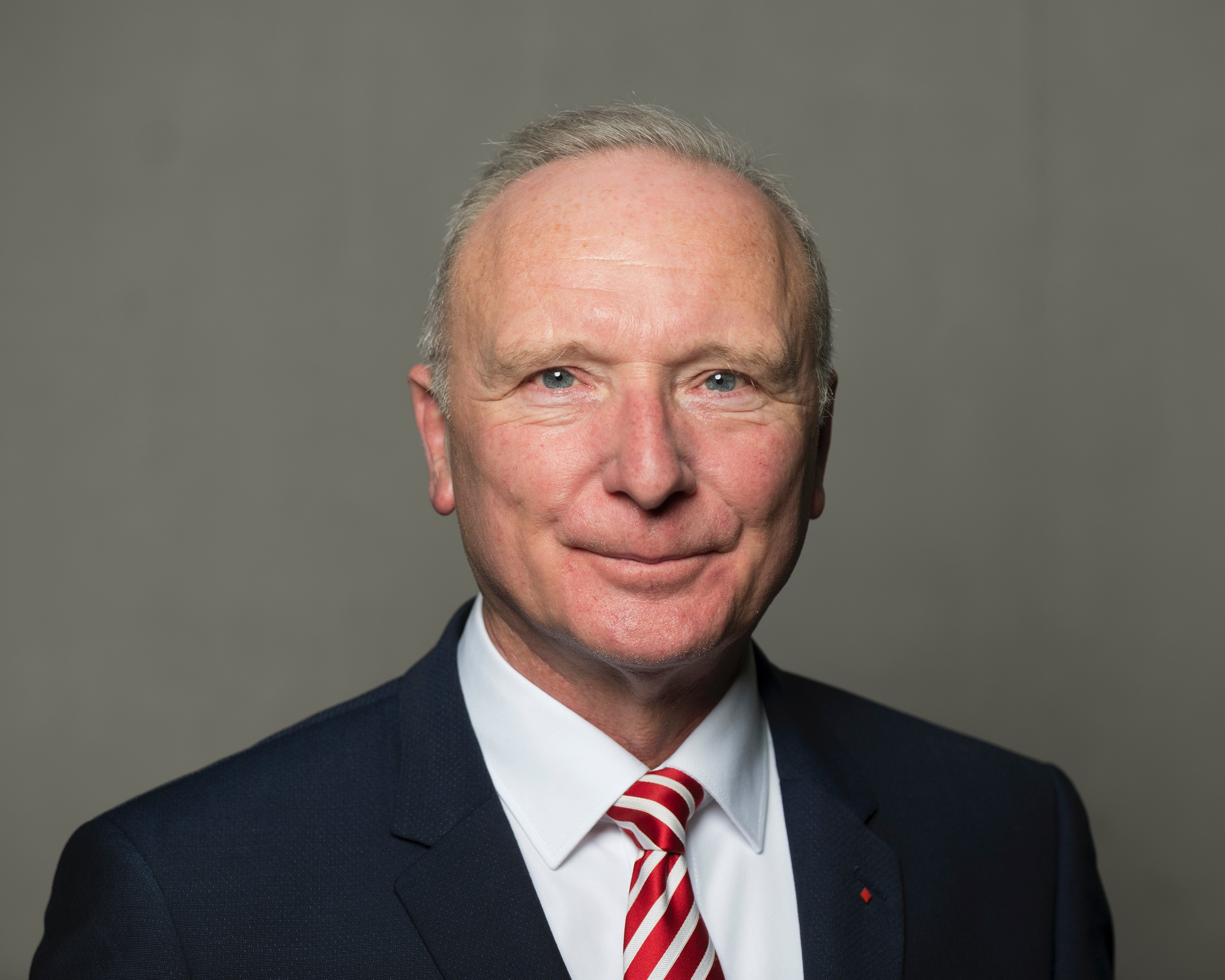
Bernd Westphal (* 1960)

- Westphal, Bettina (* 1970), deutsche Tischtennisspielerin
- Westphal, Brigitta (* 1944), deutsche Malerin
- Westphal, Carl (1833–1890), deutscher Psychiater und Neurologe
- Westphal, Carl (1881–1958), deutscher Postbeamter, Fachbuchautor und Verleger
- Westphal, Carl (1902–1947), deutscher Jurist
- Westphal, Carl Wilhelm Ludwig (1824–1900), deutscher Kaufmann und Politiker, MdHB
- Westphal, Carlo (* 1985), deutscher Radrennfahrer
- Westphal, Christel, deutsche Fußballtorhüterin
- Westphal, Christian (* 1953), deutscher General
- Westphal, Christian Carl (1783–1860), preußischer Kaufmann und Kommerzienrat
- Westphal, Dieter (* 1942), deutscher Gewichtheber
- Westphal, Dirk (* 1986), deutscher Volleyballspieler
- Westphal, Dorothee (1902–1968), deutsch Kunsthistorikerin
- Westphal, Eberhard (1934–1998), deutscher Maler
- Westphal, Eduard Wilhelm (1856–1916), deutscher Rechtsanwalt und Politiker
- Westphal, Erich (1934–2009), deutscher Sonderpädagoge
- Westphal, Ernst (1851–1926), deutscher Bildhauer und Medailleur
- Westphal, Ernst Christian (1737–1792), deutscher Rechtswissenschaftler
- Westphal, Ernst Joachim (1700–1759), deutscher Verwaltungsjurist und Politiker
- Westphal, Ernst Oswald Johannes (1919–1990), südafrikanischer Linguist
- Westphal, Eva-Maria (1918–1996), deutsche Ultraläuferin
- Westphal, Frank (1889–1948), US-amerikanischer Pianist und Bandleader
- Westphal, Franz August (1779–1847), deutscher Theologe
- Westphal, Friederike (1822–1905), deutsche Porträt- und Genremalerin
- Westphal, Friedrich (1835–1915), deutscher Kaufmann und Unternehmer
- Westphal, Friedrich Bernhard (1803–1844), deutsch-dänischer Maler und Illustrator
- Westphal, Fritz (* 1921), deutscher Schriftsteller und Übersetzer
- Westphal, Georg (1665–1728), deutscher evangelisch-lutherischer Geistlicher und Domprediger in Schwerin
- Westphal, Georg Christian Erhard (1752–1808), deutscher evangelischer Theologe und Lehrer
- Westphal, Gert (1920–2002), deutscher Regisseur, Schauspieler und Rezitator
- Westphal, Günter (1937–2019), deutscher Chemiker
- Westphal, Hans-Jürgen (* 1951), deutscher Politaktivist und StadtoriginalHans-Jürgen Westphal (* 1951)

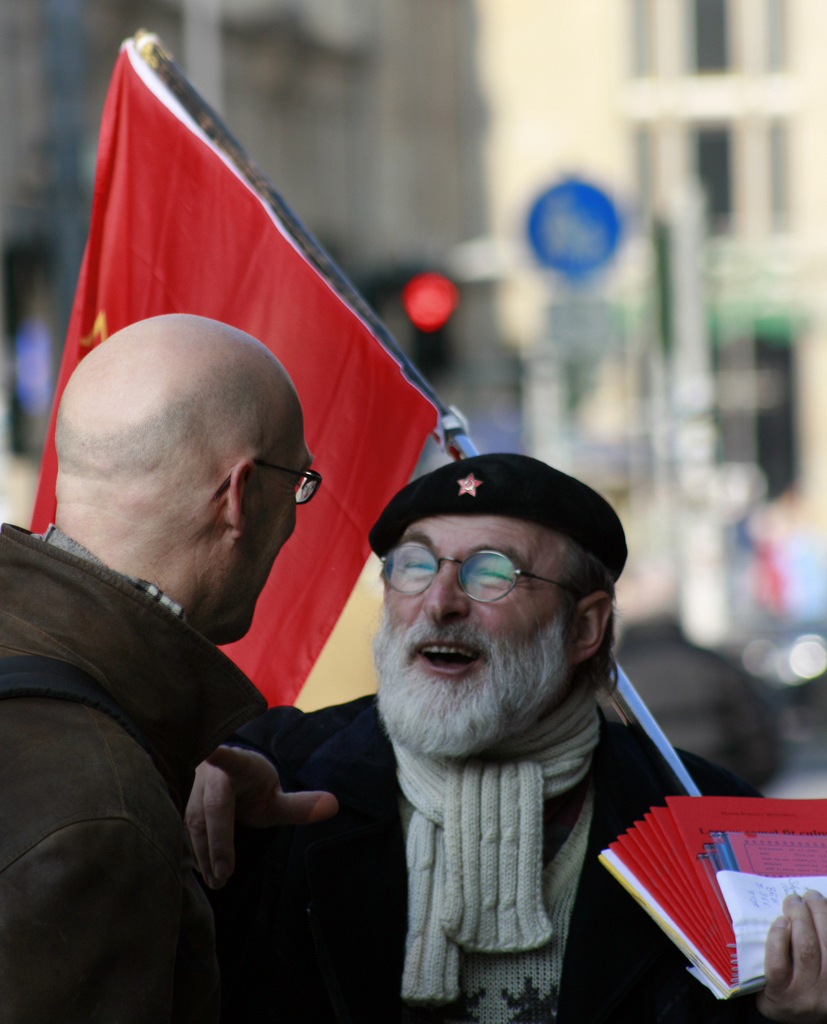
Hans-Jürgen Westphal (* 1951)

- Westphal, Hartmut (* 1939), deutscher Komponist, Musikbearbeiter, Arrangeur und Musikwissenschaftler
- Westphal, Hedwig (1931–2019), deutsche Politikerin (SPD)
- Westphal, Heidi (* 1959), deutsche Ruderin
- Westphal, Heinrich (1889–1945), deutscher Architekt
- Westphal, Heinz (1924–1998), deutscher Politiker (SPD), MdB
- Westphal, Helmut (1928–2010), deutscher Sporthistoriker, Hochschullehrer
- Westphal, Herbert (* 1943), deutscher Restaurator und Waffenkundler
- Westphal, Hermann († 1433), Ratsherr der Hansestadt Lübeck
- Westphal, Hermann († 1607), Rechtsgelehrter im Herzogtum Pommern, Direktor des Greifswalder Hofgerichts
- Westphal, Hermann (1882–1954), deutscher Maler, Grafiker und Gymnasiallehrer für Zeichnen
- Westphal, Hildegard (* 1968), deutsche Geologin
- Westphal, Horst (1929–2019), deutscher Schauspieler
- Westphal, Hugo (1855–1924), deutscher Vizeadmiral der Reichsmarine
- Westphal, Ingeborg (1946–2012), deutsche Schauspielerin
- Westphal, Irene (1930–2023), deutsche Politikerin (SPD)
- Westphal, James A. (1930–2004), US-amerikanischer Astronom und Geologe
- Westphal, Jan (* 1968), deutscher Journalist, Manager und Fernsehproduzent
- Westphal, Jannik (* 2004), deutscher Fußballspieler
- Westphal, Joachim (1510–1574), lutherischer Theologe und Reformator
- Westphal, Johann († 1474), Lübecker Bürgermeister
- Westphal, Johann (1886–1954), deutscher Politiker (KPD), MdHB
- Westphal, Johann Caspar (1649–1722), Stadtarzt zu Delitzsch und Mitglied der Gelehrtenakademie Leopoldina
- Westphal, Johann Heinrich (1794–1831), deutscher Privatgelehrter, Astronom und Schriftsteller
- Westphal, Johann Jacob Heinrich (1756–1825), deutscher Organist, Lehrer und Musiksammler
- Westphal, John (1895–1980), deutscher Politiker und Polizeipräsident
- Westphal, Jörg (* 1968), deutscher Schauspieler
- Westphal, Joseph W. (* 1948), US-amerikanischer Hochschullehrer und Politiker
- Westphal, Jürgen (* 1927), deutscher Politiker (CDU), MdHB, MdL und Landesminister in Schleswig-Holstein
- Westphal, Jürgen (* 1955), deutsch-amerikanischer Schlagersänger und Musikproduzent
- Westphal, Justus Georg (1824–1859), deutscher Astronom und Mathematiker
- Westphal, Karl Bruno Johannes (1860–1916), deutscher Reichsgerichtsrat
- Westphal, Karl Christian Heinrich (1824–1890), deutscher Jurist, Bürgermeister und Politiker (NLP), MdR
- Westphal, Kerstin (* 1962), deutsche Politikerin (SPD), MdEP
- Westphal, Kristin (* 1953), deutsche Erziehungswissenschaftlerin und Hochschullehrerin
- Westphal, Kulle (1957–2011), deutscher Sänger und Synchronsprecher
- Westphal, Kurt (1904–1978), deutscher Musikwissenschaftler und Musikjournalist
- Westphal, Kurt (1913–1986), deutscher Politiker (SED), Minister, MdV
- Westphal, Lilian (1926–1997), deutsche Schauspielerin, Hörspielregisseurin und -sprecherin und Autorin
- Westphal, Liv (* 1993), französische Leichtathletin
- Westphal, Manuel (* 1974), deutscher Rechtsanwalt und Politiker (CSU), MdL
- Westphal, Max (1895–1942), deutscher Politiker (SPD), MdL
- Westphal, Max (* 2003), französischer Tennisspieler
- Westphal, Michael (1965–1991), deutscher TennisspielerMichael Westphal (1965–1991)

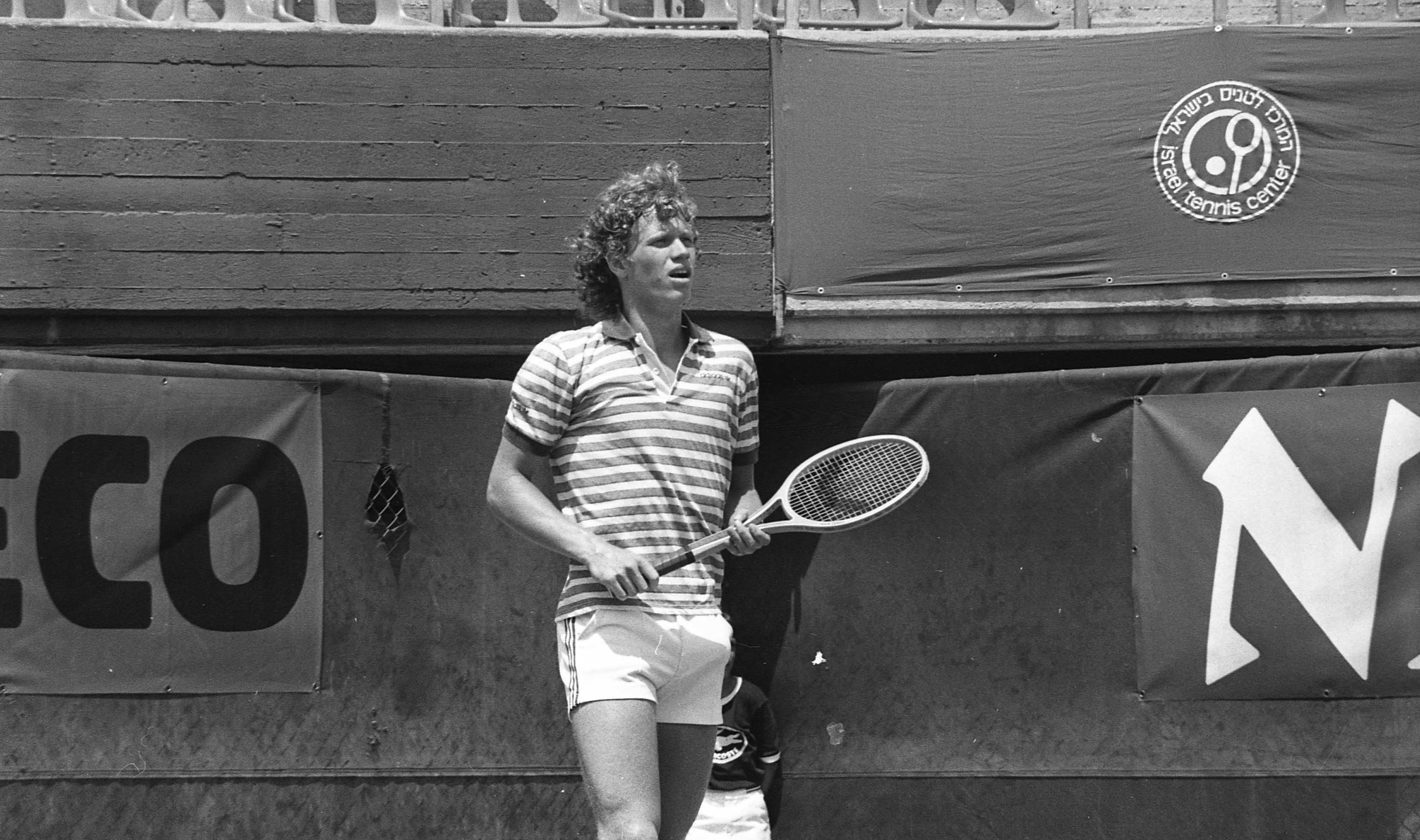
Michael Westphal (1965–1991)

- Westphal, Otto (1869–1939), deutscher Staatsbeamter
- Westphal, Otto (1878–1975), deutscher Maler des Nachimpressionismus
- Westphal, Otto (1891–1950), deutscher Historiker und Hochschullehrer
- Westphal, Otto (* 1911), deutscher Fußballspieler und Fußballtrainer
- Westphal, Otto (1913–2004), deutscher Chemiker und Immunologe
- Westphal, Otto Eduard (1853–1919), deutscher Kaufmann und Politiker, MdHB, Senator
- Westphal, Paul (1950–2021), US-amerikanischer Basketballspieler und -trainer
- Westphal, Paul Clemens Julius (1840–1861), deutscher Seefahrer
- Westphal, Peter (* 1938), deutscher Maler, Grafiker und Holzbildhauer
- Westphal, Robert (* 1949), deutscher Kommunalpolitiker (CSU), Landwirt und Rechtsanwalt
- Westphal, Rudolf (1826–1892), deutscher Klassischer Philologe und Hochschullehrer
- Westphal, Sascha (* 1971), deutscher Film- und Theaterkritiker
- Westphal, Siegfried (1902–1982), deutscher Offizier, Manager und Autor
- Westphal, Siegrid (* 1963), deutsche Historikerin
- Westphal, Stefan (* 1970), deutscher Journalist, Autor, Medienmanager, Unternehmer und ehemaliger Radiomoderator
- Westphal, Stephan (* 1976), deutscher Mathematiker und ehemaliger Hochschullehrer
- Westphal, Susanne (* 1970), deutsche Unternehmerin und Autorin
- Westphal, Thomas (* 1967), deutscher Politiker (SPD)Thomas Westphal (* 1967)

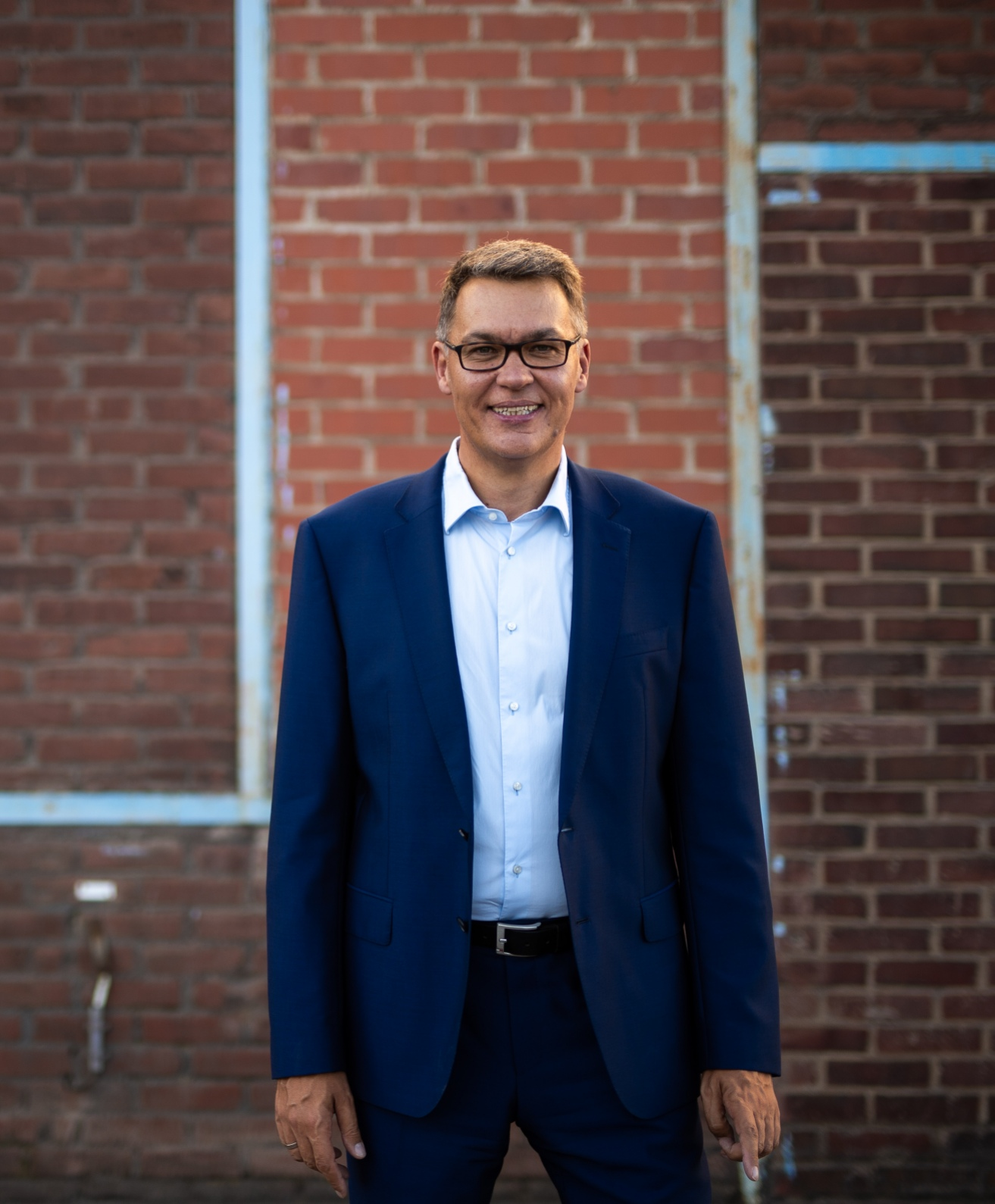
Thomas Westphal (* 1967)

- Westphal, Torsten (* 1966), deutscher Gewerkschafter
- Westphal, Uschi (* 1949), deutsche Volleyballspielerin
- Westphal, Uwe (1939–1996), deutscher Ökonom
- Westphal, Uwe (* 1957), deutscher Biologe und Buchautor
- Westphal, Verena (* 1989), deutsche Animations- und Grafikdesignerin
- Westphal, Volker (* 1954), deutscher Bundespolizist und Fachbuchautor
- Westphal, Volker-Gerd (* 1965), deutscher politischer Beamter (SPD)
- Westphal, Wiebke (* 1990), deutsche Dialogregisseurin und -autorin
- Westphal, Wilfried (* 1941), deutscher Ethnologe, Ägyptologe und Autor
- Westphal, Wilhelm (1443–1509), Bischof von Lübeck
- Westphal, Wilhelm (1882–1978), deutscher PhysikerWilhelm H. Westphal (1882–1978)

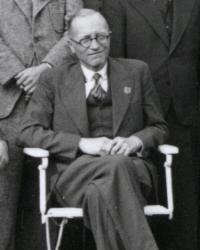
Wilhelm H. Westphal (1882–1978)

- Westphal-Hellbusch, Sigrid (1915–1984), deutsche Ethnologin
- Westphalen zu Fürstenberg, Clemens August von (1805–1885), deutscher Fideikommissherr und Politiker
- Westphalen zu Fürstenberg, Franz von (1864–1930), preußischer Landrat
- Westphalen zu Fürstenberg, Otto von (1875–1927), preußischer Landrat
- Westphalen, Adolph Libert (1851–1916), deutscher Architekt und Branddirektor
- Westphalen, Clemens August von (1753–1818), Kaiserlicher Gesandter und Kurmainzer Staatsminister
- Westphalen, Edgar von (1819–1890), deutscher Kommunist, Schwager und Freund von Karl Marx
- Westphalen, Engel Christine (1758–1840), deutsche Schriftstellerin
- Westphalen, Ferdinand Alois (1899–1989), österreichischer Nationalökonom
- Westphalen, Ferdinand von (1799–1876), deutscher Politiker und preußischer Innenminister (1850 bis 1858)
- Westphalen, Friedrich Graf von (* 1940), deutscher Rechtswissenschaftler und Rechtsanwalt
- Westphalen, Friedrich Wilhelm von (1727–1789), Fürstbischof von Hildesheim und Paderborn
- Westphalen, Gerlinde Gräfin von (* 1966), deutsche Galeristin, Publizistin und KuratorinGerlinde Gräfin von Westphalen (* 1966)

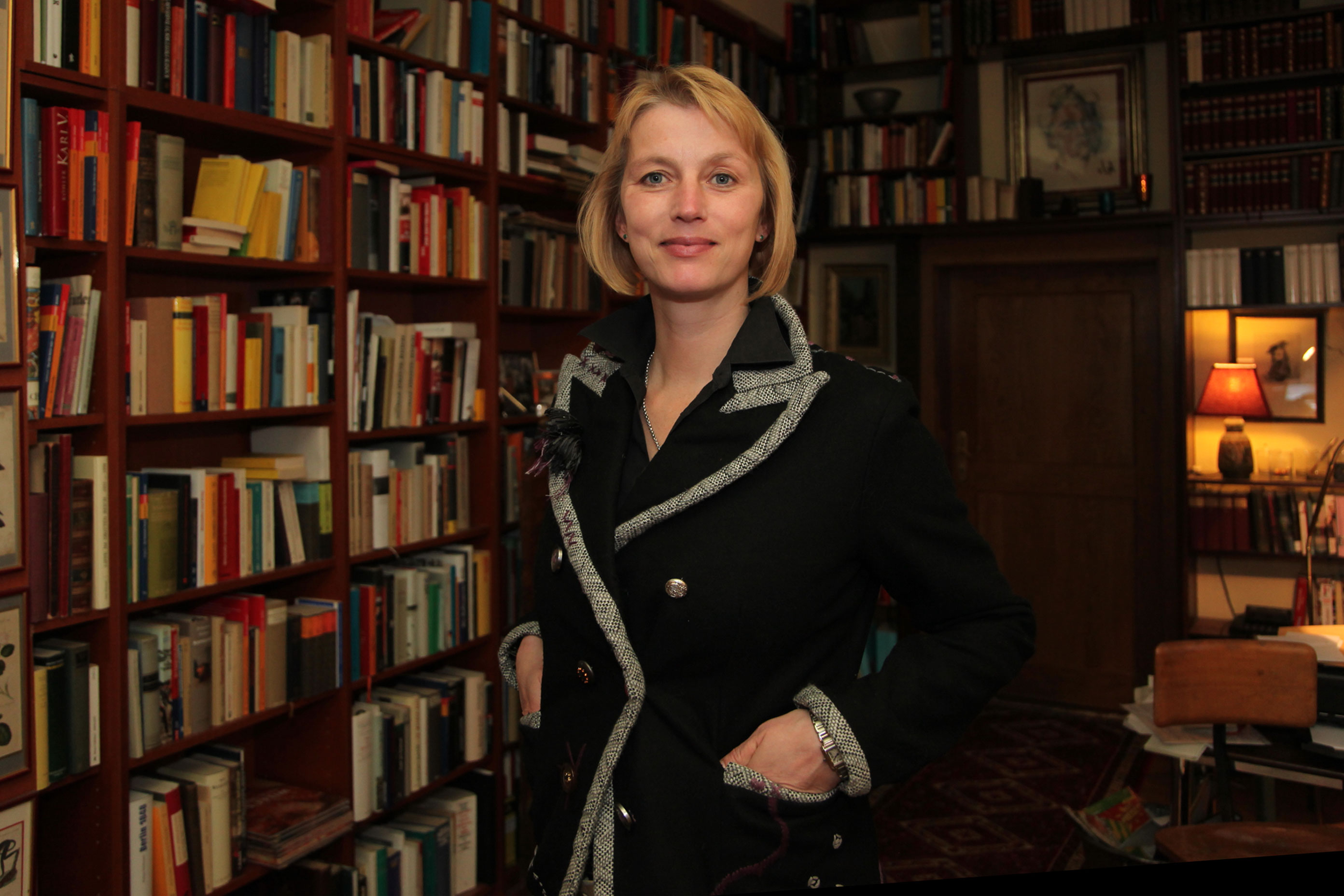
Gerlinde Gräfin von Westphalen (* 1966)

- Westphalen, Gustav (1871–1932), deutscher Gewerkschaftsfunktionär
- Westphalen, Hermann Libert (1822–1846), deutscher Astronom
- Westphalen, Jens (* 1964), deutscher Biologe, Tierfilmer, Kameramann, Regisseur und Produzent
- Westphalen, Johann Ernst Friedrich (1757–1833), deutscher Kaufmann, Hamburger Senator, Präses der Handelskammer Hamburg
- Westphalen, Johanna Gräfin von (1936–2016), deutsche Politikerin (CDU) und Aktivistin
- Westphalen, Joseph von (* 1945), deutscher Schriftsteller und Journalist
- Westphalen, Jürgen (1666–1735), deutscher Kaufmann und Politiker
- Westphalen, Jürgen (* 1930), deutscher Volkswirt und Autor
- Westphalen, Karl von (1898–1975), deutscher Politiker (CDU, später DFU) und Journalist
- Westphalen, Klaus (1931–2015), deutscher Altphilologe und Hochschullehrer
- Westphalen, Ludwig von (1770–1842), preußischer Regierungsrat und Mentor von Karl Marx
- Westphalen, Nicolaus Adolf (1793–1854), deutscher Jurist
- Westphalen, Olav (* 1963), deutscher Künstler, Cartoonist, Autor und Hochschullehrer
- Westphalen, Philipp von († 1792), Vertrauter und Mitarbeiter des Herzogs Ferdinand von Braunschweig
- Westphalen, Raban Graf von (1945–2025), deutscher Politikwissenschaftler, Rechtswissenschaftler und StaatsrechtslehrerRaban Graf von Westphalen (1945–2025)

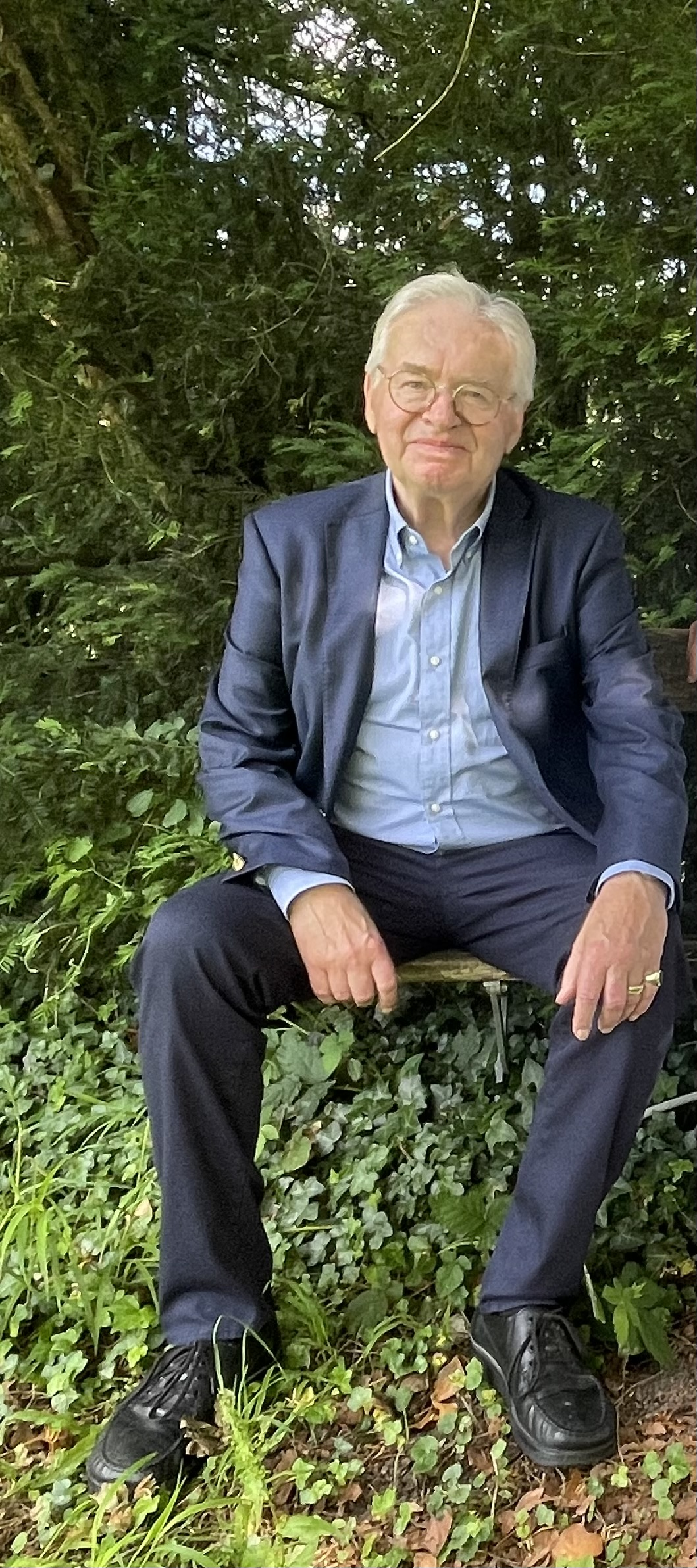
Raban Graf von Westphalen (1945–2025)

- Westphalen, Stephan (* 1961), deutscher Christlicher Archäologe
- Westphalen, Thomas (* 1957), deutscher Mittelalterarchäologe
- Westphalen, Tilman (1935–2021), deutscher Anglist
- Westphalen, Wisa von (1910–1993), deutsche Kunstmalerin
- Westphely, Maaret (* 1974), deutsche Politikerin (Bündnis 90/Die Grünen)

### Westr
- Westra van Holthe, Willy (1888–1965), niederländischer Fußballspieler
- Westra, Jan (1943–2019), niederländischer Politiker des CDA
- Westra, Lieuwe (1982–2023), niederländischer Radrennfahrer
- Westram, Gerhard (1907–1977), deutscher Jurist
- Westram, Max (1856–1922), deutscher Politiker
- Westreicher, Engelbert (1825–1890), österreichischer Künstler der Bildenden Kunst
- Westreicher, Hugo (1933–2018), österreichischer Hotelier und Politiker (ÖVP), Abgeordneter zum Nationalrat
- Westrem zum Gutacker, Reinhard von (1879–1956), preußischer Generalleutnant, Polizeidirektor in Frankfurt am Main
- Westrèn-Doll, August Osvald (1882–1961), deutschbaltischer lutherischer Theologe und Pfarrer
- Westrich, Edmund (1927–2008), deutscher Psychologe
- Westrich, Lydia (* 1949), deutsche Politikerin (SPD), MdB
- Westrich, Paul (* 1947), deutscher Insektenkundler
- Westrich, Sandra (* 1980), deutsche Eishockeyspielerin
- Westrich, Sascha (* 1975), deutscher Eishockeyschiedsrichter
- Westrick, Gerhard Alois (1889–1957), deutscher Jurist und Spion
- Westrick, Hilde (1900–1981), österreichische Medizinerin
- Westrick, Ludger (1894–1990), deutscher Politiker (CDU)Ludger Westrick (1894–1990)

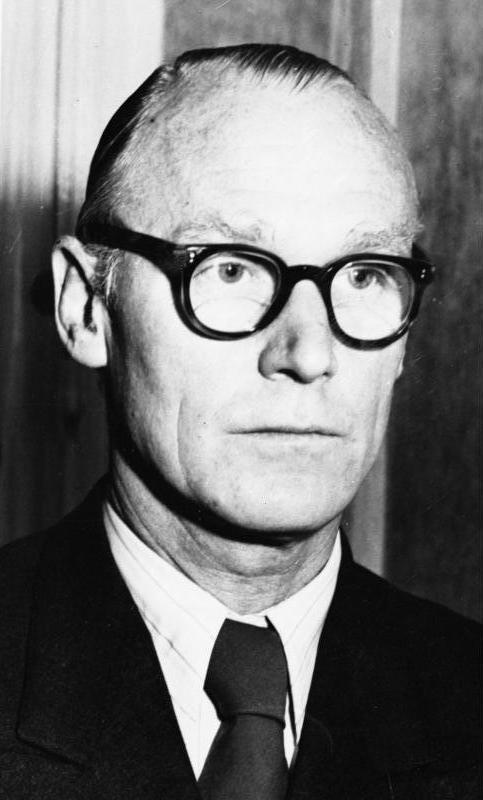
Ludger Westrick (1894–1990)

- Westring, Johan Peter von (1753–1833), Arzt, Botaniker und Spinnenforscher
- Westring, Niklas (1797–1882), schwedischer Entomologe und Arachnologe
- Weström, Hilde (1912–2013), deutsche Architektin
- Weström, Lars (* 1971), deutscher Schauspieler
- Weström, Ute (1939–2022), deutsche Architektin
- Westrum, August Christian Gottfried (* 1798), deutscher Advokat und Politiker
- Westrum, Erik (* 1979), US-amerikanischer Eishockeyspieler
- Westrumb, Johann Friedrich (1751–1819), deutscher Apotheker
- Westrup, Arthur (1913–2009), deutscher Journalist, Werbefachmann und Publizist
- Westrup, Vilhelm (1862–1939), schwedischer Industrieller, Politiker, Mitglied des Riksdag
- Westrupp, José Nelson (* 1939), brasilianischer Ordensgeistlicher, emeritierter römisch-katholischer Bischof von Santo André
- Westrupp, Walter (* 1946), deutscher Musiker und Kabarettist

### Westt
- Westtolf, Sebold, Steinmetzmeister und Architekt

### Westv
- Westvold Hansen, Gyda (* 2002), norwegische Nordische Kombiniererin

### Westw
- Westwick, Ed (* 1987), britischer SchauspielerEd Westwick (* 1987)

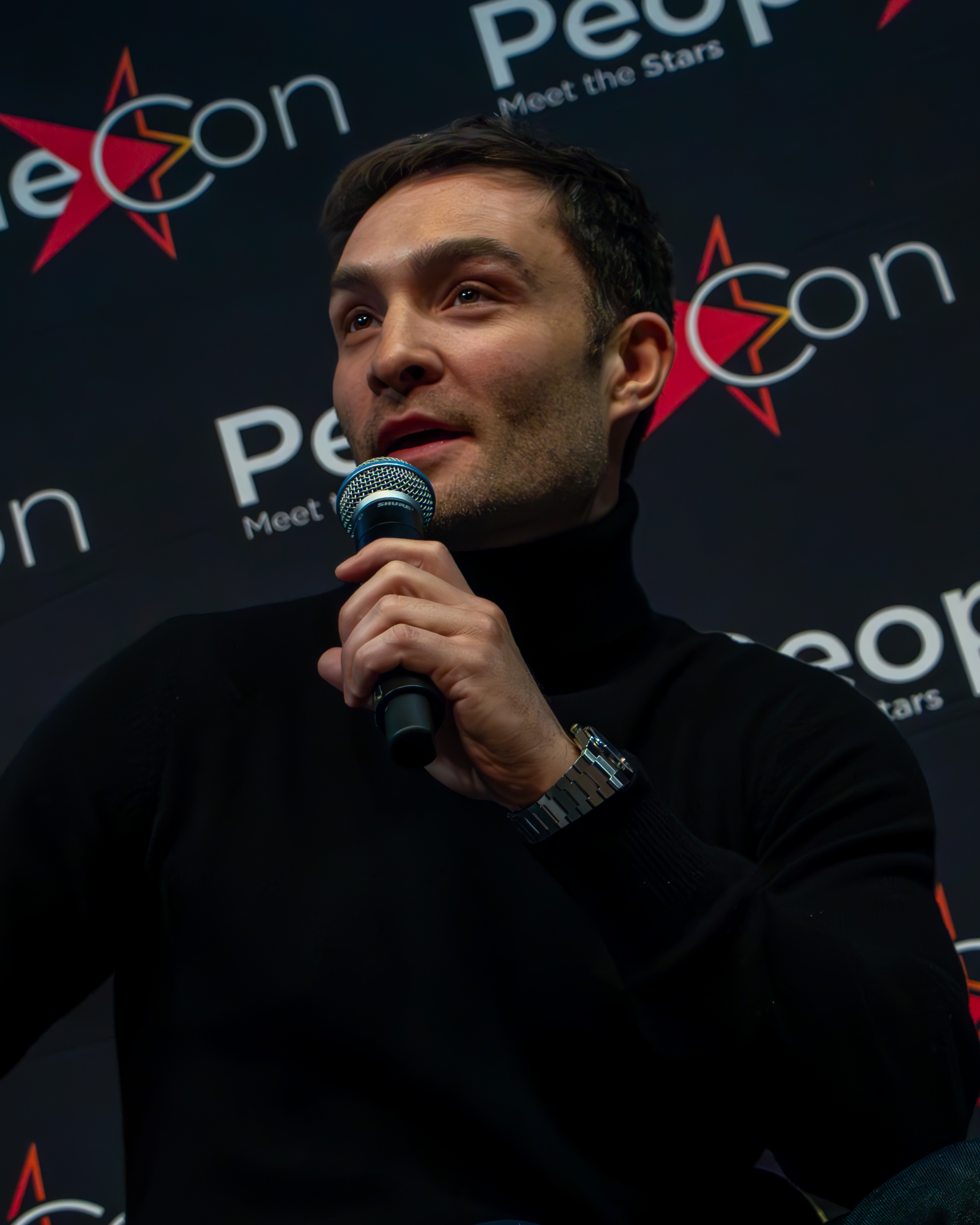
Ed Westwick (* 1987)

- Westwood, Ashley (* 1990), englischer Fußballspieler
- Westwood, Ben (* 1981), englischer Rugby-League-Spieler
- Westwood, Bill (1925–1999), britischer anglikanischer Theologe und Bischof von Peterborough
- Westwood, Emily (* 1984), englische Fußballspielerin
- Westwood, Emily (* 1993), englische Badmintonspielerin
- Westwood, Eric (1917–2001), englischer Fußballspieler
- Westwood, Freda (1924–2011), britische Politikerin
- Westwood, Jean (1931–2022), britische Eiskunstläuferin
- Westwood, John Obadiah (1805–1893), englischer Entomologe, Altertumsforscher und Illustrator
- Westwood, Joseph (1884–1948), britischer Gewerkschafter und Politiker (Labour Party), Mitglied des House of Commons und Minister
- Westwood, Julie (* 1952), britische Puppenspielerin
- Westwood, Keiren (* 1984), irischer Fußballtorhüter
- Westwood, Lee (* 1973), englischer Golfer
- Westwood, Paul (* 1953), englischer Bassgitarrist
- Westwood, Vivienne (1941–2022), britische ModedesignerinVivienne Westwood (1941–2022)

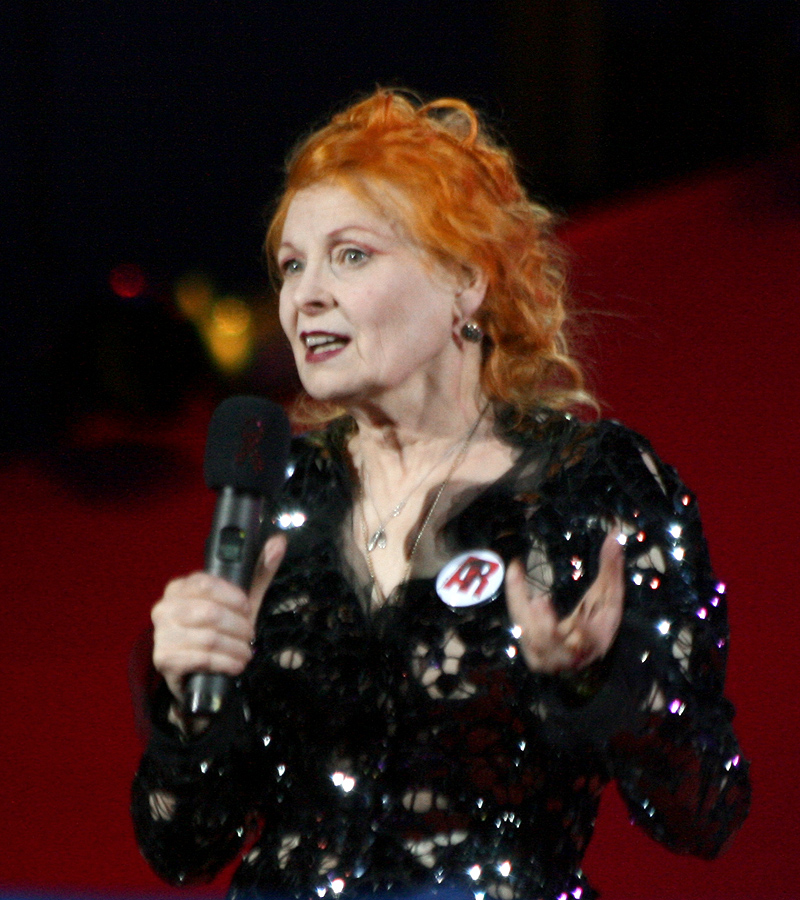
Vivienne Westwood (1941–2022)